# Carnia
La Carnia (AFI: /ˈkarnja/; Cjargne in friulano, Karnien in tedesco) è una regione storico-geografica prevalentemente montana, situata nella parte nord-occidentale della provincia di Udine, in Friuli, comprendente buona parte delle Alpi Carniche italiane con le sue valli alpine. Il centro principale è Tolmezzo.

## Etimologia
Il nome deriva dal prediale latino "Carniacum", riferito alla popolazione dei Carni, che dominò l'intero Friuli fra V e II secolo a.C., e dal cui nome deriva anche il toponimo "Cargnacco"; in epoca romana il territorio era parte della Carnorum Regio (la terra abitata dai Carni, descritta da Tito Livio), che probabilmente comprendeva l'odierno Friuli.

## Geografia fisica

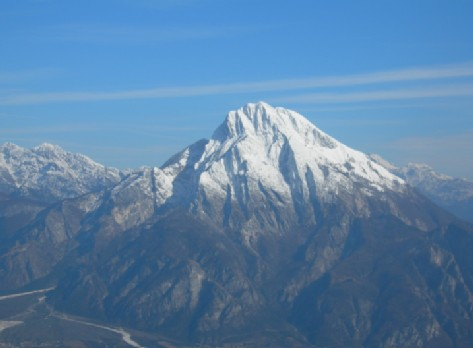
Monte Amariana

### Confini
Ubicata nelle Alpi Carniche, in una zona a tratti impervia e dall'orografia piuttosto complessa e articolata, comprendente l'alto bacino del Tagliamento (escludendo le sorgenti che rimangono in Cadore in Veneto), confina:
- a nord con l'Austria (Carinzia - Distretto di Hermagor) oltre il confine italo-austriaco;
- a ovest con il Cadore, Sappada e la regione del Veneto;
- a est con il Canal del Ferro-Val Canale (provincia di Udine) attraverso la Val d'Aupa che la divide dalla zona delle Alpi e Prealpi Giulie;
- a sud con le valli Val Cimoliana, Val Settimana, Val Tramontina e Val d'Arzino) nel Friuli occidentale (Prealpi Carniche e Pedemontana friulana).

### Geomorfologia

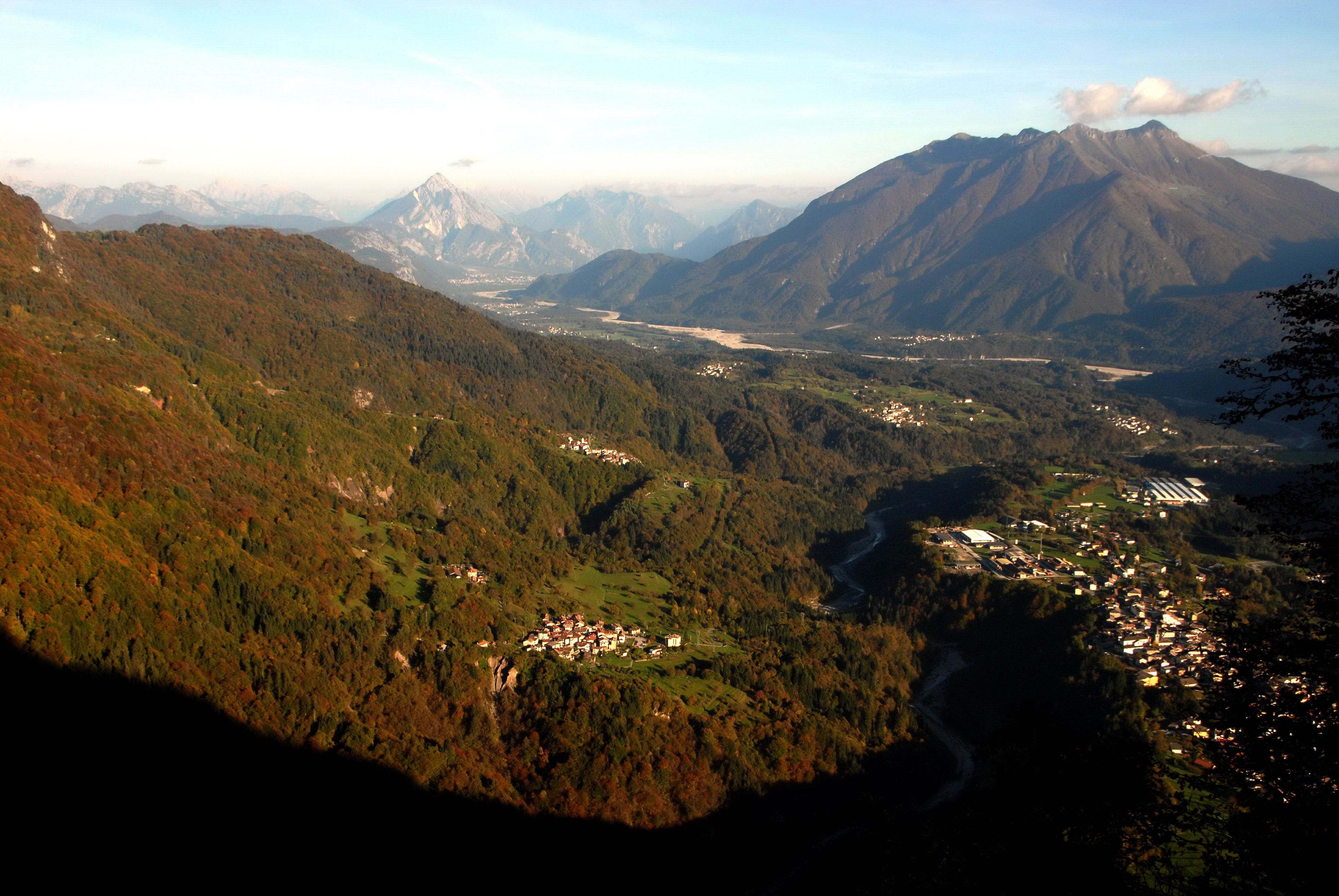
Val Tagliamento

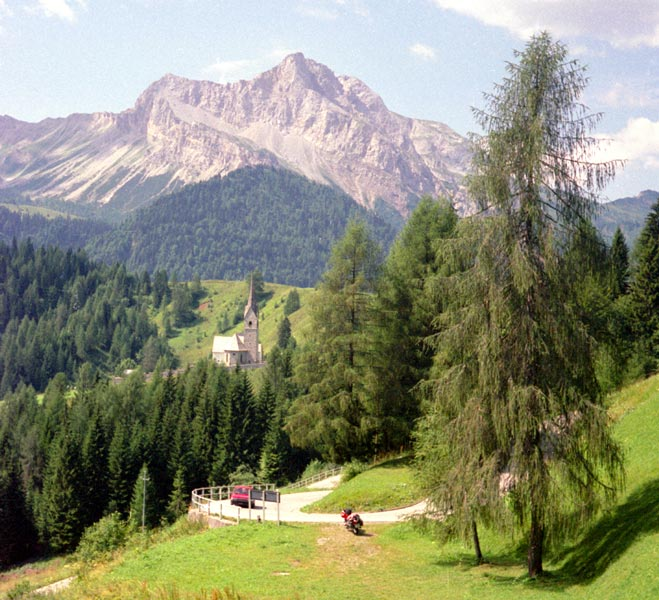
Val Lumiei

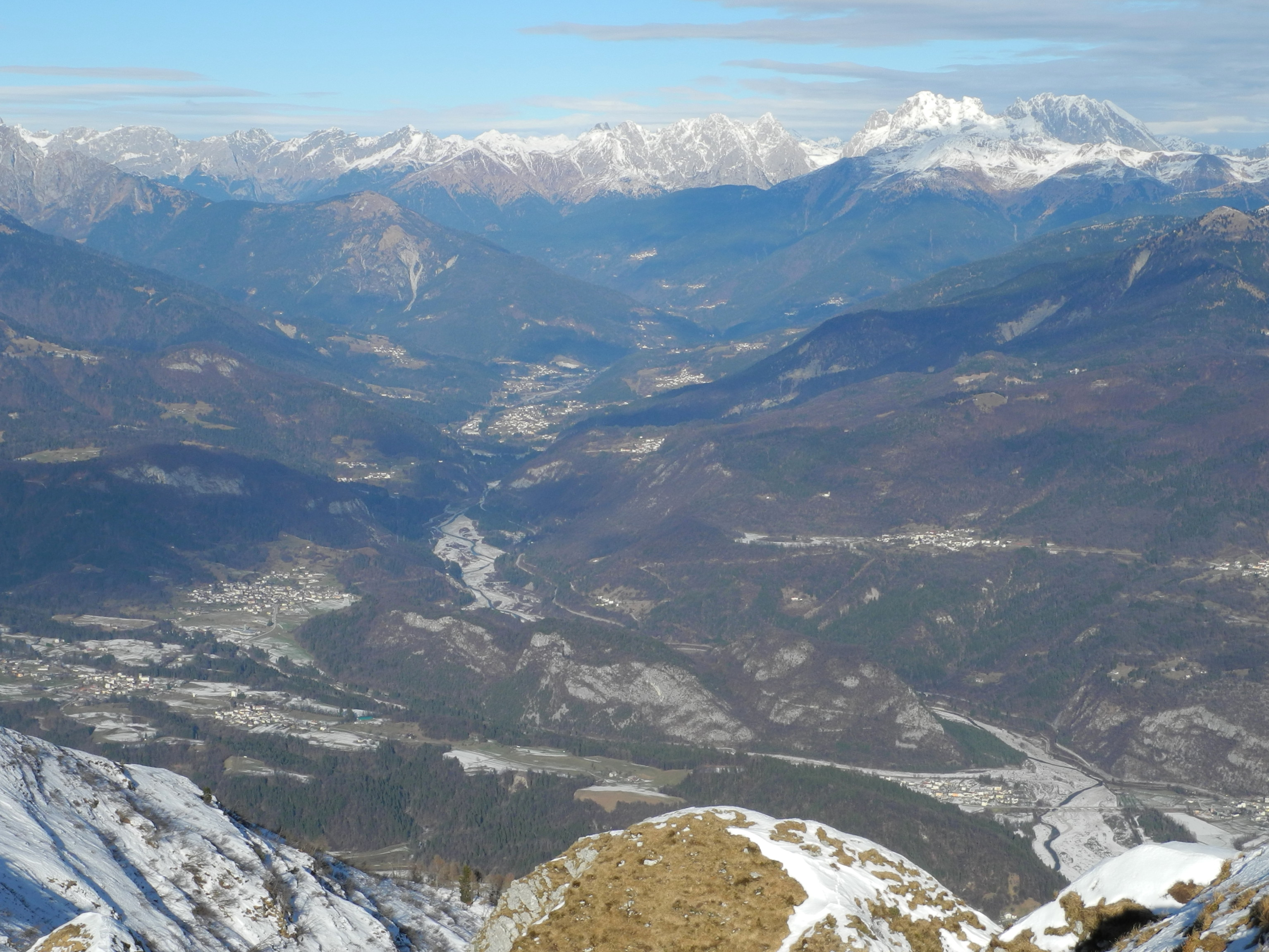
Val Degano

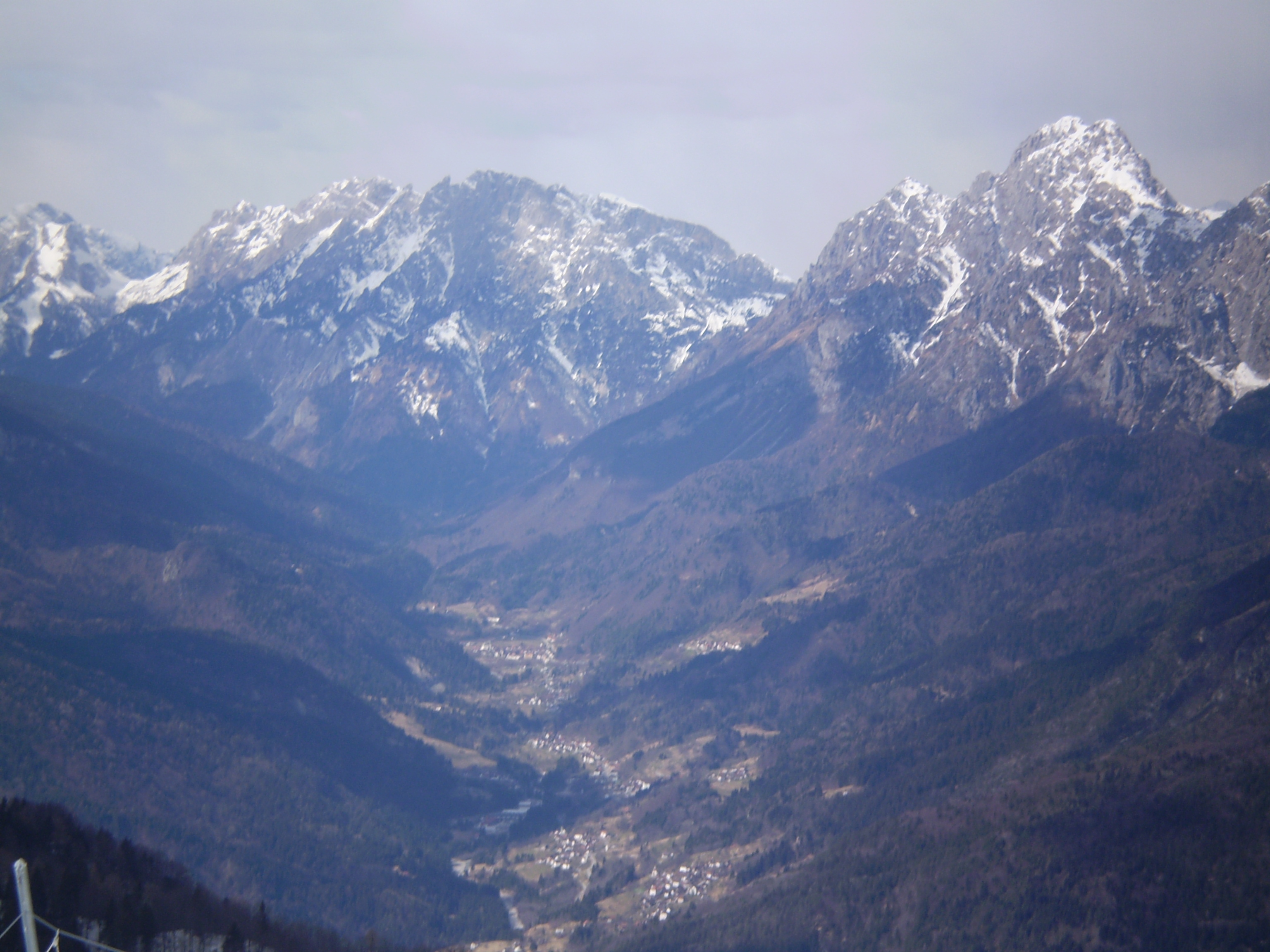
Val Pesarina

Valcalda

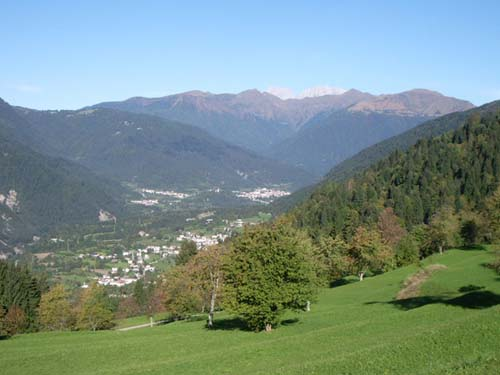
Valle del But

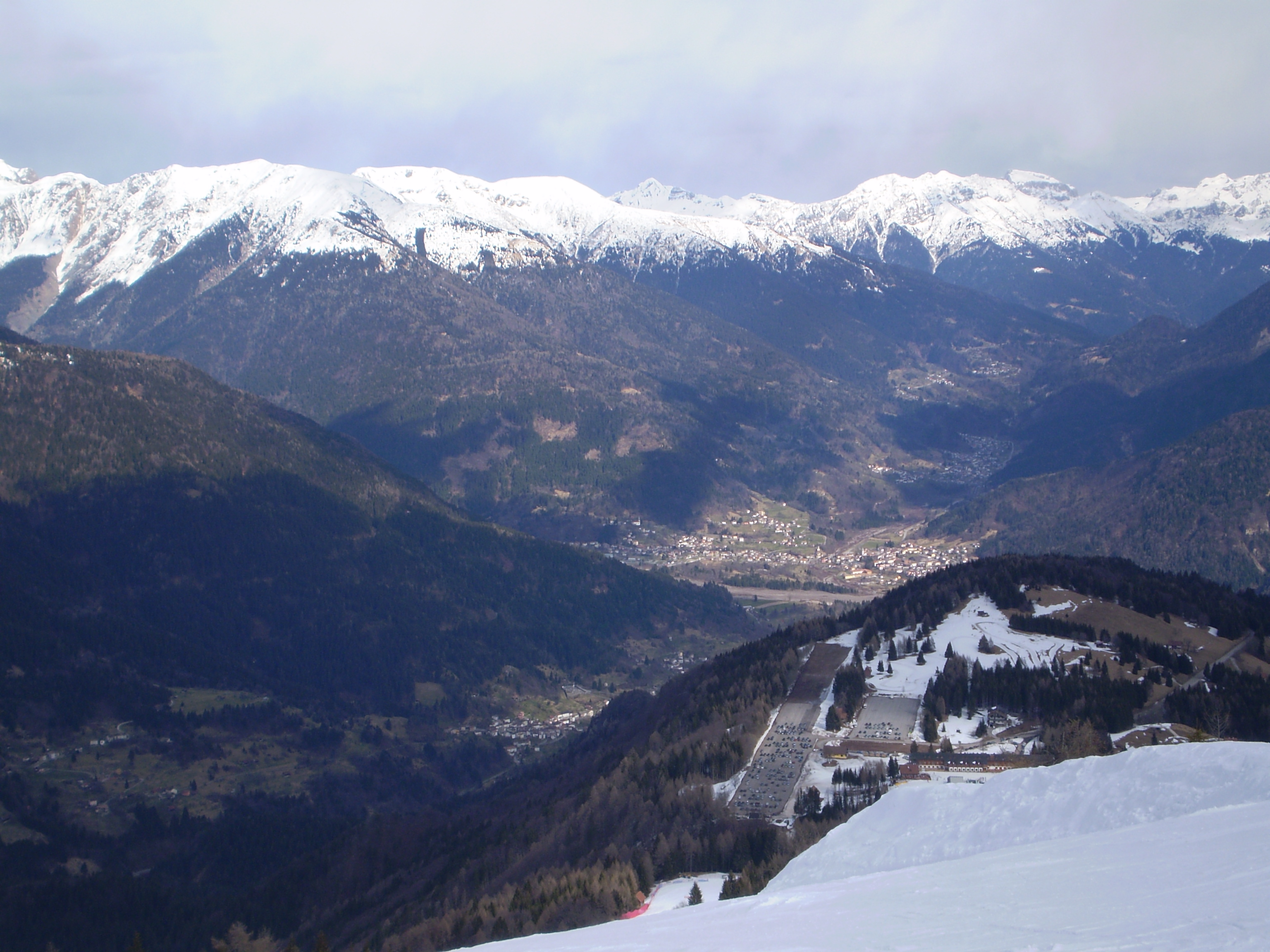
Val Pontaiba

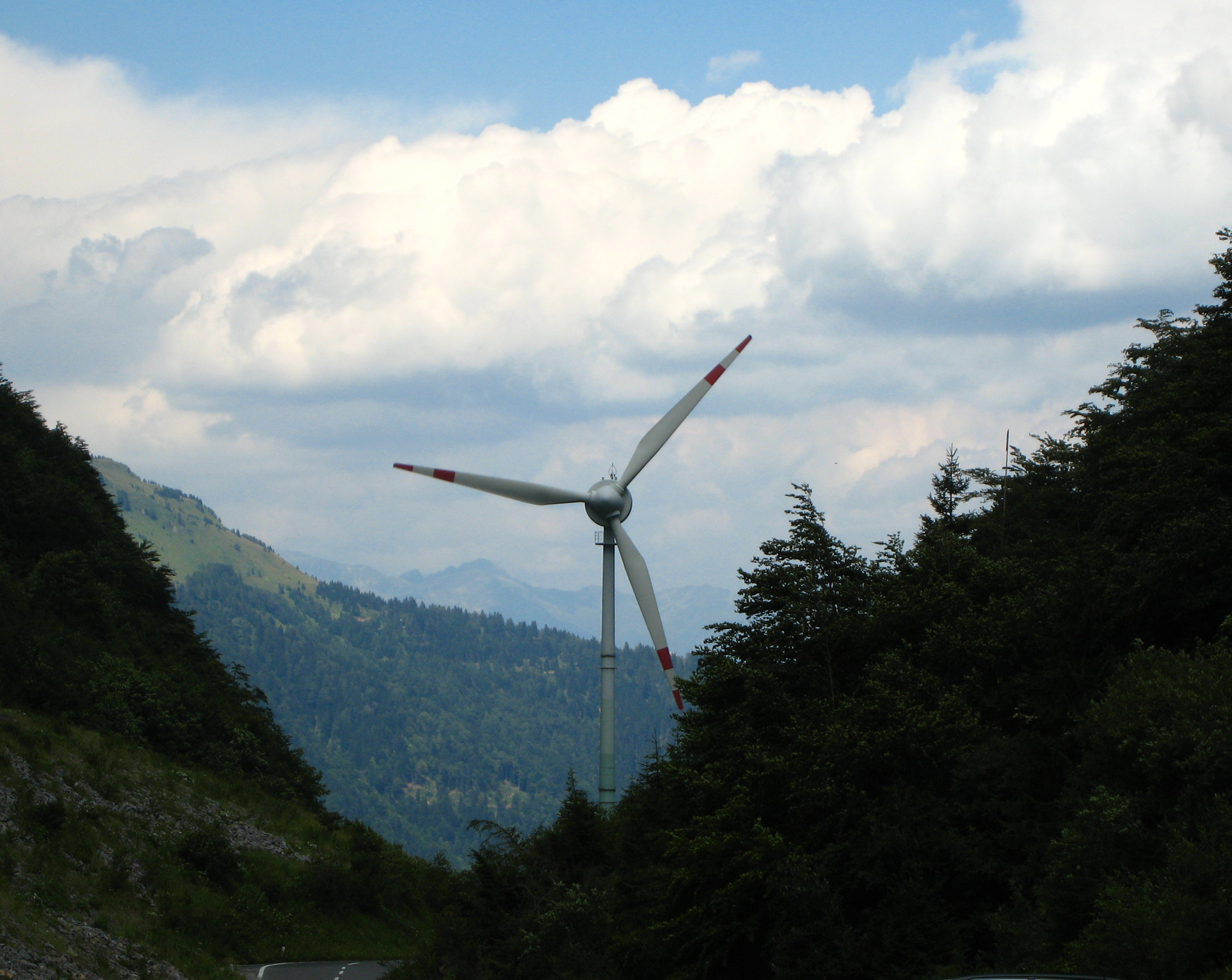
Val Grande

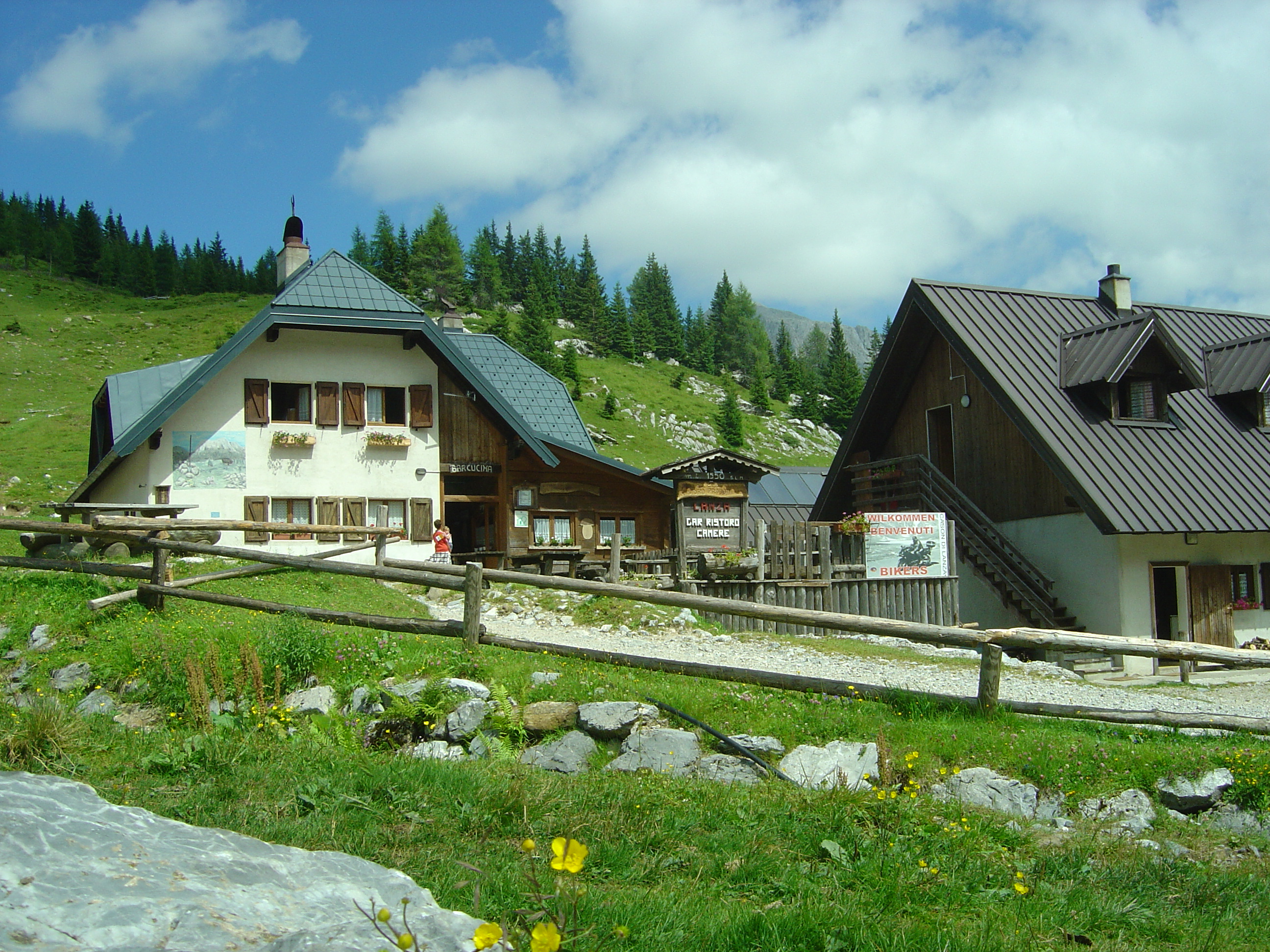
Val di Lanza

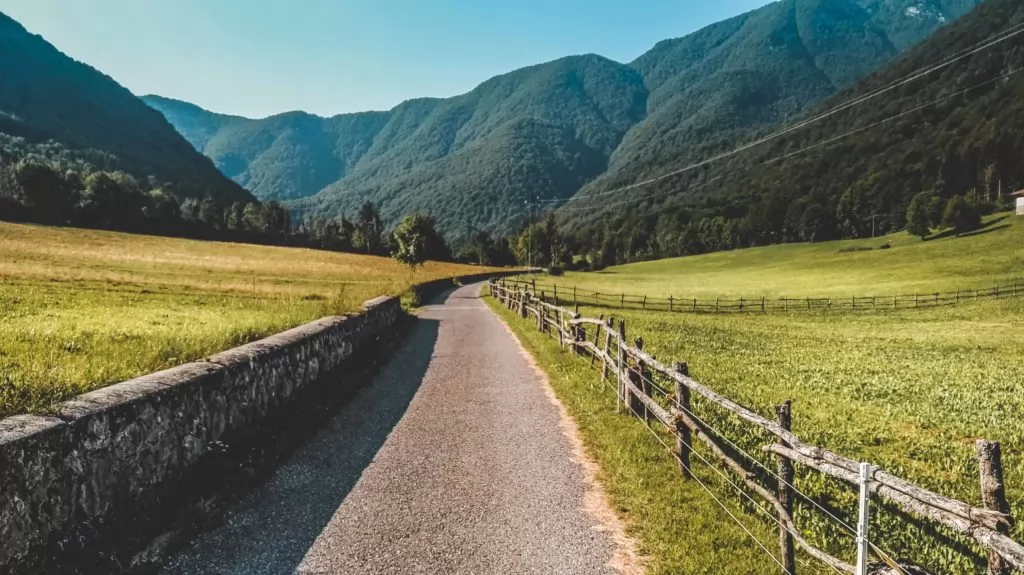
Val di Preone

Costituita da fasce geologicamente differenziate, le montagne sono costituite da tre tipi di roccia, il calcare, la dolomia e la selce, ed è attraversata dalle Alpi Carniche che si estendono dal passo di Monte Croce di Comelico in Cadore alla sella di Camporosso dove cominciano le Alpi Giulie, che si innalzano (nel versante italiano) tra il fiume Fella e l'alto Isonzo.
La Catena carnica principale (suddivisa in catena carnica occidentale e catena carnica orientale) costituisce a nord il confine con l'Austria, delimitata a sud-est dal torrente Pontebbana e, a monte di Pontebba, dal corso del Fella. A sud di tale catena si stagliano le Alpi di Tolmezzo (Alpi Tolmezzine Occidentali e Alpi Tolmezzine Orientali) con elevazioni in media inferiori, mentre ancora più a sud si elevano le Prealpi Carniche e la relativa fascia montuosa.

### Orografia
Il monte Coglians (2 780 m) è la vetta più alta delle Alpi Carniche nonché la maggiore elevazione della regione, che assieme al vicino gruppo della Creta delle Cjanevate e al Mooskofel in territorio austriaco forma un imponente gruppo montuoso proprio sul confine con l'Austria. Le altre maggiori cime della Carnia sono:
- Monte Peralba - 2.694 m
- Monte Fleons - 2.507 m
- Monte Chiadenis - 2.478 m
- Monte Bìvera - 2.472 m
- Monte Volaia - 2.470 m
- Creta Forata - 2.462 m
- Monte Siera - 2.443 m
- Monte Tiarfin - 2.417 m
- Monte Crostis - 2.252 m
- Creta di Aip - 2.249 m
- Creta di Timau - 2.218 m
- Monte Zauf - 2.245 m
- Monte Zermula - 2.149 m
- Monte Tinisa - 2.120 m
- Zuc del Bor - 2.195 m
- Monte Sernio - 2.187 m
- Col Gentile - 2.075 m
- Monte Chiavals - 2.098 m
- Creta Grauzaria - 2.065 m
- Monte Dimon - 2.046 m
- Monte Paularo - 2.043 m
- Monte Tarondon - 2.019 m
- Monte Pieltinis - 2.027 m
- Monte Tamai - 1.971 m
- Monte Arvènis - 1.968 m
- Monte Zûc della Guardia - 1.911 m
- Monte Amariana - 1.906 m
- Monte Tersadia - 1.959 m
- Pal Piccolo - 1.866 m
- Monte Dauda - 1.765 m
- Monte Zoncolan 1.750 m
- Monte Vualt - 1.725 m
- Slenza Ovest - 1.665 m
- Slenza Est - 1.589 m

### Valli
Sei sono le valli principali, ognuna attraversata da un torrente da cui prendono il nome. Le valli assumono anche il nome di canale (cjanâl), sottolineando così la loro conformazione stretta e allungata (tra parentesi la denominazione in friulano):
- Val Tagliamento (Cjanâl di Soclêf o Petecarie)
- Val Degano o Canale di Gorto (Cjanâl di Guart)
- Val Pesarina (Cjanâl Pedarç)
- Valcalda (Valcjalda o Cjanâl di Monai)
- Valle del But o Canale di San Pietro (Cjanâl di Sant Pieri)
- Val Chiarsò o Canale di Incarojo o Val di Paularo (Cjanâl di Incjaroi)

N.B.: Ne è esclusa la Val d'Aupa, nel territorio del comune di Moggio Udinese, che pur appartenendo alle Alpi Carniche, viene fatta rientrare per motivi storico-geografici nella zona del Canal del Ferro (bacino del Fella) e la vallata di Sappada (Alta Valle del Piave) che appartiene alla regione storico-geografica del Cadore.
Ciascuna di queste e gli omonimi torrenti confluiscono nel fondovalle dove sorge Tolmezzo centro principale e capoluogo della Carnia.

### Valichi alpini e prealpini
I principali valichi alpini stradali sono:
- Sella Chiampon
- Sella Chianzutan
- Forcella di Monte Rest
- Passo Mauria
- Passo del Pura
- Sella di Rioda
- Forcella Lavardet
- Sella Valcalda
- Sella di Monte Zoncolan
- Passo di Monte Croce Carnico
- Passo Duron
- Passo del Cason di Lanza
- Passo di Pramollo

### Idrografia

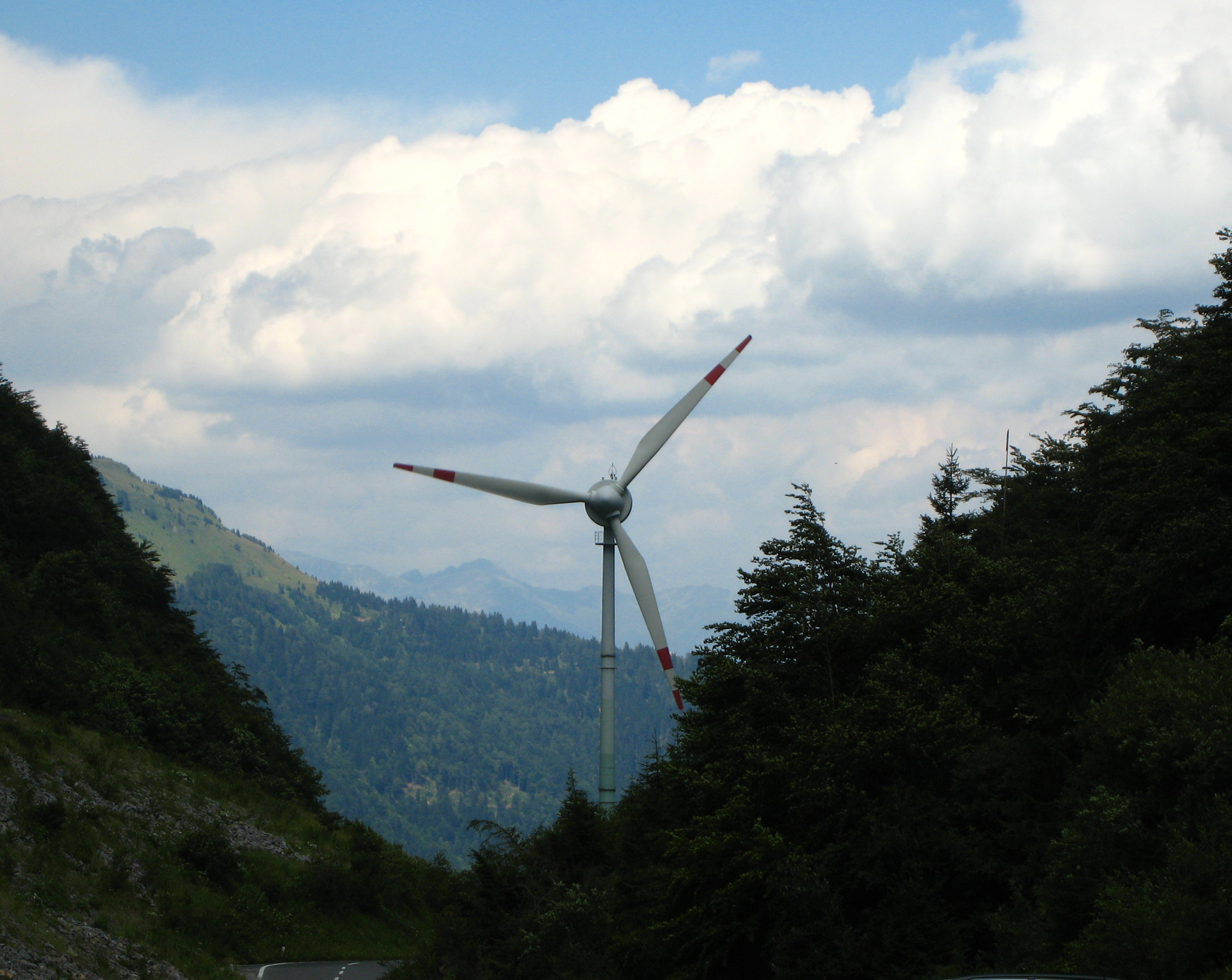
Passo di Monte Croce Carnico

Il fiume più importante è il Tagliamento, che nasce nei pressi dal Passo della Mauria in Veneto (comune di Lorenzago di Cadore) a 1 195 metri d'altitudine. Durante il suo lungo percorso attraverso la Carnia, il Tagliamento riceve l'acqua di quattro affluenti principali, provenienti tutti da sinistra: 
- il Lumiei, che dalla Sella di Rioda, scende lungo la valle di Sauris fino a Socchieve;
- il Degano, che a sua volta ha ricevuto le acque del Fulin, del Margò e della Pesarina;
- la But, a sua volta alimentata da Pontaiba, Gladegna e Chiarsò;
- la Fella, proveniente dal Canal del Ferro, che delimita il confine tra la Carnia e Venzone;

Tra i laghi si hanno:
- Lago di Cavazzo;
- Lago di Sauris;
- Lago di Verzegnis;
- Lago di Bordaglia;
- Lago Avostanis;
- Lago Dimon;
- Laghetti di Timau;

### Clima
Il clima è molto rigido in inverno e fresco in estate; è caratterizzato da venti impetuosi e abbondante piovosità. Rispetto alle altre zone delle Alpi, in Carnia troviamo un abbassamento dei limiti altimetrici di circa 400–500 m; così, ad esempio, se nelle Alpi Occidentali la vegetazione arborea cessa di crescere sopra i 2 300 m essa in Carnia smette già a 1 900 m. L'abbassamento del limite altimetrico della regione arborea è dovuto al costante afflusso di correnti fredde nord orientali (vento burano) che dalle regioni siberiane e danubiane raggiungono la zona.

## Storia
Con la soppressione della repubblica partigiana, in Carnia arrivarono nuovi invasori: i cosacchi, giunti in Friuli nell'agosto del 1944. Inizialmente erano 20 000, ma toccarono il numero di 40 000 nella primavera successiva (si tenga presente che la popolazione carnica era allora di 60 000 persone); al loro seguito portarono le proprie famiglie, i carri, le suppellettili e 6 000 cavalli. Questi cosacchi erano popolazioni di origine russa in perenne conflitto con l'autorità di Mosca. Con lo scoppio della seconda guerra mondiale, si erano uniti alle forze tedesche nella speranza di sovvertire il regime comunista; quando però la guerra cominciò ad andare male per le forze dell'Asse, e l'Armata Rossa ebbe scacciato i tedeschi dal suolo dell'URSS, Hitler per ricompensarli si vide costretto a promettere una terra tutta per loro: la Kosakenland in Nord Italien, che altro non era che la Carnia. Nell'estate del 1944 dunque il Führer affidò l'intero territorio carnico, oltre a una parte dell'Alto Friuli (Trasaghis, Buja, Majano, Bordano) a due divisioni russe, una cosacca capitanata dall'atamano Krassnov, e una caucasica, già impiegata nelle operazioni contro la Polonia.
Per la gente carnica l'occupazione cosacca rappresentò un martirio, ancor oggi ben vivo nei ricordi degli anziani: alcune famiglie furono cacciate dalle loro case per dare spazio ai nuovi arrivati, altre furono costrette a coabitare con persone con le quali era impossibile condividere usi e abitudini e con cui anche i più semplici tentativi di dialogo si rivelavano delle vere e proprie imprese a causa della difficoltà di comunicazione. Innumerevoli furono gli atti di violenza compiuti ai danni della popolazione; di questi i più noti sono senz'altro l'espulsione di gran parte degli abitanti di Alesso, Bordano e Trasaghis, i saccheggi di Cadunea, Cedarchis, Invillino, Sutrio e Illegio. A Imponzo il parroco don Giuseppe Treppo (medaglia d'oro al valor civile) venne ucciso per aver tentato di salvare due giovani donne dallo stupro. Non mancarono tuttavia casi di pacifica convivenza e va anche detto che in seguito a quel periodo si registrarono anche alcuni matrimoni fra donne carniche ed ex soldati cosacchi (molti infatti erano quelli che abbandonavano i reparti e passavano tra i partigiani). In Carnia furono costituiti complessivamente 44 presidi cosacchi che, facendo capo a Verzegnis, dove si trovava il comando del reggimento Terek-Stavropol, si spingevano in ogni valle da Sappada a Raveo a Ravascletto.
L'occupazione durò fino al maggio 1945 quando i cosacchi, di fronte all'avanzata alleata, persero la speranza di avere la Carnia tutta per loro come era stato promesso dai nazisti. Si incolonnarono quindi con carri e cavalli e, attraverso il passo di Monte Croce Carnico puntarono all'Austria, inconsapevoli del tragico destino che li attendeva; giunti nella valle del Gail e consegnatisi agli inglesi, ebbero infatti un'amara sorpresa: in seguito agli accordi di Jalta fra le forze alleate, tutti i cosacchi dovevano essere rimpatriati. Questo significava la fucilazione per gli ufficiali, e per tutti gli altri, donne e bambini compresi, la deportazione in Siberia. In molti, pur di evitare le torture dei gulag, preferirono la morte e optarono per un suicidio collettivo; così nel maggio 1945, con i loro cavalli e le loro famiglie si gettarono in massa nelle gelide acque della Drava, morendo annegati.
La Carnia è frequentata già nel Paleolitico Medio (122 000 anni da oggi) e nell'età del ferro dai Veneti e da gruppi di stirpe celtica, da cui trae il suo nome. I Carni vissero per diverse centinaia d'anni nelle fertili pianure tra il Reno (Germania) e il Danubio dove abitavano altri popoli celtici. 
Intorno al 400 a.C. la crescita demografica e la pressione dei popoli germanici generarono un flusso migratorio verso sud. I Carni valicarono le Alpi attraverso il passo di Monte Croce Carnico e si stabilirono nell'odierna Carnia e nella zona pedemontana del Friuli, dedicandosi alla caccia e alla pastorizia. Durante i rigidi inverni i pastori si spostavano con le loro mandrie nelle pianure pedemontane. Erano anche abili nella lavorazione del ferro e del legno. I Carni erano comandati da un re e da una casta sacerdotale (i druidi).
La prima data storica relativa all'arrivo dei Carni è il 186 a.C., quando circa 12 000 Carni, tra uomini armati, donne e bambini, scesero verso le zone pianeggianti che utilizzavano per svernare e fondarono su un colle un insediamento fortificato stabile, Akileja. I Romani, preoccupati dall'espansione di questo popolo, nel 183 a.C. ricacciarono i Carni oltre le Alpi, e fondarono una colonia a difesa dei confini del nord-est. Il nuovo insediamento venne chiamato Aquileia sulla base del nome del precedente insediamento antico (Akileja). I triumviri fondatori della colonia furono Publio Scipione Nasica, Gaio Flaminio e Lucio Manlio Acidino.
I Carni, per arginare l'espansione romana e per conquistare le fertili e più ospitali terre pianeggianti, cercarono alleanze con i Celti Istriani, Giapidi e Taurisci. Roma, a sua volta, avvertendo sempre più il pericolo incombente dei Carni e volendo accelerare la propria espansione, inviò a nord est le legioni del console Marco Emilio Scauro, che sconfisse definitivamente i Carni nella battaglia del 15 novembre 115 a.C. In seguito i Carni si sottomisero a Roma, accettandone le imposizioni e anche le concessioni.
Intanto Aquileia accrebbe la sua importanza; divenne municipium romanum nel 90 a.C.; era un importante centro commerciale e artigianale, nonché principale porto sull'Adriatico e presidio militare. Alla figura di Giulio Cesare (proconsole della Gallia Cisalpina tra il 58 e il 49 a.C.) sono legate la fondazione di Tergeste (Trieste), Forum Iulii (Cividale) e Iulium Carnicum (Zuglio), che successivamente divenne sede vescovile. A Zuglio sono visibili i resti del Foro romano e a poca distanza è possibile visitare il Civico Museo Archeologico che si sviluppa su tre piani e ricostruisce la storia del territorio carnico, dalla Preistoria al Rinascimento, con particolare riferimento all'epoca romana. I durissimi colpi inferti dai Barbari all'Impero romano ebbero conseguenze anche in Carnia.
La Carnia fu invasa dai Visigoti (410 d.C.), e poi dagli Unni di Attila (452 d.C.), che devastarono Aquileia e altre città sorte nella pianura. Gli Ostrogoti (489 d.C.) dominarono il Friuli e la Carnia per 60 anni. Alcuni gotismi sono rimasti nella lingua friulana. Nello stesso periodo gli Slavi riuscirono a penetrare dalla Carantania (Alta Carinzia) nelle Valli del Bût, del Degano e del Fella. Si affermarono nella zona anche i Bizantini, che rafforzarono i preesistenti presidi militari romani. Nel 568 d.C. i Longobardi, provenienti dalla Pannonia, giunsero in Friuli guidati da Alboino con l'obiettivo di occupare la penisola.
I Longobardi trasferiscono la capitale del Ducato del Friuli a Cividale. Aquileia perde così la sua importanza politica. Diversi sono i reperti archeologici risalenti a questo periodo storico. Nella Chiesa di S. Pietro di Carnia sono tuttora visibili frammenti di scultura e architettura longobarde, inglobati in alcuni muri. Sono inoltre stati trovati orecchini e fibule a Forni di Sotto; orecchini di bronzo a Clavais; anelli di bronzo, pugnali e balsamarii ad Ampezzo. Presso Cercivento in località Gjai ("bosco bandito" in longobardo) fu rinvenuto uno scheletro rivolto verso levante con il cranio appoggiato a una grossa pietra.
Nel 773 - e fino al 952 - fu la volta del dominio franco; l'unica differenza rispetto alla dominazione precedente per la Carnia fu che i duchi longobardi furono sostituiti dai marchesi e dai conti Franchi. Carlo Magno nel 798 dichiarò Salisburgo sede metropolitica per le terre settentrionali. Nell'811 la Drava venne dichiarata nuovo confine tra la giurisdizione di Salisburgo e il patriarcato di Aquileia sempre per opera di Carlo Magno. Nell'888 ebbe fine la dinastia carolingia e iniziarono le invasioni degli Ungari; i quali, provenienti dalla regione danubiana, distrussero e depredarono tutto, guadagnandosi una fama peggiore degli Unni di Attila.
Nonostante le invasioni ungare la Carnia visse un periodo di ripresa economica e incremento demografico grazie alla sua posizione geografica: isolata e ben protetta dai monti non venne saccheggiata. Attorno al 1000 verranno creati la Gastaldia (Giurisdizione civile) e i due Arcidiaconati (Giurisdizione ecclesiastica): quello di Gorto (sottoposto all'Abbazia di Moggio) e quello della Carnia. Nel 1077 venne ufficialmente riconosciuto lo Stato Patriarchino Aquileiese, sorto per opera dell'imperatore tedesco Enrico IV. In un periodo storico dove fiorivano i Comuni e le Signorie, le cui vicissitudini caratterizzarono il Medioevo, la Carnia visse un periodo di autonomia e indipendenza.
Lo Stato Patriarchino durò 343 anni; esso presenta i caratteri di uno stato feudale di stampo germanico, a capo del quale vi è un Principe-Vescovo, il Patriarca di Aquileia. La lingua ufficiale per il documenti era il latino; il tedesco era l'idioma delle classi altolocate e della corte del Principe-Vescovo. Il popolo parlava il friulano con tutte le sue varianti locali, derivanti dall'assorbimento dei vari idiomi degli invasori che nei secoli si erano susseguiti. Il 1420 segnò la fine dello Stato Patriarchino Aquileiese: il 4 giugno di quell'anno Udine si arrese alla Repubblica Veneta, che soggiogò anche la Carnia e la ridusse a provincia nel contesto della Terraferma, dopo quasi 400 anni di germanizzazione temperata sempre della Chiesa cattolica di Aquileia.

Il Patriarcato di Aquileia continuò a esistere fino al 1751 esclusivamente nella sua forma ecclesiastica, retto da patriarchi veneti. Nel corso dei secoli XV e XVI la Carnia, assieme al Friuli sottostante, venne ripetutamente razziata dalle armate irregolari turche (in realtà si trattava probabilmente di bosniaci), utilizzate dall'Impero ottomano per tenere una spina nel fianco alla Serenissima con incursioni quasi annuali in una terra che, pur scarsamente difesa poiché considerata quasi colonia da Venezia, rientrava pur sempre nei territori della Repubblica. In questo contesto avvenne la battaglia del Cason di Lanza (1478) in cui le popolazioni locali affrontarono e sconfissero gli incursori turchi in uno dei pochi episodi di resistenza organizzata del periodo.

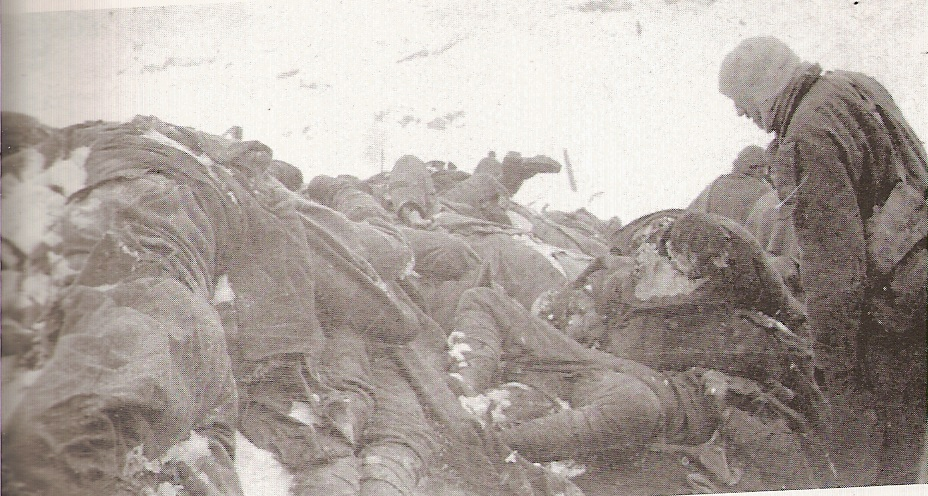
Alpini travolti e caduti da una valanga sul Pal Piccolo

Dal 1814 al 1866 la Carnia fu parte dell'Impero austriaco, poi, dopo la terza guerra di indipendenza, il 21 ottobre 1866, il Friuli e la Carnia furono annessi all'Italia, seguendone le vicende storiche (anche se una parte restò austriaca fino al 1918), come la partecipazione alle sanguinose guerre del 1915-18 e del 1940-45, oltre che a tutte le vicende coloniali in Africa. Molti dei sentieri montani tuttora utilizzati risalgono alla prima guerra mondiale ed è ancora possibile individuare i resti dei fortini e le feritoie.
Durante la prima guerra mondiale la Carnia, trovandosi al confine tra Regno d'Italia e l'allora Impero austro-ungarico, divenne zona di guerra. Il settore di fronte compreso tra il Monte Peralba e il Monte Rombon costituiva la "Zona Carnia", a comandare la quale fu posto il generale Lequio; al 24 maggio 1915 vi erano dislocati 31 battaglioni (di cui 16 alpini). La zona Carnia aveva primaria importanza in quanto anello di congiunzione tra la 4ª armata del Cadore e la 2ª dell'Isonzo. Particolare importanza ebbe la zona del passo di Monte Croce Carnico con le alture circostanti: Pal Piccolo, Freikofel, Pal Grande, dove alpini e Kaiserschützen condussero una guerra di trincea logorante.
Sui monti carnici si combatté fino all'ottobre del 1917, mese in cui si verificò la rotta di Caporetto, e le truppe della Zona Carnia dovettero ripiegare. In seguito alla rotta di Caporetto, la Carnia dovette subire l'invasione austro-tedesca, che durò un anno intero; un anno che fu per la gente carnica pieno di miserie, privazioni e requisizioni. Durante la seconda guerra mondiale la Carnia fu zona di reclutamento privilegiato dei reparti alpini, impegnati sui fronti più diversi e in particolare in Russia. Dopo l'otto settembre vi fiorì un'intensa attività partigiana, culminata nella proclamazione della Repubblica Partigiana della Carnia, con capoluogo Ampezzo, che per estensione fu la più vasta d'Italia.
A causa dell'importanza strategica della zona, passaggio privilegiato tra la Pianura Padana e l'Austria grazie alla relativamente scarsa altitudine raggiunta dalle montagne e all'accessibilità dei passi, la Repubblica Partigiana ebbe vita breve, venendo attaccata e distrutta da ingenti forze naziste e fasciste congiunte. Con l'avvento della Repubblica, nella regione sono rifiorite istanze autonomiste, sostenute negli anni settanta anche da un politico nazionale di origine carnica, Bruno Lepre.

## Ambiente

### Flora

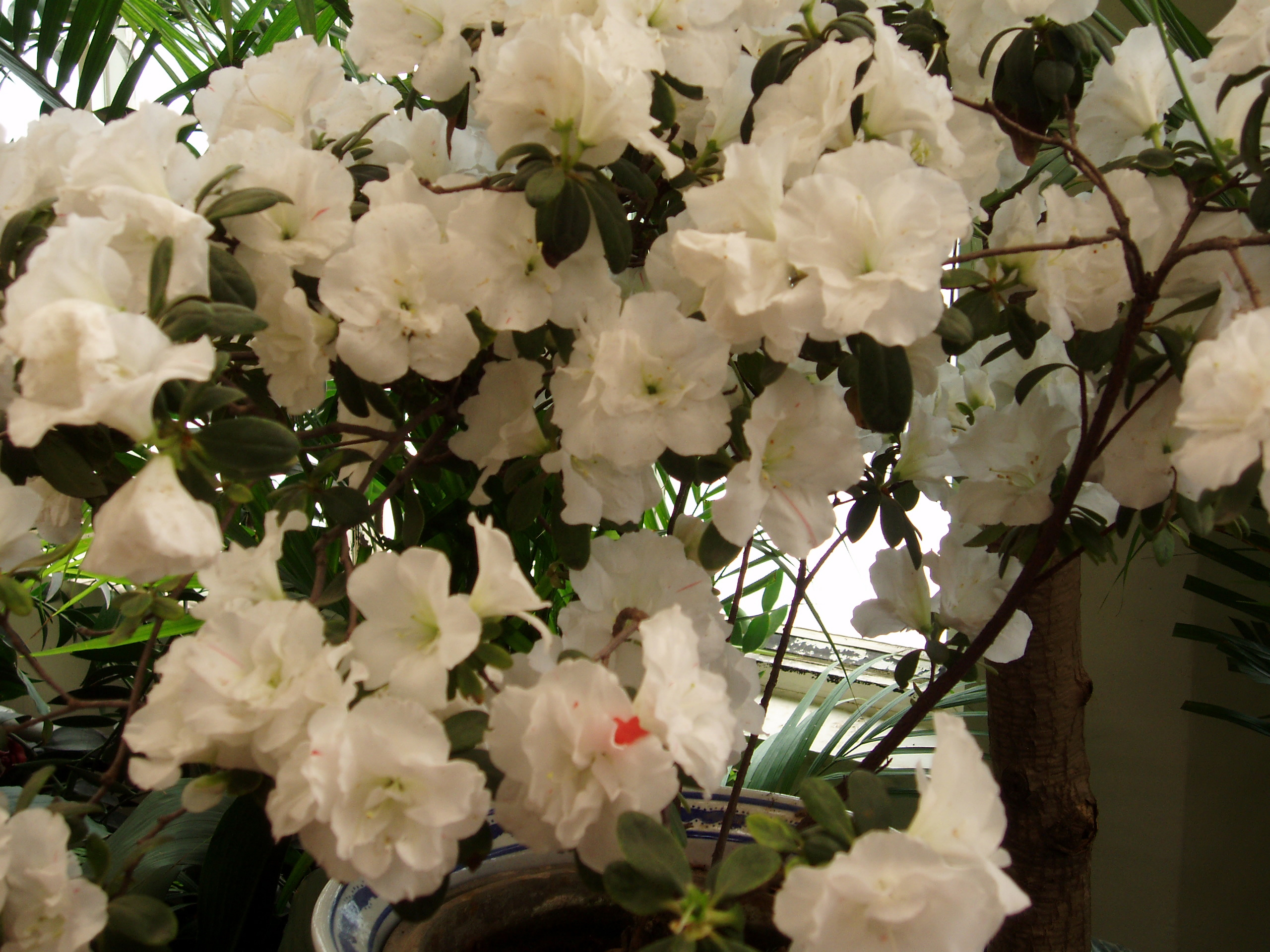
Rododendro

Sono molto estese le foreste, costituite in massima parte da abeti, faggi e larici; i pascoli si trovano per lo più in alta quota, in pendii soleggiati ma non adatti all'agricoltura. La Carnia vanta numerose ricchezze naturali grazie all'assenza di grossi centri industriali e per l'attiva opera di tutela di enti e associazioni ambientaliste. Vi sono 2 000 specie vegetali, un migliaio di tipi di fungo, una cinquantina di tipi di orchidee. 
La vegetazione cambia con l'aumentare della quota. Fino a 400 - 500 metri di altitudine salgono i boschi di rovere e di castagni e le macchie e le colture della zona submontana; ben presto subentra la flora montana ed è per eccellenza la zona delle foreste: faggete, abetine e pinete. Al di sopra dei 1 500 metri la vegetazione arborea si presenta piuttosto povera, gli alberi si fanno via via più radi, più piccoli e spogli, fino a raggiungere il limite altimetrico di crescita che in Carnia è a quota 1 700 metri ed è il più basso di tutta la regione alpina. Oltre questa quota crescono cespugli, rovi, e verdissimi pascoli. In tarda primavera si può ammirare nei pascoli l'esplosione di colore dei rododendri, e delle genziane selvatiche.

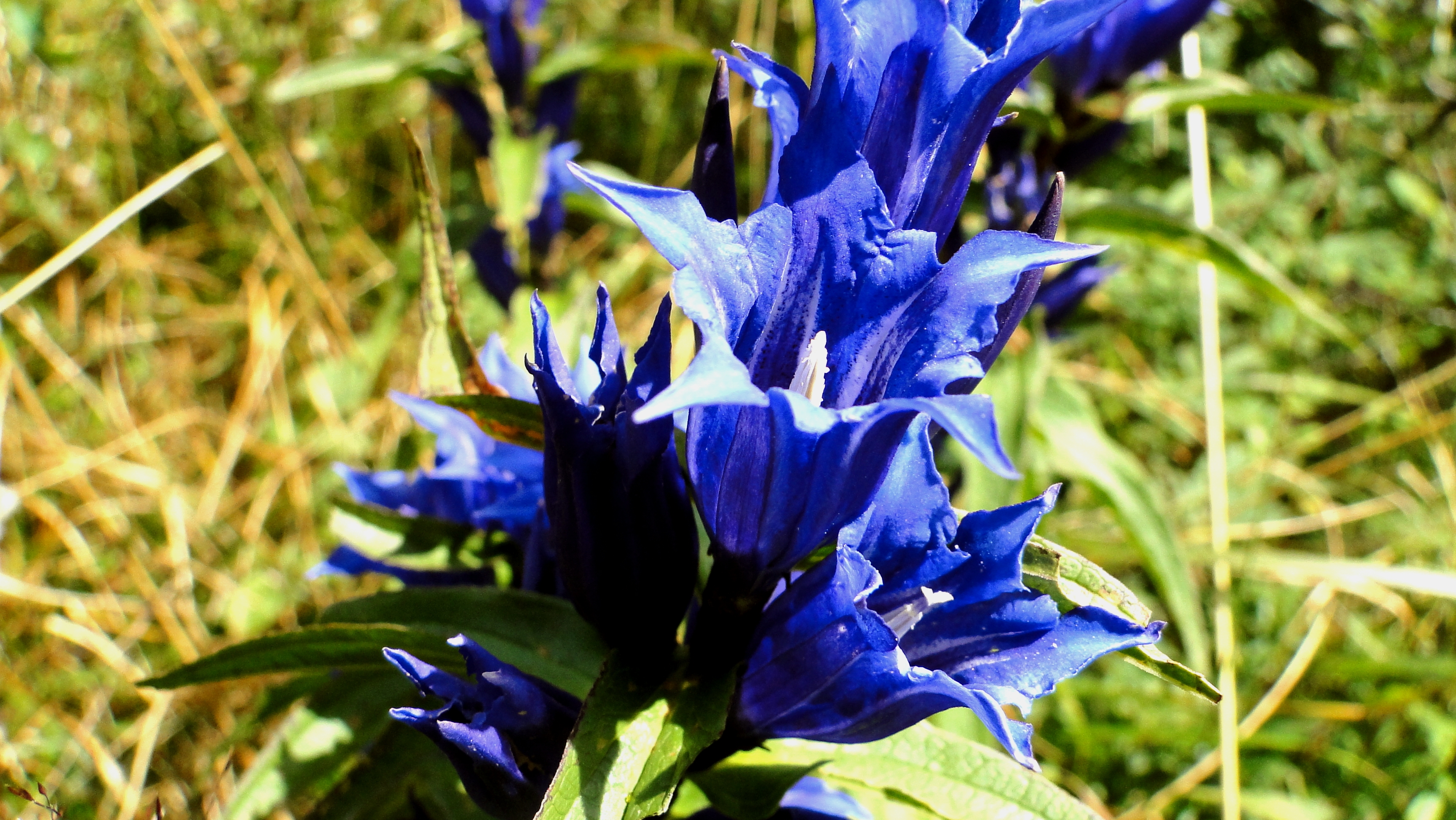
Genziane carniche

### Fauna
La fauna è caratterizzata dalla presenza sporadica di passaggio di orsi, linci europee (queste due prime specie sono ricomparse alla fine del XX secolo, provenienti dalla vicina Slovenia), lupi, gatti selvatici, stambecchi (reintrodotti nel XX secolo), cervi, caprioli, camosci, tassi, galli forcelli, francolini di monte, ermellini e marmotte. Sono inoltre presenti falconiformi come la poiana, il falco e l'aquila reale.
Tra i rettili si segnalano l'aspide meglio conosciuta come vipera comune, il marasso, la vipera dal corno. Nei rilievi friulani e in alta collina non sono rare due specie di anfibio diffuse anche in molte altre zone dell'arco alpino: il tritone alpestre e la salamandra alpina. Numerose sono infine le specie ittiche d'acqua dolce presenti nei ruscelli di montagna e nella zona pedemontana: fra queste predominano le trote, le tinche e i barbi. Nel 2018 è stata accertata la prima riproduzione di lupi nella regione dopo circa 90 anni.

### Aree naturali protette
- Parco naturale delle Dolomiti Friulane, sede a Forni di Sopra
- Parco intercomunale delle Colline Carniche, sede a Villa Santina

## Geografia antropica

### Comuni
Sono 28 i comuni carnici con le rispettive frazioni (accanto al nome italiano è riportato quello in lingua friulana):
| Comune                                         | Abitanti (31-12-2023) | Superficie (km²) | Frazioni |
| ---------------------------------------------- | --------------------- | ---------------- | --- |
| Amaro (Damâr)                                  | 846                   | 33,26            | - |
| Ampezzo (Dimpeç)                               | 894                   | 73,63            | Oltris, Voltois                                                                                               |
| Arta Terme (Darte)                             | 2036                  | 42,77            | Avosacco, Cabia, Cedarchis, Lovea, Piano d'Arta, Piedim, Rivalpo, Valle                                       |
| Cavazzo Carnico (Cjavaç)                       | 955                   | 39,44            | Cesclans, Mena, Somplago                                                                                      |
| Cercivento (Çurçuvint)                         | 640                   | 15,78            | Cercivento di Sotto, Cercivento di Sopra, Casali                                                              |
| Comeglians (Comelians, loc. Comalians)         | 426                   | 19,41            | Calgaretto, Maranzanis, Mieli, Noiaretto, Povolaro, Runchia, Tualis                                           |
| Enemonzo (Enemonç)                             | 1264                  | 23,76            | Colza, Esemon di Sotto, Fresis, Maiaso, Quinis, Tartinis                                                      |
| Forni Avoltri (For Davôtri, loc. Fôr Davuatri) | 501                   | 80,75            | Collina, Collinetta, Frassenetto, Sigilletto                                                                  |
| Forni di Sopra (Fôr Disore)                    | 914                   | 81,66            | Andrazza, Cella, Vico                                                                                         |
| Forni di Sotto (Fôr Disot)                     | 530                   | 93,60            | Tredolo, Baselia, Vico                                                                                        |
| Lauco (Lauc)                                   | 652                   | 34,76            | Allegnidis, Avaglio, Buttea, Chiassis, Trava, Vinaio                                                          |
| Ovaro (Davâr)                                  | 1724                  | 57,90            | Agrons, Cella, Chialina, Clavais, Cludinico, Entrampo, Lenzone, Liariis, Luincis, Luint, Mione, Muina, Ovasta |
| Paluzza (Paluce)                               | 1952                  | 69,75            | Casteons, Cleulis, Rivo, Timau                                                                                |
| Paularo (Paulâr)                               | 2340                  | 84,24            | Casaso, Chiaulis, Dierico, Misincinis, Ravinis, Rio, Salino, Trelli, Villafuori, Villamezzo                   |
| Prato Carnico (Prât)                           | 825                   | 81,72            | Avausa, Croce, Osais, Pesariis, Pieria, Pradumbli, Prico, Sostasio, Truia                                     |
| Preone (Preon)                                 | 254                   | 22,47            | - |
| Ravascletto (Ravasclêt, loc. Monai)            | 509                   | 26,48            | Salars, Zovello                                                                                               |
| Raveo (Raviei)                                 | 437                   | 12,60            | Esemon di Sopra                                                                                               |
| Rigolato (Rigulât)                             | 373                   | 30,77            | Givigliana, Gracco, Ludaria, Magnanins, Stalis, Tors, Valpicetto, Vuezzis                                     |
| Sauris (Zahre, nel locale dialetto germanico)  | 392                   | 41,49            | La Màina, Latéis, Sàuris di Sotto, Sàuris di Sopra, Velt                                                      |
| Sappada (Plodn, nel locale dialetto sappadino) | 1311                  | 62,06            | - |
| Socchieve (Soclêf)                             | 872                   | 66,12            | Caprizzi, Dilignìdis, Feltrone, Lungis, Mediis, Nonta, Priuso, Viaso                                          |
| Sutrio (Sudri)                                 | 1228                  | 20,75            | Nojaris, Priola, Zoncolan                                                                                     |
| Treppo Ligosullo (Trep Liussûl)                | 679                   | 35,58            | Ligosullo, Gleris, Siaio, Tausia, Zenodis, Murzalis                                                           |
| Verzegnis (loc. Verzegnas)                     | 846                   | 39,33            | Chiaicis, Chiaulis, Intissans, Villa                                                                          |
| Villa Santina (Vile)                           | 2127                  | 13,00            | Invillino |
| Zuglio (Zui)                                   | 535                   | 18,21            | Fielis, Formeaso, Sezza                                                                                       |
| Tolmezzo (Tumieç)                              | 9781                  | 64,62            | Cadunea, Caneva, Casanova, Cazzaso, Fusea, Illegio, Imponzo, Terzo, Lorenzaso                                 |
| Totale                                         | 35843                 | 1 285,91         | 125 |

## Società

### Demografia
La Carnia conta circa 35 000 abitanti; nella sola Tolmezzo ne risiedono circa 10 000 i rimanenti nei paesi distribuiti nelle vallate.
Dal periodo successivo alla prima guerra mondiale ma in particolare dal secondo dopoguerra, la Carnia ha visto un vero e proprio "esodo" dei suoi abitanti verso le città della pianura, verso la Francia, la Germania e verso le Americhe. Quest'ondata emigratoria, dovuta alla prospettiva di una vita più facile e più sicura, unita alle scarse risorse fornite dalla montagna e alla carenza di industrie, fu la causa del progressivo spopolamento delle valli carniche. 

## Economia

### Settore primario
Il territorio montuoso e il clima rigido non sono favorevoli a uno sviluppo agricolo tale da costituire una voce importante nell'economia della regione; si riescono a coltivare in prevalenza patate (cartufules), fagioli (fajuis) e mais (sorch), da cui si ricava la farina per la polenta.

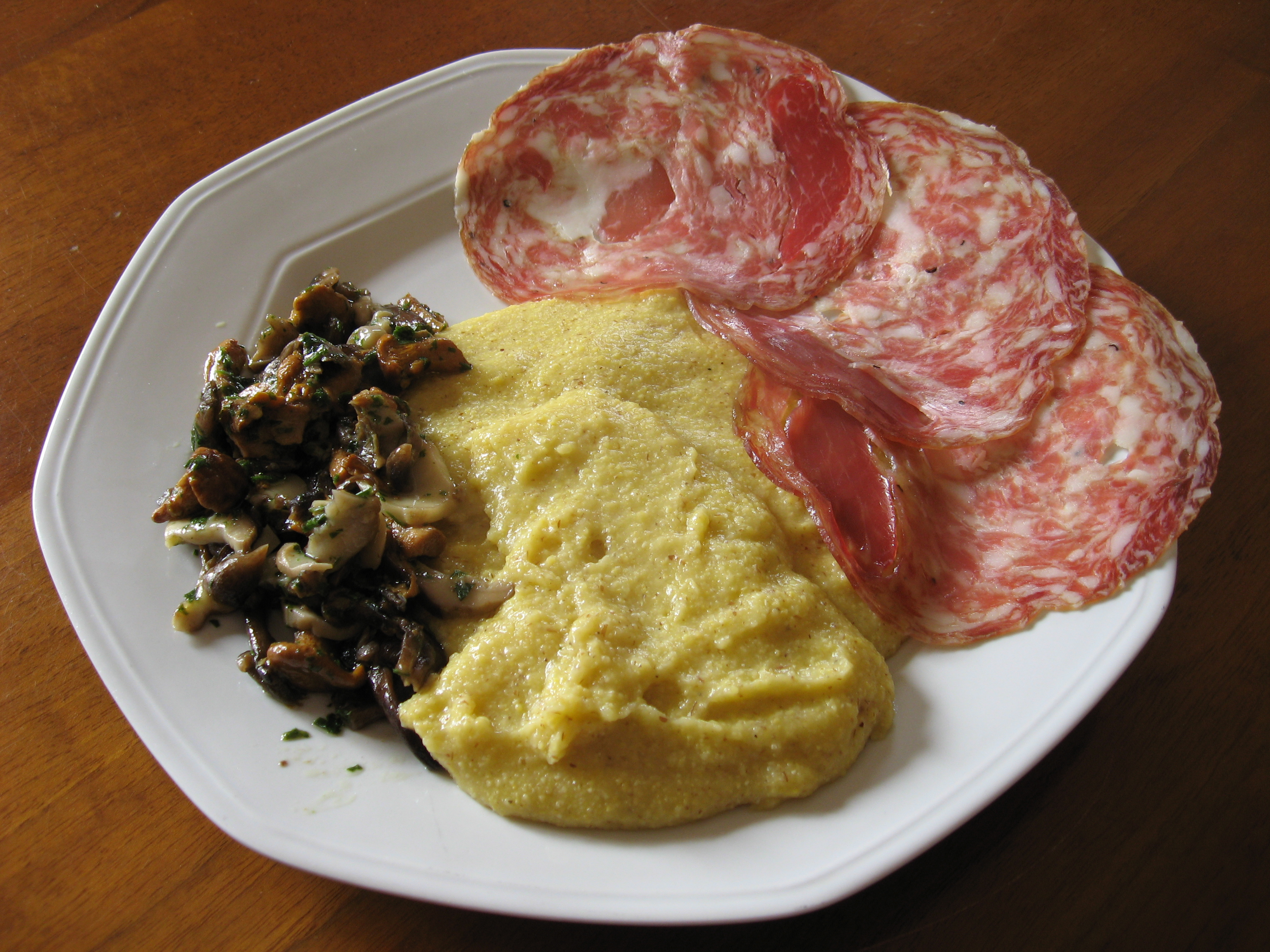
Polenta con funghi e insaccati

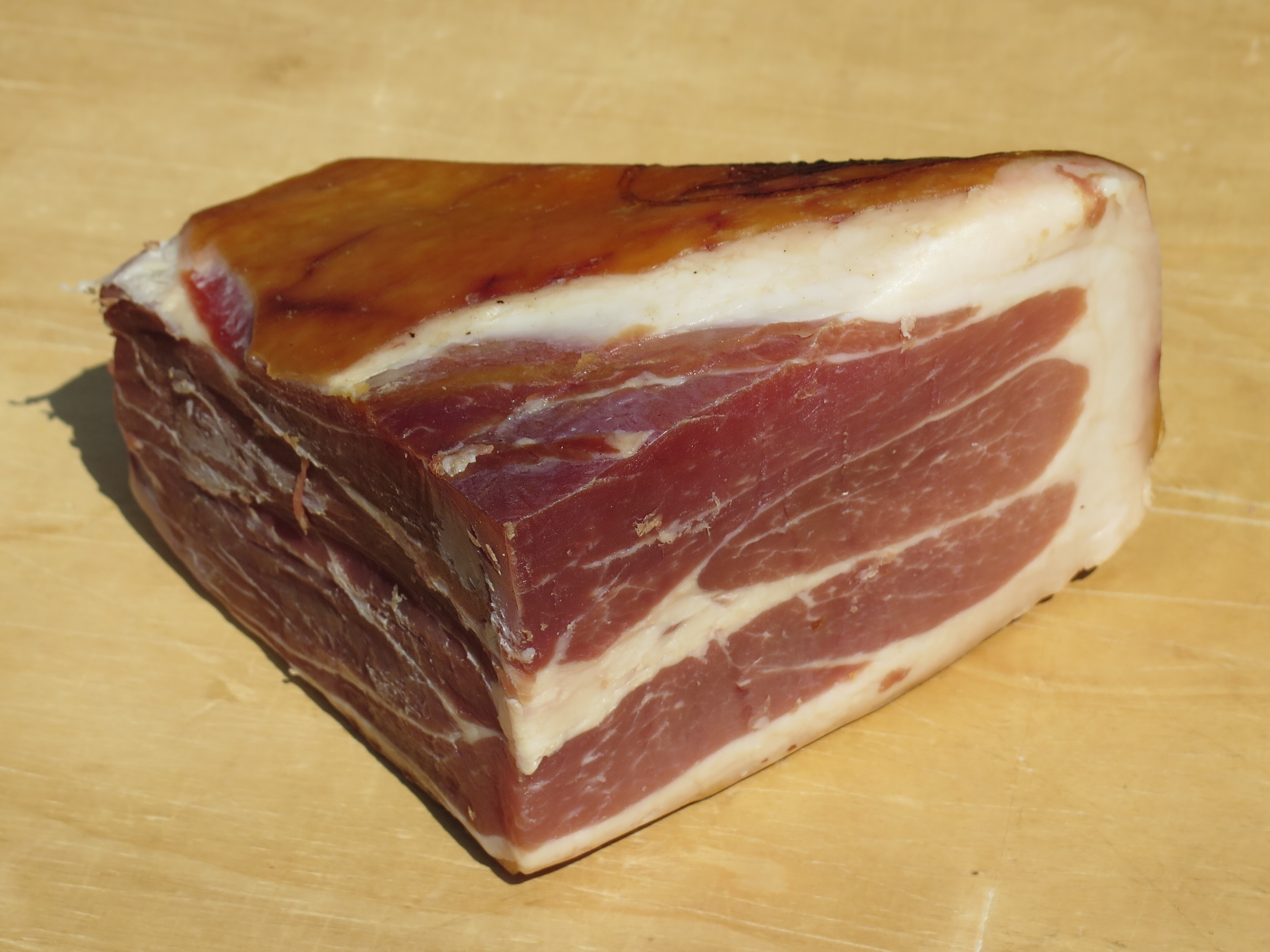
Il prosciutto di Sauris

L'allevamento è fiorente; a livello familiare si allevano galline (gjalines) e tacchini (dindis). Importante è l'allevamento dei bovini da latte dal quale si ricavano diverse varietà di formaggio (čuč o formadi), ricotta affumicata (scuete fumade) e burro (spongje e ont burro cotto), che in piccola parte viene anche esportato fuori dalla regione. Si allevano suini, anche in questo caso a conduzione familiare, con la cui carne si produce in prevalenza salame (salamp), speck, salsicce (luanie), un insaccato simile al cotechino, ma più magro (muset), pancetta (panzete), lardo (argjel) e braciole (brusadule): tutti i prodotti vengono affumicati (fumâts) secondo un'antica tradizione che aveva lo scopo di conservare a lungo i prodotti. Famoso a livello regionale è il prosciutto crudo di Sauris anch'esso affumicato.

### Settore secondario
Le industrie principali sono quelle relative allo sfruttamento del legname (segherie, falegnamerie, mobilifici), vi sono inoltre fabbriche di occhiali, orologi e cartiere.

### Settore terziario
Nonostante la presenza di importanti cime montuose alpine, le amene vallate e i caratteristici paesini, i numerosissimi e ben tracciati sentieri CAI (lungo i quali in alcune zone è possibile ammirare i resti dei fortini della grande guerra) e rifugi alpini ben attrezzati, la Carnia non è meta del turismo di massa che invade invece il vicino Cadore. Tuttavia sono abbastanza numerose le strutture alberghiere e di ristorazione e il turismo sta divenendo sempre più una voce di particolare rilevanza nell'economia carnica.
È attivo ad Arta Terme uno stabilimento termale dal quale sgorga l'acqua minerale "pudia" (acqua solfato-calcico-magnesiaca-sulfurea) conosciuta e utilizzata fin dall'antichità, a una temperatura di 9 °C. Nel centro viene esercitata la cura idropinica, la fangoterapia, la balneoterapia e cure inalatorie con aerosol, nebulizzazione e insufflazione.

## Infrastrutture e trasporti

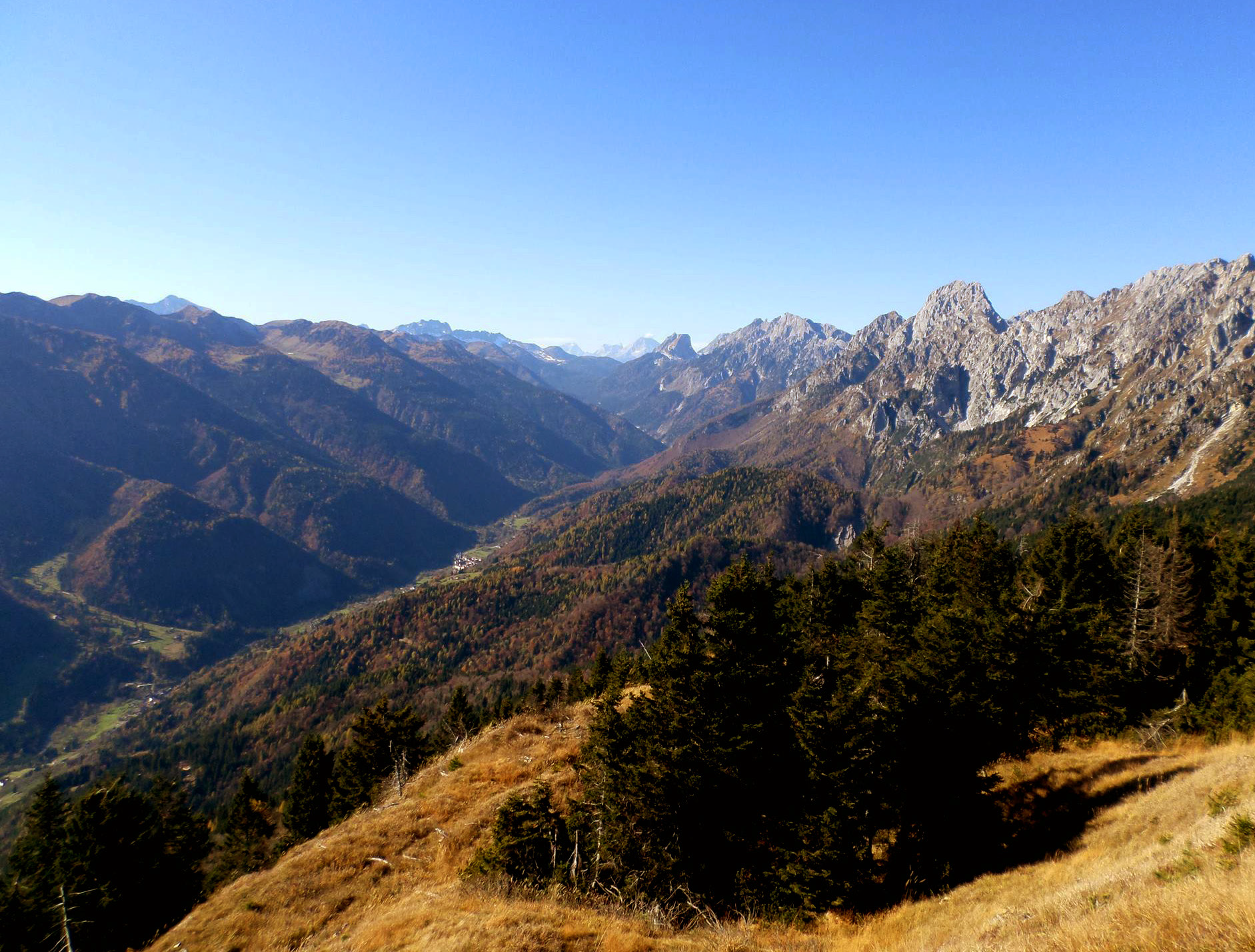
Val Pesarina, in fondo la Forcella Lavardet

### Alta Carnia

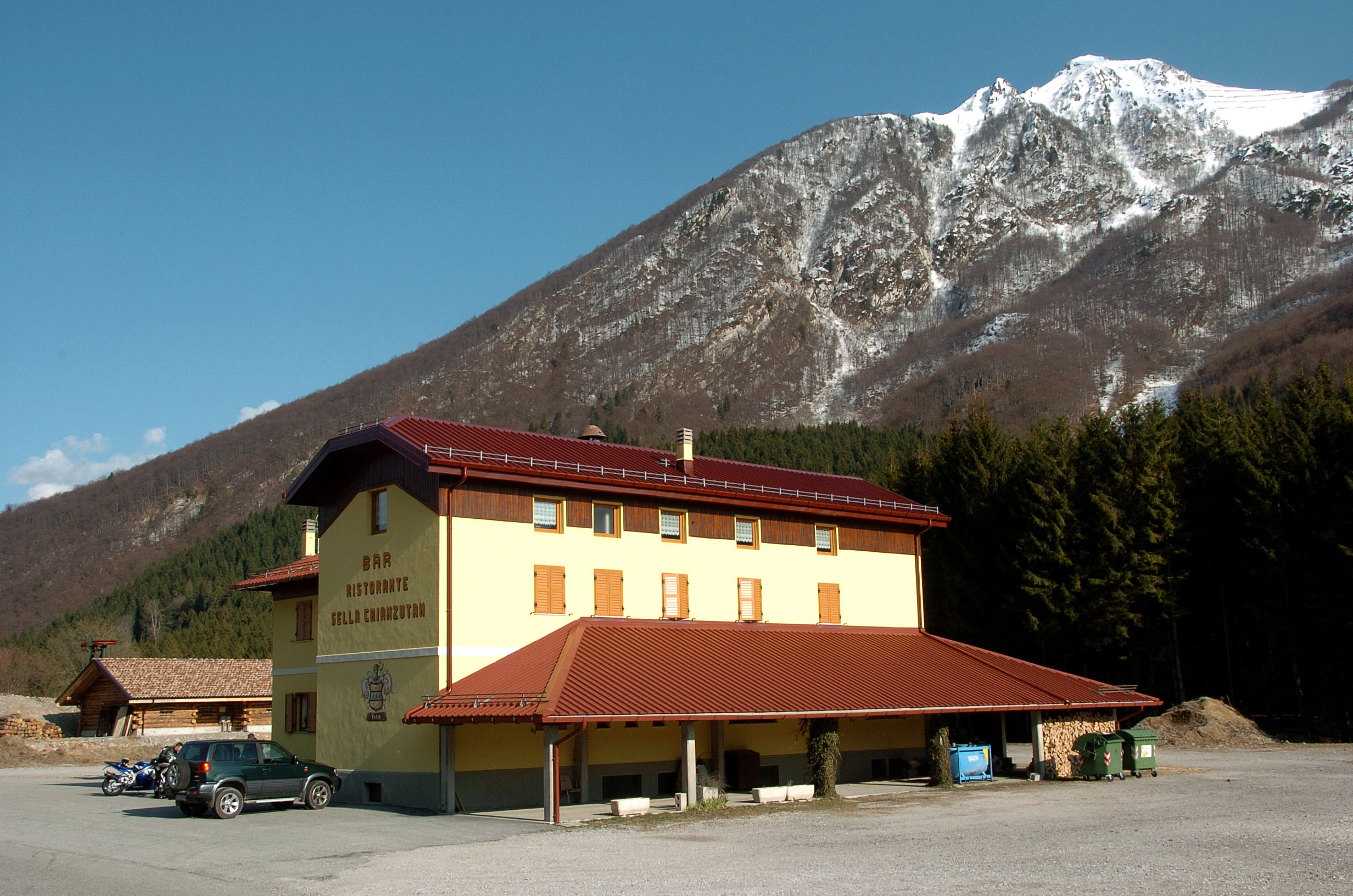
Sella Chianzutan e Monte Piombada

- Strada provinciale del Passo del Pura, che da Ampezzo sale al Passo del Pura;
- Strada provinciale 73 del Lumiei, che da Ampezzo sale a Sauris lungo la Val Lumiei e poi fino alla Sella di Rioda;
- Strada provinciale 40 di Paularo, che da Arta Terme sale a Paularo lungo la Val Chiarsò e poi salire fino al Passo del Cason di Lanza;
- Strada provinciale della Valcalda-Val Pontaiba-Passo Duron, che dalla Sella Valcalda raggiunge Cercivento-Paluzza, a seguire il Passo Duron, passando per il comune di Treppo Ligosullo, per poi ridiscendere a Paularo;
- Strada provinciale della Val Preone-Sella Chiampon, che risale la Val di Preone fino alla Sella Chiampon;
- Strada provinciale della Sella Chianzuthan, che conduce alla Sella Chianzutan dal comune di Verzegnis;

I trasporti urbani e interurbani del comune vengono svolti con autoservizi di linea gestiti da TPL FVG. La bassa Val Tagliamento (Tolmezzo, Villa Santina) era percorsa fino al 1960 dalla ferrovia Carnia-Tolmezzo-Villa Santina, mentre oggi la stazione ferroviaria più vicina è quella di Carnia, frazione di Venzone.

### Bassa Carnia
La regione è attraversata e servita dalle seguenti arterie stradali statali:
- Strada statale 52 Carnica (Val Tagliamento) da Tolmezzo al Cadore attraverso il Passo Mauria;
- Strada statale 52 Carnica bis (Valle del But) da Tolmezzo al Passo di Monte Croce Carnico;
- Strada statale 355 Val Degano (Val Degano) da Villa Santina a Forni Avoltri-Sappada;
- Strada statale 465 della Forcella Lavardet e di Valle San Canciano (Val Pesarina) da Comeglians a Forcella Lavardet;
- Strada statale 552 del Passo Rest, che risale l'Alta Val Tagliamento da Priuso fino alla Forcella di Monte Rest;
- Strada statale 512 del Lago di Cavazzo, che da Gemona del Friuli sale a Cavazzo Carnico.

## Cultura

### Architettura rurale
Gli esempi di architettura rurale in Carnia si possono dividere in 5 tipi fondamentali:
- Forni Savorgnani

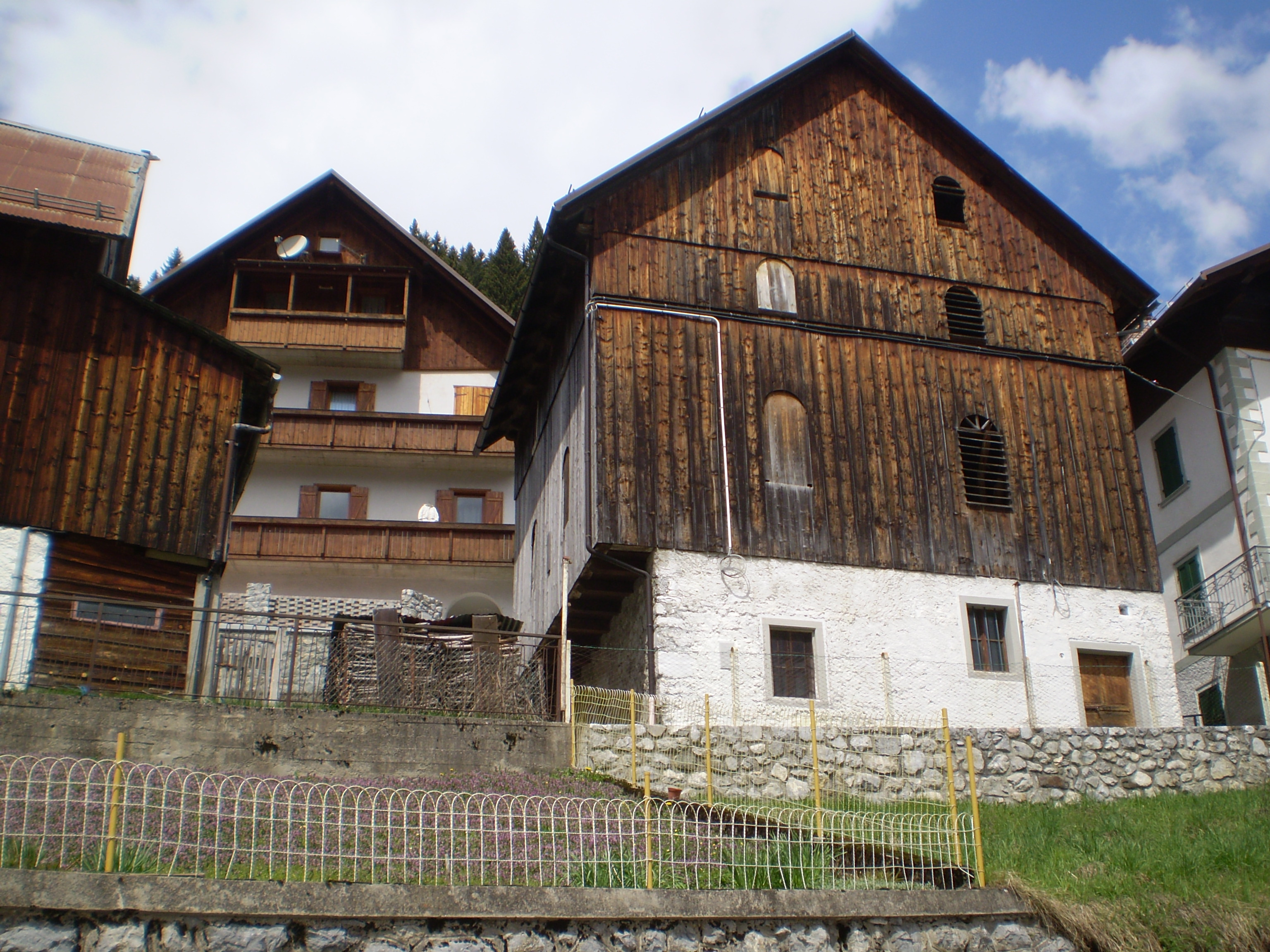
Case tipiche in Carnia (Forni Avoltri)

Gli edifici caratteristici di questa zona presentano solide pareti in legno squadrato (blockbau) costruite su un basamento in muratura, abbondanza di sovrastrutture in legno quali ballatoi e scale esterne. La presenza di questi ballatoi è dovuta alla situazione climatico - ambientale della zona: l'allevamento dei bovini, infatti, assai sviluppato, richiedeva grandi quantità di fieno. Poiché i tagli avvenivano sul finire della stagione, c'era la necessità di fare l'essiccamento sul ballatoio, anziché sui prati, data la stagione umida. Il ballatoio serviva anche a far maturare artificialmente i cereali come il granoturco. (Forni Avoltri)
- Sauris

L'abitazione caratteristica di Sauris è solitamente staccata dal rustico, e si compone in più piani. Al piano terra c'è un vano ingresso o atrio preferibilmente centrale, dal quale si accede alla cucina, al tinello e a uno o due locali, posti a monte, che fungono da cantina. Attraverso una scala di legno si sale al primo piano, dove si trovano uno o più corridoi dai quali si accede alle camere da letto e ai ballatoi (in questi troviamo spesso una latrina). Per un'altra scaletta di legno si accede al sottotetto, dotato di abbaino, nel quale vengono conservati i prodotti dell'agricoltura e gli attrezzi, ma non il fieno. I materiali da costruzione sono la pietra e la calce per i pianterreni, tronchi squadrati e incastrati tra loro per i piani superiori (blockbau). La copertura dei tetti, tutta e sempre in scandole di legno, è simile a quella utilizzata nella zona di Forni; in autunno sopra le scandole vengono disposte assi molto lunghe, fermate da ciottoli e pietre, perché tengano ferme le assicelle sotto il peso della neve.
- Canale di Gorto

Un accesso più facilitato alla Valle del Tagliamento e i valichi hanno permesso alla Val Degano di sviluppare maggiori contatti con le vicine popolazioni delle valli situate a oriente e occidente, e questo ha portato a evidenti influssi sull'architettura della zona.

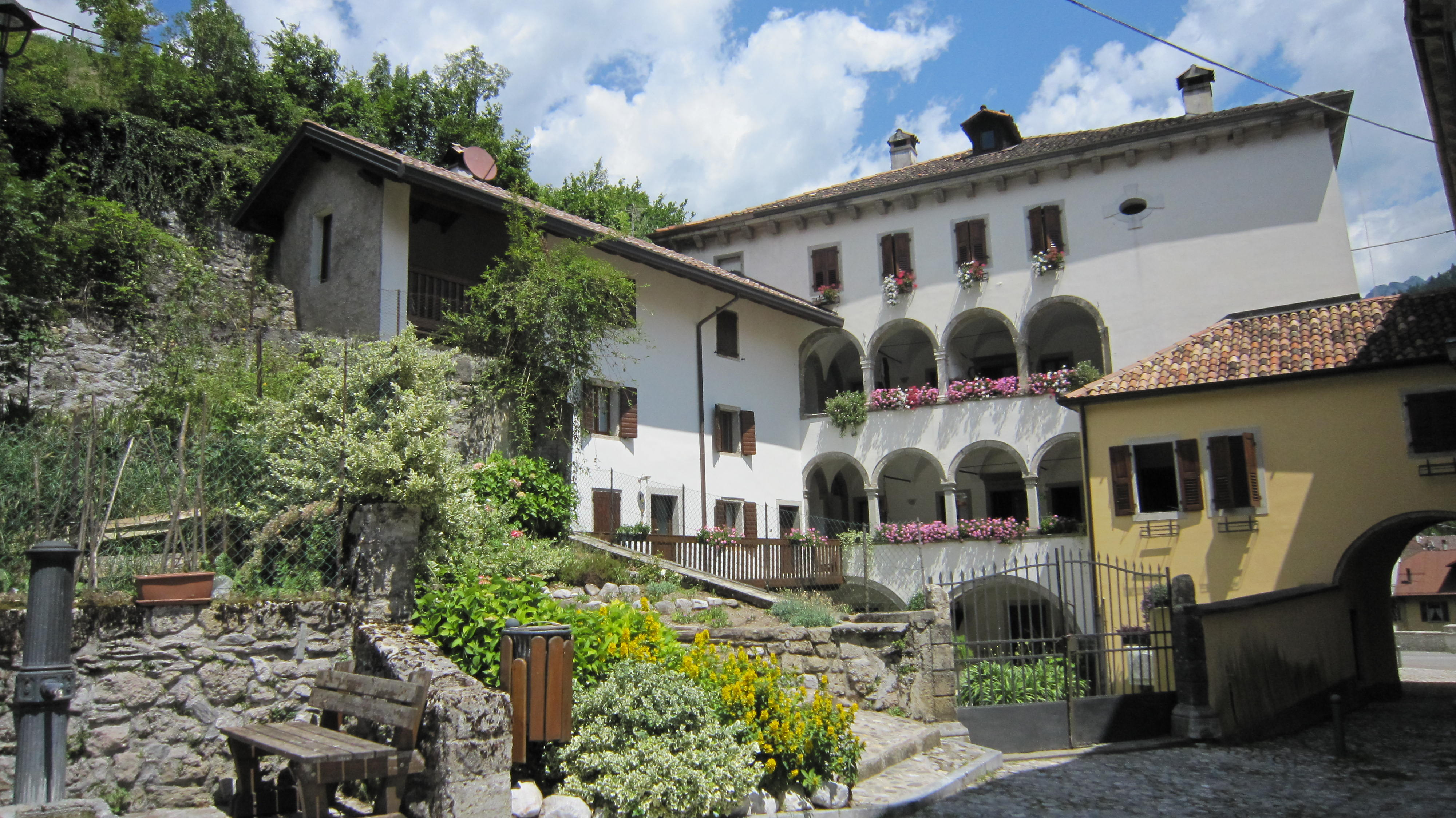
Palazzo tipico carnico (Paularo)

La casa tipica di questa valle è una costruzione rettangolare, in muratura, senza sovrastrutture in legno, a due o tre piani, con scala interna preferibilmente in legno. Si differenzia da quella tipica della Val Tagliamento per aver il tetto a due grandi spioventi molto inclinati e nei lati più corti della casa altri due spioventi mozzi molto piccoli. Il tetto è coperto di tegole Bieberschwanz, introdotte a partire dal secolo XVIII. Il rustico è generalmente separato dall'abitazione.
- Alto Tagliamento
- Carnia Centrale

La tipica casa carnica della zona della casa centrale è quella a loggiati, che risente dell'influenza veneta ed è caratterizzata da una serie di ampi archi che formavano appunto grandi loggiati e sottoportici, i quali non avevano solo funzione decorativa ma servivano anche ad accogliere le attività lavorative degli abitanti. Solitamente una casa possiede due o tre loggiati al piano terra che corrispondono spesso ad altrettanti archi al piano superiore. Il sottoportico è collegato al primo piano da una scala interna in pietra. I locali sono così disposti: al piano terra gli ambienti in cui si vive (cucina e talvolta una sorta di tinello) e si lavora, o un tempo si lavorava (legnaia, deposito attrezzi); al piano superiore trovano posto le camere da letto; quindi nel sottotetto, si trova il solaio.

### Musei

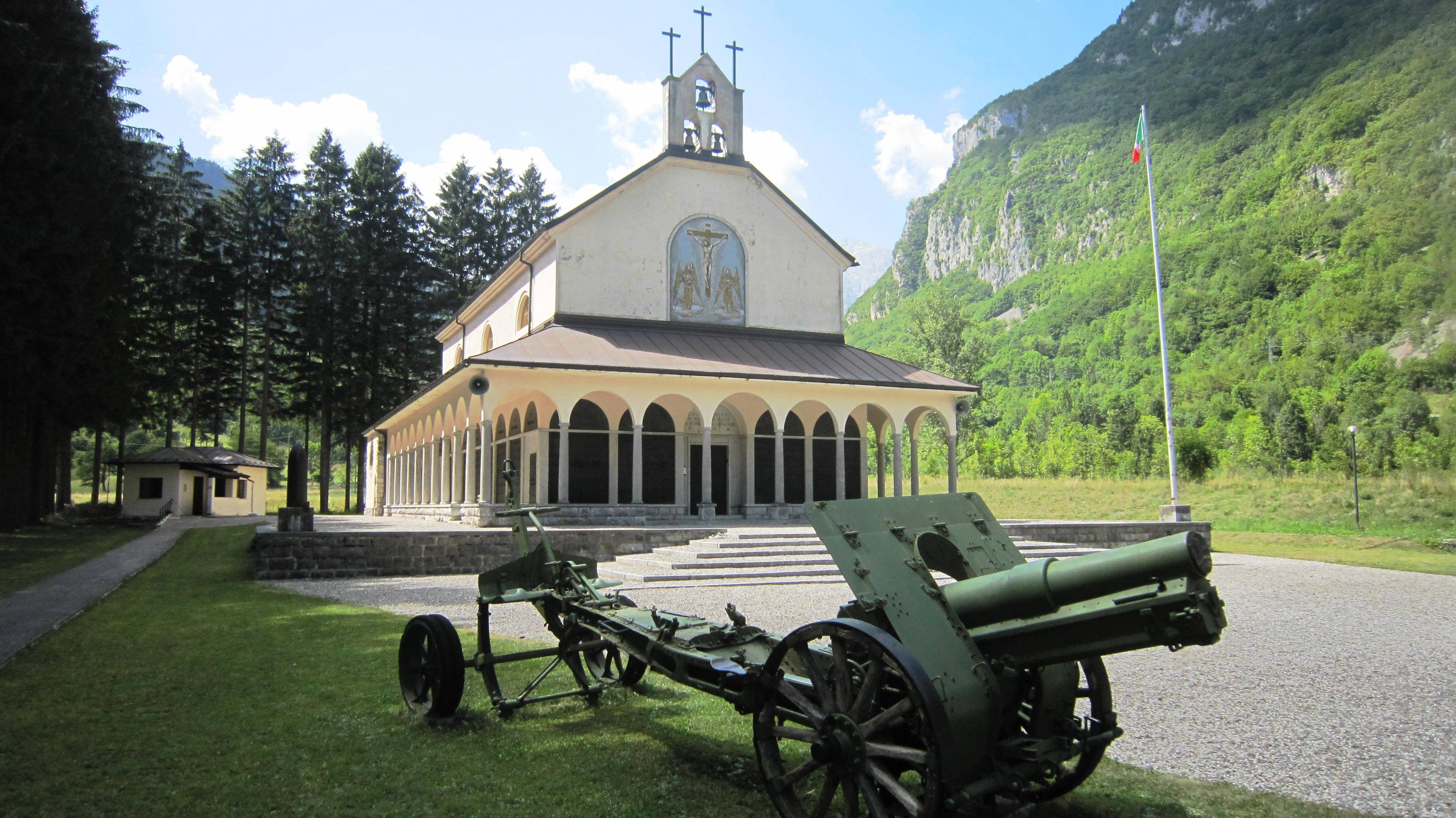
Tempio Ossario di Timau

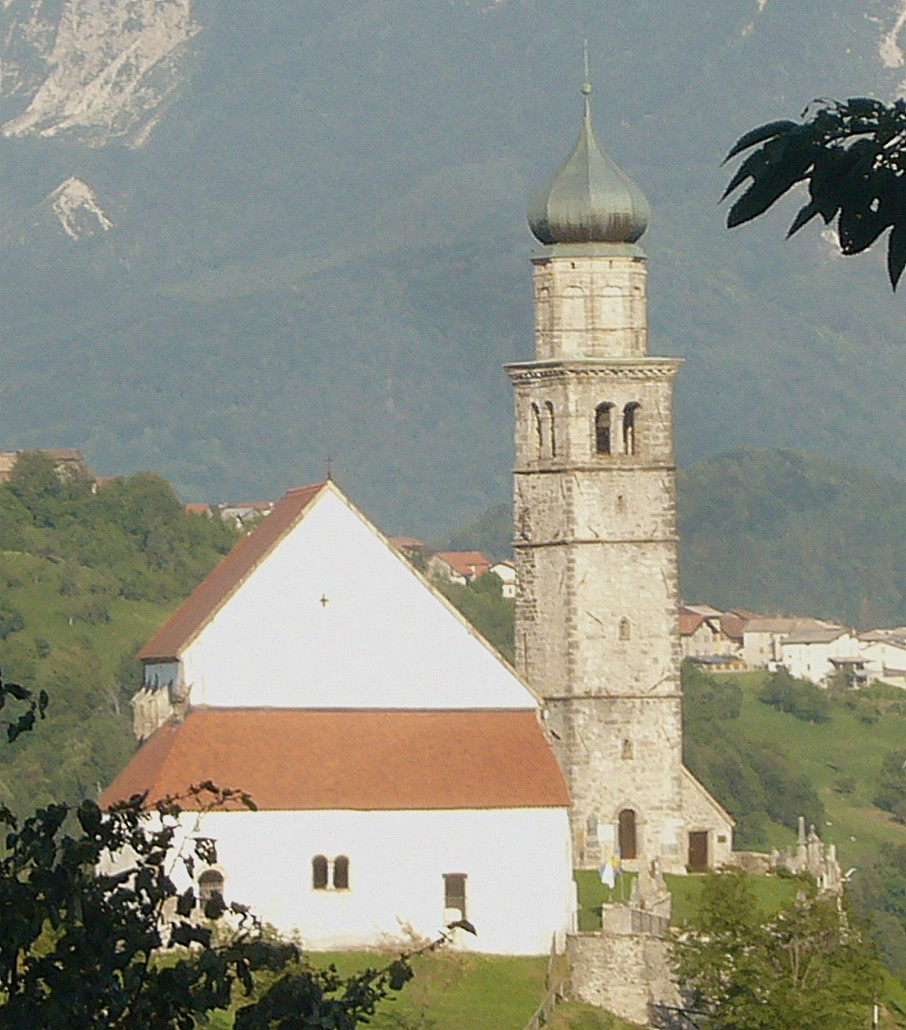
Pieve di San Pietro in Carnia a Zuglio

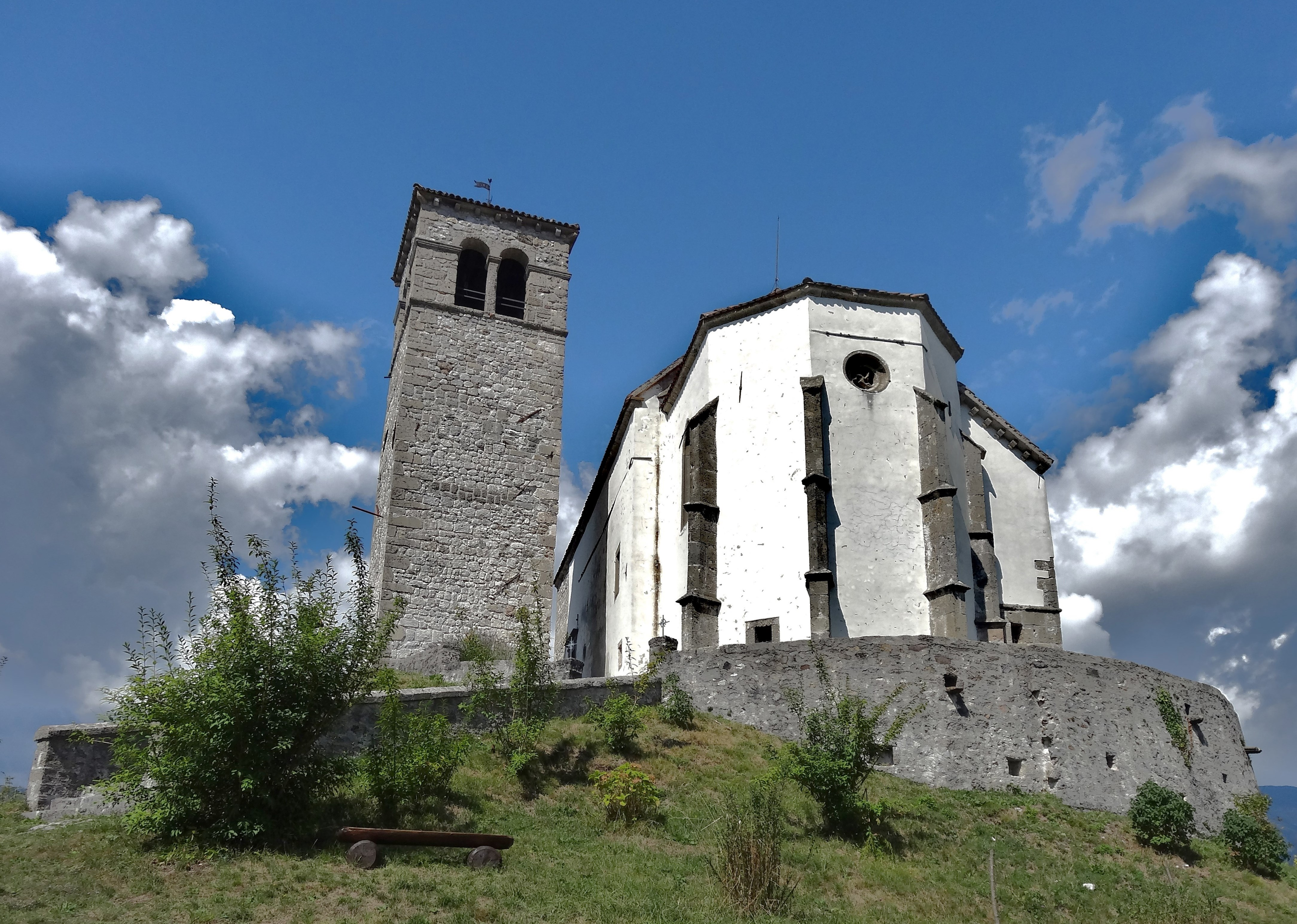
Pieve di San Floriano

- Museo storico della Grande Guerra "La Zona Carnia nella Grande Guerra 1915-1918" a Timau di Paluzza; una delle migliori esposizioni sulla prima guerra mondiale in Friuli Venezia Giulia.
- Museo Carnico delle Arti Popolari "Michele Gortani" a Tolmezzo. Attualmente ospitato nel secentesco Palazzo Campeis. L'esposizione coinvolge tutti gli aspetti della vita e delle tradizioni della Carnia nell'arco temporale XIV - XIX secolo.
- Museo "La Mozartina", a Paularo, del maestro prof. Giovanni Canciani, ospitato nel palazzo settecentesco "Scala". Percorso espositivo di strumenti musicali d'epoca.
- Musei all'aperto "Freikofel" e "Pal Piccolo", a Paluzza oltre Timau in direzione del confine austriaco, offrono itinerari immersi nella natura e portano alla scoperta di resti di baraccamenti, casermette e giganteschi sistemi trincerati d'alta montagna legati al conflitto della Grande Guerra.
- Museo dell'Orologeria di Pesariis. Il Museo dell’orologeria espone una serie di orologi che documentano una lunga tradizione, dapprima artigiana e poi industriale, che per tre secoli ha rappresentato l’attività economica più rilevante della Val Pesarina. Attualmente è ospitato nella Casa della Pesa, classico edificio carnico ad archi risalente al XVI-XVII secolo.

#### Case espositive
- Casa delle Esposizioni di Illegio a Tolmezzo, ospita mostre annuali artistiche di altissimo livello, organizzate dal Comitato di San Floriano e dedicate a tematiche spirituali e religiose.

### Monumenti militari

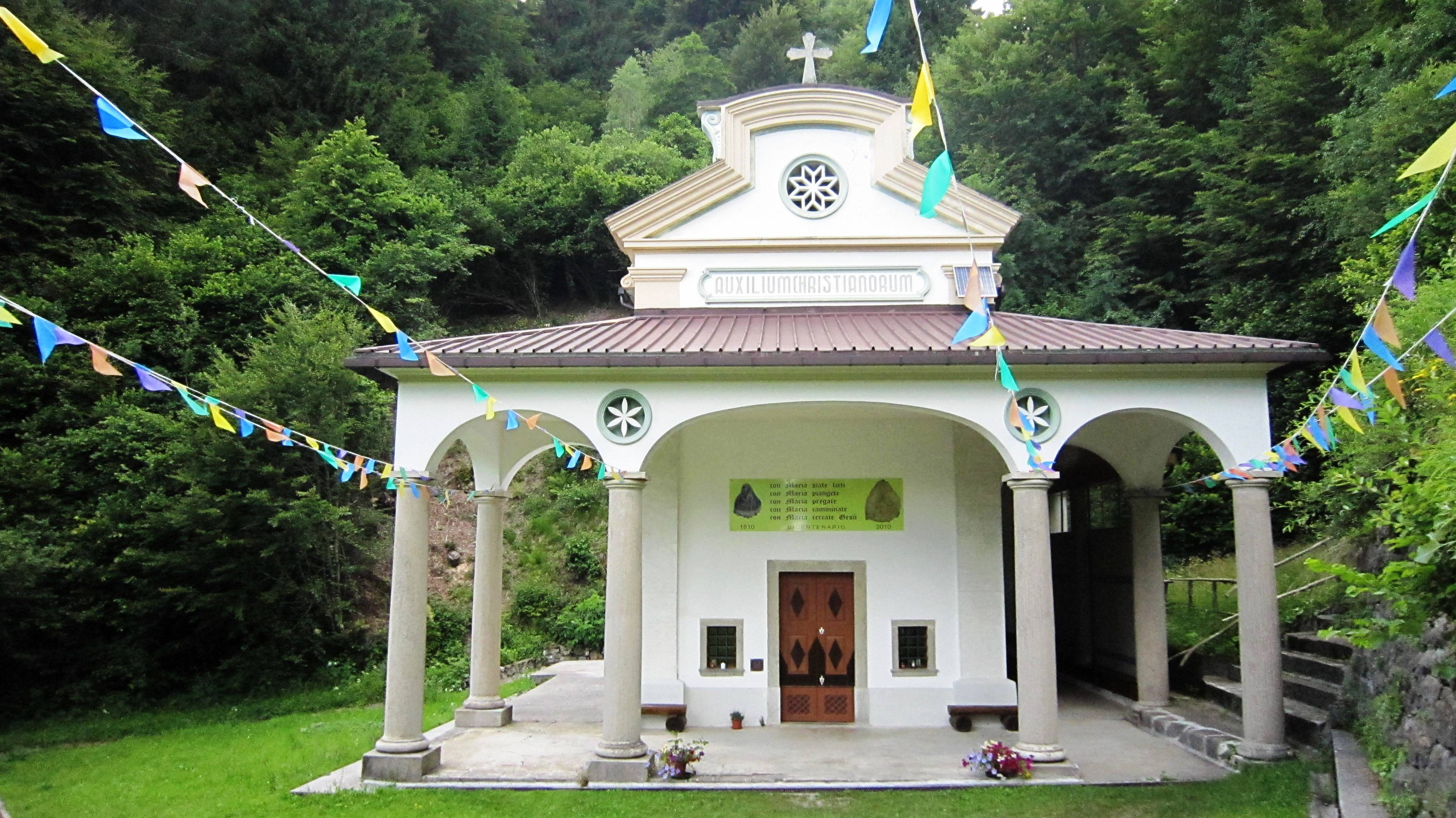
Santuario del monte Castoia

- Tempio Ossario di Timau, a Paluzza. Custodisce le spoglie di 1 763 caduti, 298 di nazionalità italiana e 65 di nazionalità austro-ungarica caduti durante i combattimenti della prima guerra mondiale.

### Santuari religiosi
- San Floriano, a Tolmezzo località Illegio
- San Pietro apostolo, a Zuglio
- Beata Vergine di Raveo, a Raveo
- SS. Maria Ausiliatrice - santuario del monte Castoia, "Madone dal Clap", a Paularo

## Monumenti e luoghi di interesse

### Pievi della Carnia
In Carnia esisteva nel passato un sistema territoriale organizzato sulle Pievi (da plebs, popolo), antiche chiese costruite a partire dal V secolo sotto la giurisdizione del Patriarcato di Aquileia e che trovavano nella Chiesa di Zuglio (Julium Carnicum) il centro principale di evangelizzazione e amministrazione, specie a seguito delle invasioni barbariche. Le Pievi sorgono sovente in posizione sopraelevata e lontane dai centri abitati e questo consente di controllare i fondovalle e le principali vie di comunicazione oltre a consentire la comunicazione tra esse. Il loro ruolo preminente perde importanza con l'aumentare della popolazione e la costituzione delle parrocchie a partire dal XIV-XV secolo. 

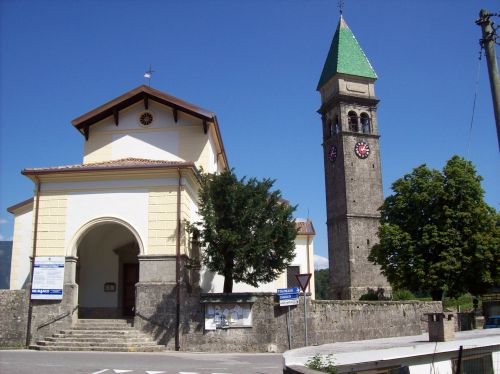
Pieve di Villa di Verzegnis

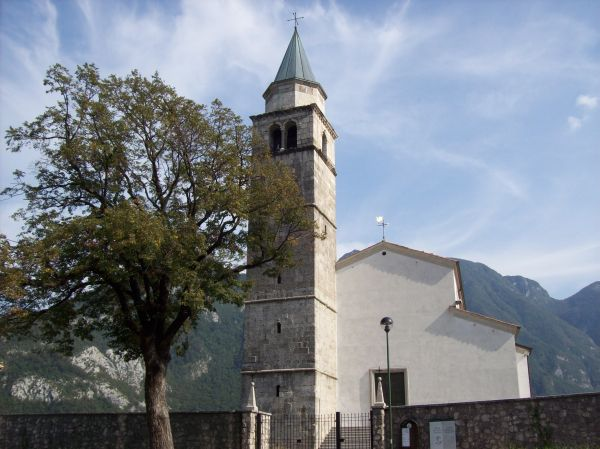
Pieve di Cesclans

Le Pievi storiche della Carnia sicure e documentate sono dieci:
- San Floriano di Illegio, costruita nel IX secolo inizialmente dedicata a S. Vito forse sui ruderi di una precedente costruzione sacra del III-IV secolo. La posizione è su un colle che domina la Valle del But da una parte e dall'altra la conca di Illegio. La sua giurisdizione si estendeva sulle parrocchie di Illegio, Imponzo, Salino, Dierico e Paularo. La festa patronale è fissata per il 4 maggio (San Floriano).
- Santa Maria Oltrebut di Tolmezzo, sorta nel VI secolo su un colle tra gli abitati di Caneva e Casanova al di sopra del torrente But, a controllo dell'antica strada Julia Augusta verso Julium Carnicum e il Norico (Austria). Il presbitero titolare della chiesa gode dei titoli di parroco di Tolmezzo, arcidiacono della Carnia e Protonotario apostolico soprannumerario. Oltre che sulla città di Tolmezzo la sua giurisdizione si estendeva sulle parrocchie di Caneva, Terzo e Lorenzaso, Cazzaso, Fusea e Betania. La festa patronale viene celebrata il 15 agosto (Assunzione di Maria), altre feste importanti sono quella di San Lorenzo (10 agosto) e di San Marco (25 aprile).
- Santo Stefano di Cesclans, menzionata in alcuni documenti del XII secolo (ma la sua fondazione risale almeno all'VIII secolo) e ristrutturata prima nel 1777 e poi a seguito del terremoto del 1976. Come per altre pievi della zona, nel Medioevo venne affidata alla giurisdizione dell'Abbazia di S. Gallo di Moggio. Poco fuori dal paese di Cesclans, frazione di Cavazzo Carnico, è posta su un colle che domina le altre frazioni di Somplago e Mena e il comprensorio del Lago di Cavazzo, ovvero i comuni di Amaro, Bordano e la frazione di Alesso nel comune di Trasaghis. La festa patronale è fissata il 26 dicembre.
- San Martino di Verzegnis, posta all'interno del paese di Villa di Verzegnis, dominava l'interno comune con l'eccezione del piccolo borgo di Pozzis (diocesi di Concordia-Pordenone). Fondata attorno all'VIII secolo venne ricostruita nel XVIII secolo da Domenico Schiavi. Feste sono la prima domenica di ottobre e l'11 novembre.

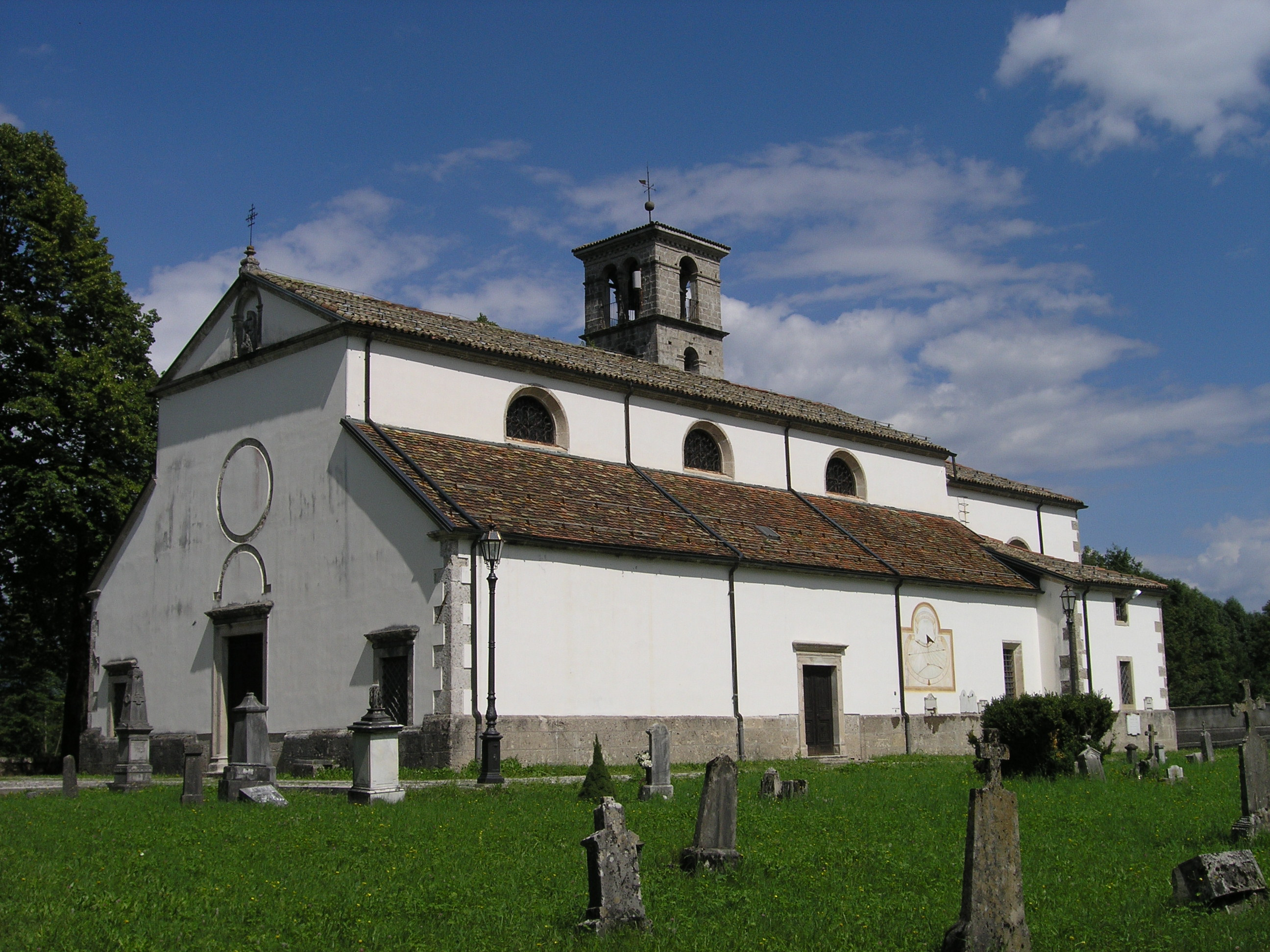
Pieve di Castoia

- Pieve di Castoia Santa Maria Maddalena di Invillino, posta su un colle (Colle Santino) poco sopra l'abitato di Invillino nel comune di Villa Santina. Venne costruita successivamente (tra il VII e il IX secolo) al complesso del Colle di Zucca, dove esisteva un luogo di culto paleocristiano, nel corso della riorganizzazione operata dal Patriarcato di Aquileia a seguito delle invasioni barbariche. Estendeva la sua giurisdizione sui comuni di Villa Santina, Lauco e sulla frazione di Esemon di Sopra (Raveo). La festa patronale è il 22 luglio.
- Santi Ilario e Taziano di Enemonzo, chiesa arcipretale risalente all'XI-XII secolo, venne ristrutturata nel corso del Settecento. Dominava il comune di Enemonzo e di Raveo. La festa patronale è il 16 marzo
- Santa Maria Annunziata di Socchieve, sorge in località Castoia tra Socchieve e la frazione di Nonta. Forse inizialmente dedicata a Santo Stefano che ne fa retrocedere la data di fondazione rispetto al primo documento che ne parla attorno al 1212. Sempre a Nonta venne costruito un castello a difesa delle vie di comunicazione verso il Cadore. Da essa dipendeva anche la Chiesa di Ampezzo poi distaccatasi e resa autonoma. La sua giurisdizione comprendeva anche i comuni di Sauris e Preone. La festa patronale è il 25 marzo (Annunciazione del Signore).
- Santa Maria del Rosario di Forni di Sotto, ubicata nella frazione di Baselia, era inizialmente intitolata a S. Martino in epoca longobarda (VI-VII secolo). Dominava i comuni di Forni di Sotto e Forni di Sopra. Festa: prima domenica di ottobre.
- Santa Maria di Gorto di Ovaro, assieme alla Pieve di S. Pietro in Carnia è una delle più antiche, forse del V secolo in stretta relazione con la Chiesa del Col Santino. In origine venne costruita più a ridosso del torrente Degano; a seguito di un incendio venne costruita più in alto su un colle che domina l'intera vallata di Gorto (Ovaro, Comeglians, Rigolato, Forni Avoltri), la val Pesarina (Prato Carnico), la val Calda (Ravascletto e Cercivento) e Sappada. Festa patronale è il 15 agosto. Il parroco della chiesa gode del titolo di Preposito e si fregia delle onorificenze dei Cappellani di sua Santità.

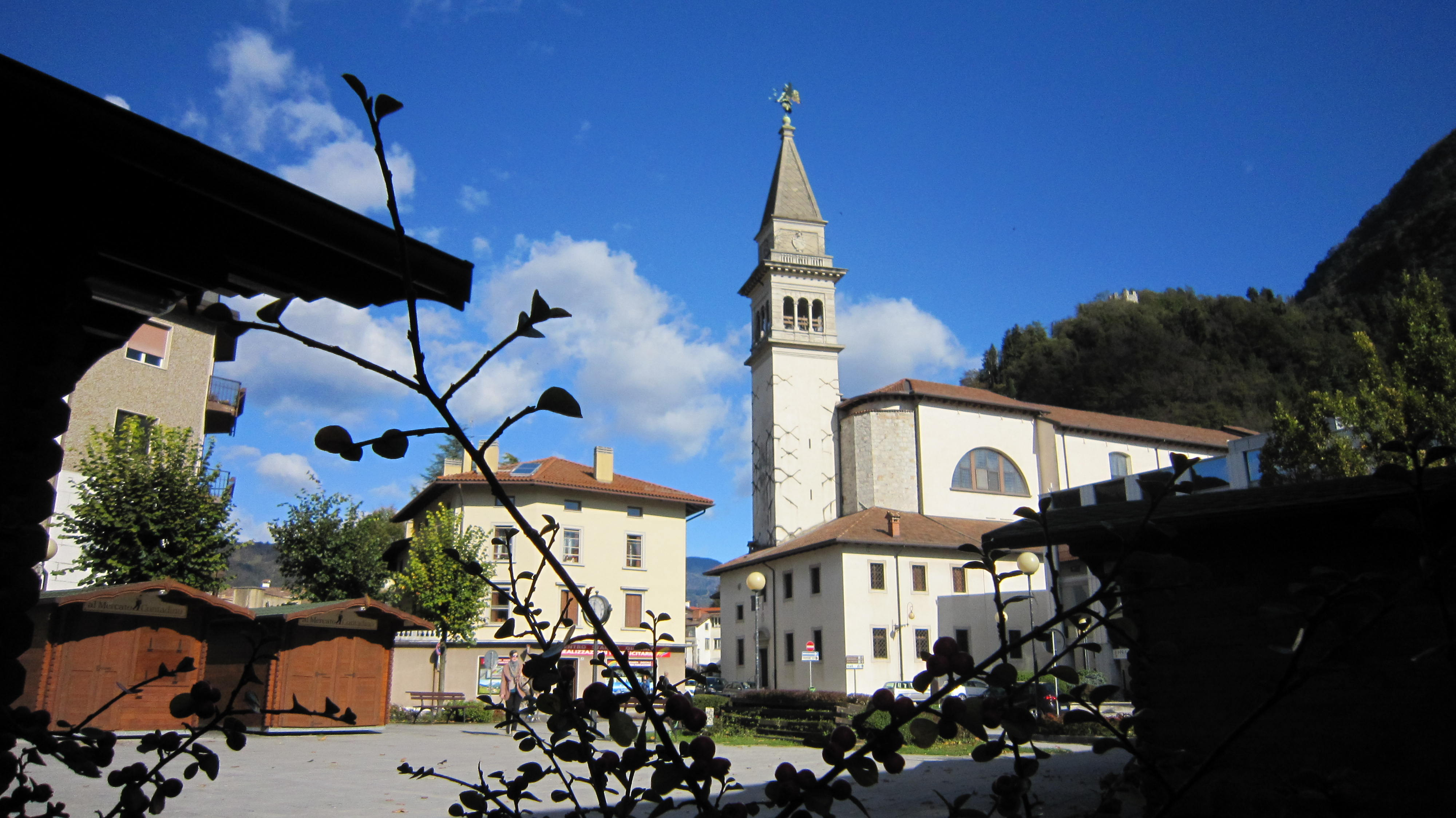
Duomo di Tolmezzo

- San Pietro di Zuglio, di data incerta di fondazione era la chiesa rappresentativa dell'antica Diocesi di Zuglio soppressa nel V secolo. Eretta su un colle sopra il Torrente But attorno al IX secolo (l'impianto della chiesa attuale risale al 1312) da essa si possono ammirare la Pieve di S. Floriano ma anche quelle di Ognisanti in Sutrio e di S. Daniele in Paluzza. Festa principale è la celebrazione del tradizionale Bacio delle Croci, nella domenica dell'Ascensione, dove le croci di tutte le chiese succursali (chiese dei comuni di Zuglio, Arta Terme, Paularo, Sutrio, Paluzza, Treppo Carnico e Ligosullo) si accostano alla croce della chiesa madre. Anche il parroco di questa pieve gode del titolo di Preposito e si fregia delle onorificenze dei Cappellani di sua Santità.

### Malghe della Carnia

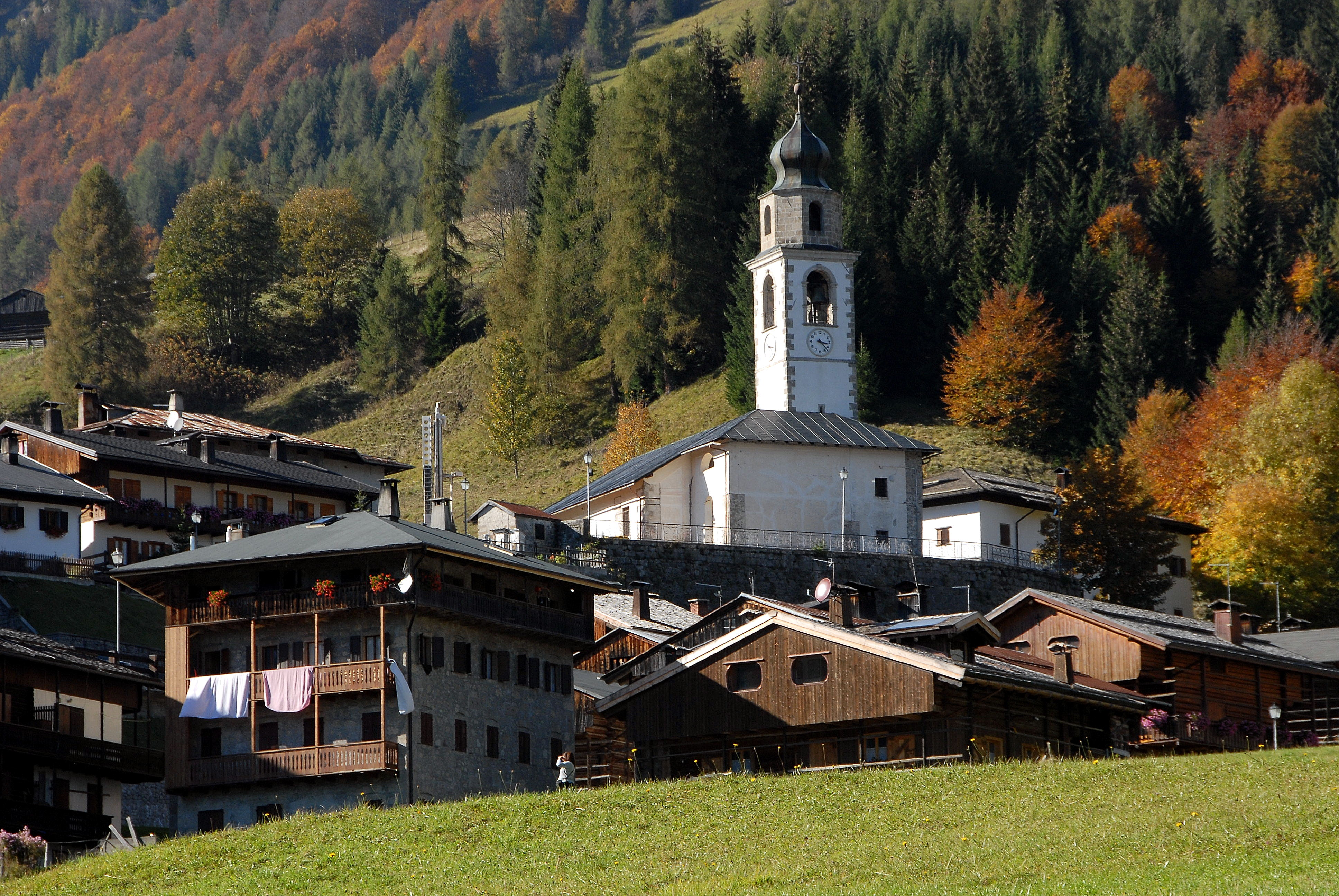
Sauris di sotto

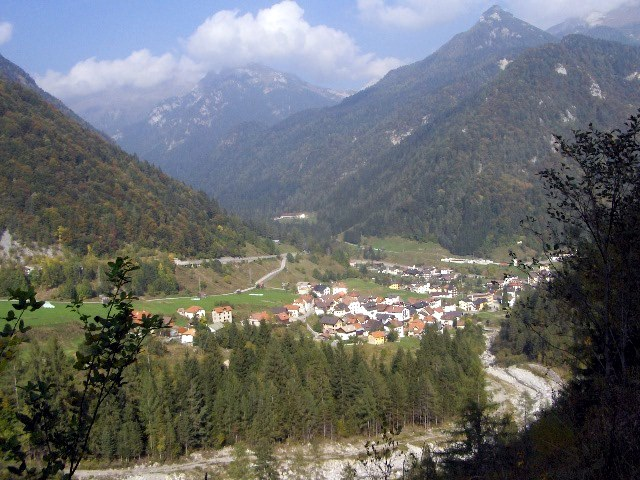
Forni Avoltri nella Val di Gorto

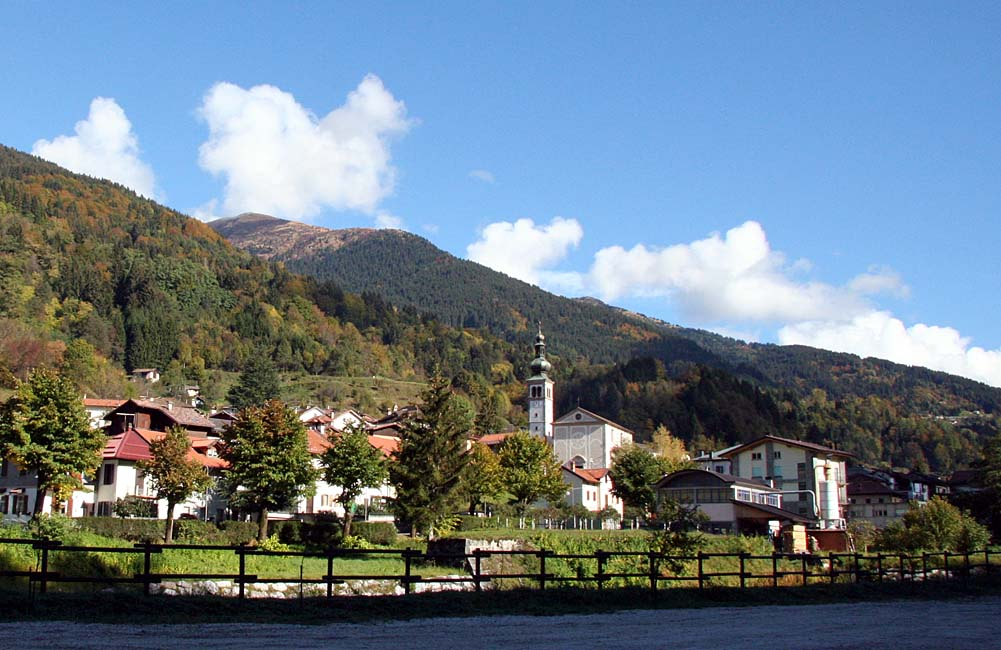
Treppo Ligosullo in Val Pontaiba

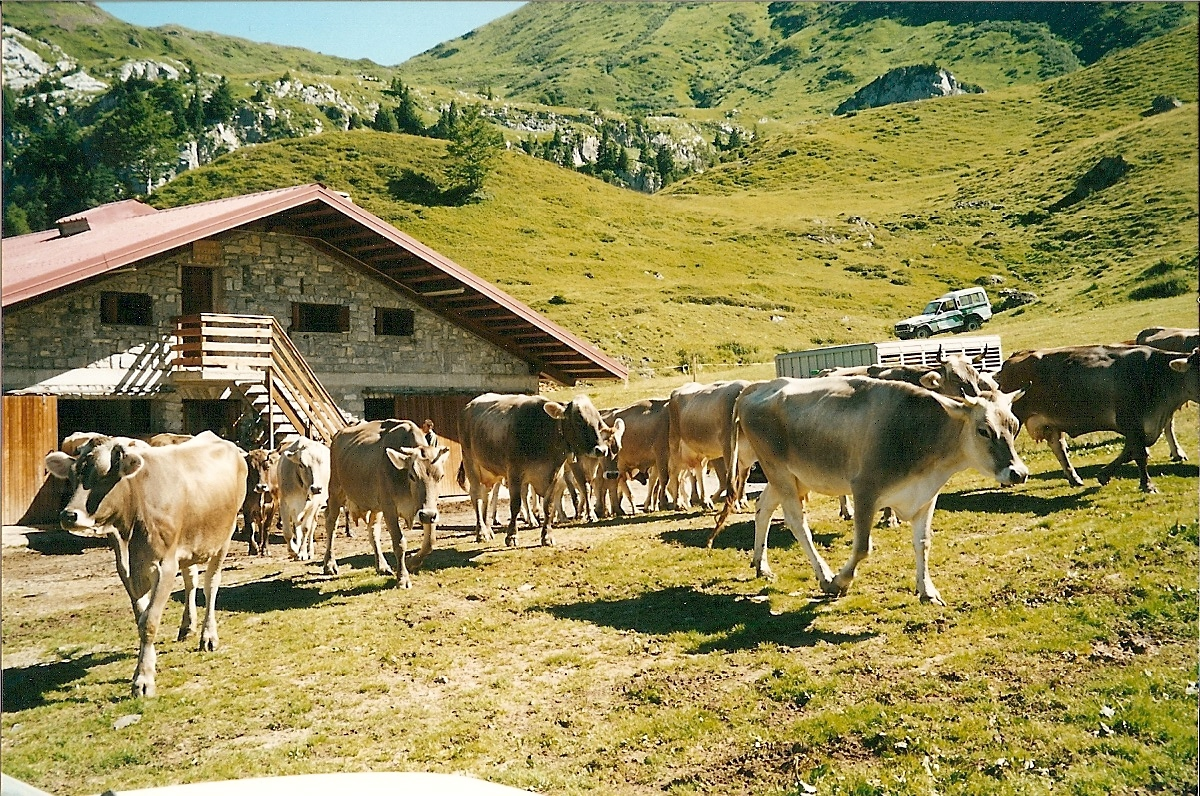
Malga Pramosio (Paluzza)

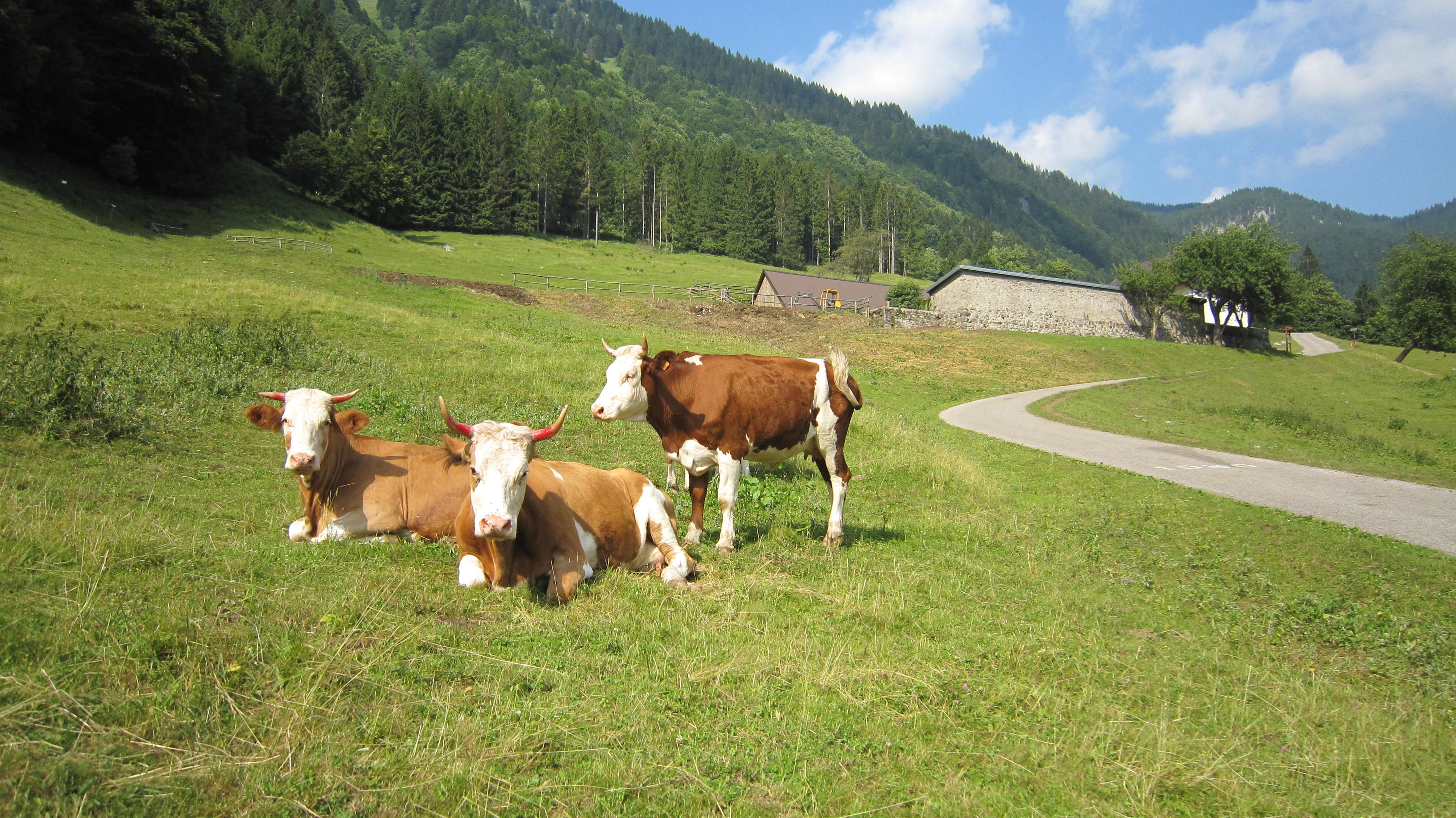
Mucche a malga Ramaz (Val Chiarsò)

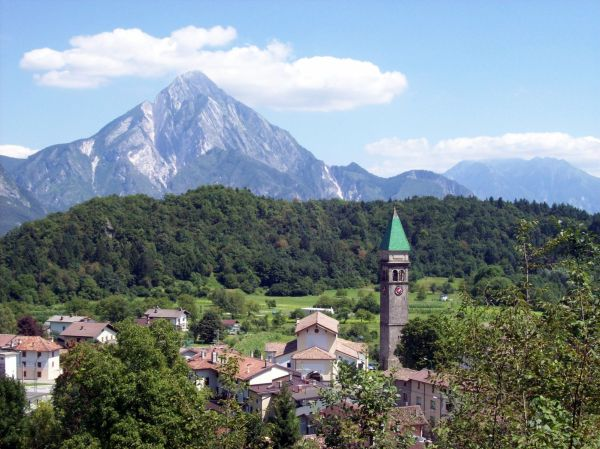
Verzegnis

#### Val Pesarina/Lumiei
- Mimòias (1623 m)
- Ielma di sotto (1502 m)
- Ielma di sopra (1680 m)
- San Giacomo Malinis (1617 m)
- Vinadia Grande (1734 m)
- Rioda (1784 m)
- Festons (1833 m)
- Pieltinis (1739 m)
- Gerona (1622 m)
- Novarzutta (1625 m)
- Palazzo (1532 m)
- Losa (1765 m)

#### Val Degano
- Casa Vecchia (1683 m)
- Tuglia (1597 m)
- Colle di Mezzodì (1164 m)
- Bordaglia di sotto (1565 m)
- Bordaglia di sopra (1823 m)
- Sissanis (1681 m)
- Fleons di sotto (1571 m)
- Vas (1605 m)
- Monte dei Buoi (1723 m)
- Morareto (1700 m)
- Plumbs (1718 m)

#### Monte Crostis
- Nevàl di sopra (1799 m)
- Chiadinis alta (1934 m)
- Tarondut alta (1814 m)
- Valsecca (1871 m)
- Crasulina (1776 m)
- Riumàl (1437 m)

#### Arvenis
- Pozòf-Marmoreana (1583 m)
- Tamai (1594 m)
- Agareit (1670 m)
- Meleit (1580 m)
- Chias di sotto (1303 m)
- Corce (1246 m)
- Claupa (1634 m)
- Arvenis (1602 m)
- Arvenutis (1516 m)
- Dauda (1413 m)

#### Col Gentile
- Forchia (1730 m)
- Valuta (1557 m)
- Monteriù (1542 m)
- Navas (1050 m)
- Valinia (1396 m)

#### Val Bùt
- Collinetta (1377 m)
- Val di Collina (1445 m)
- Collina Grande (1522 m)
- Plotta (1760 m)
- Poccis (1820 m)
- Pramosio bassa (1521 m)
- Pramosio alta (1940 m)
- Malpasso (1619 m)
- Scandolaro (1249 m)
- Lavareit (1470 m)
- Zoufplan (1671 m)

#### Tersadia
- Valmedan di sotto (1365 m)
- Valmedan di sopra (1566 m)
- Cucco di sopra (1636 m)
- Albareit (1180 m)

#### Val Chiarsò/Lanza
- Pizzùl (1484 m)
- Palucijan (1625 m)
- Tamai (1361 m)
- Zermùla (1298 m)
- Valute (1455 m)
- Ludin (1680 m)
- Ramaz (1057 m)
- Meledis bassa (1085 m)
- Meledis alta (1513 m)
- Valbertàt bassa (1403 m)
- Valbertàt alta (1510 m)
- Cordin Grande (1689 m)
- Lanza (1552 m)
- Val Dolce (1703 m)
- Rio Secco (1165 m)
- Caserutte (1419 m)
- Aip (1710 m)
- Praduline (1436 m)
- Forchiutta (1428 m)
- Turriee (1555 m)
- Cjanipade (1248 m)

#### Monte Verzegnis
- Mongranda (1071 m)
- Palis (1322 m)

### Rifugi alpini
- Rifugio Pier Fortunato Calvi (Sappada)
- Rifugio Lambertenghi-Romanin (Forni Avoltri)
- Rifugio Tolazzi (Forni Avoltri)
- Rifugio Giovanni e Olinto Marinelli (Paluzza)
- Rifugio Casera Pramosio (Paluzza)
- Rifugio Chiampizzulon (Rigolato)
- Rifugio Fratelli De Gasperi (Prato Carnico)
- Rifugio Tita Piaz (Ampezzo)

## Turismo

### Aree turistiche principali

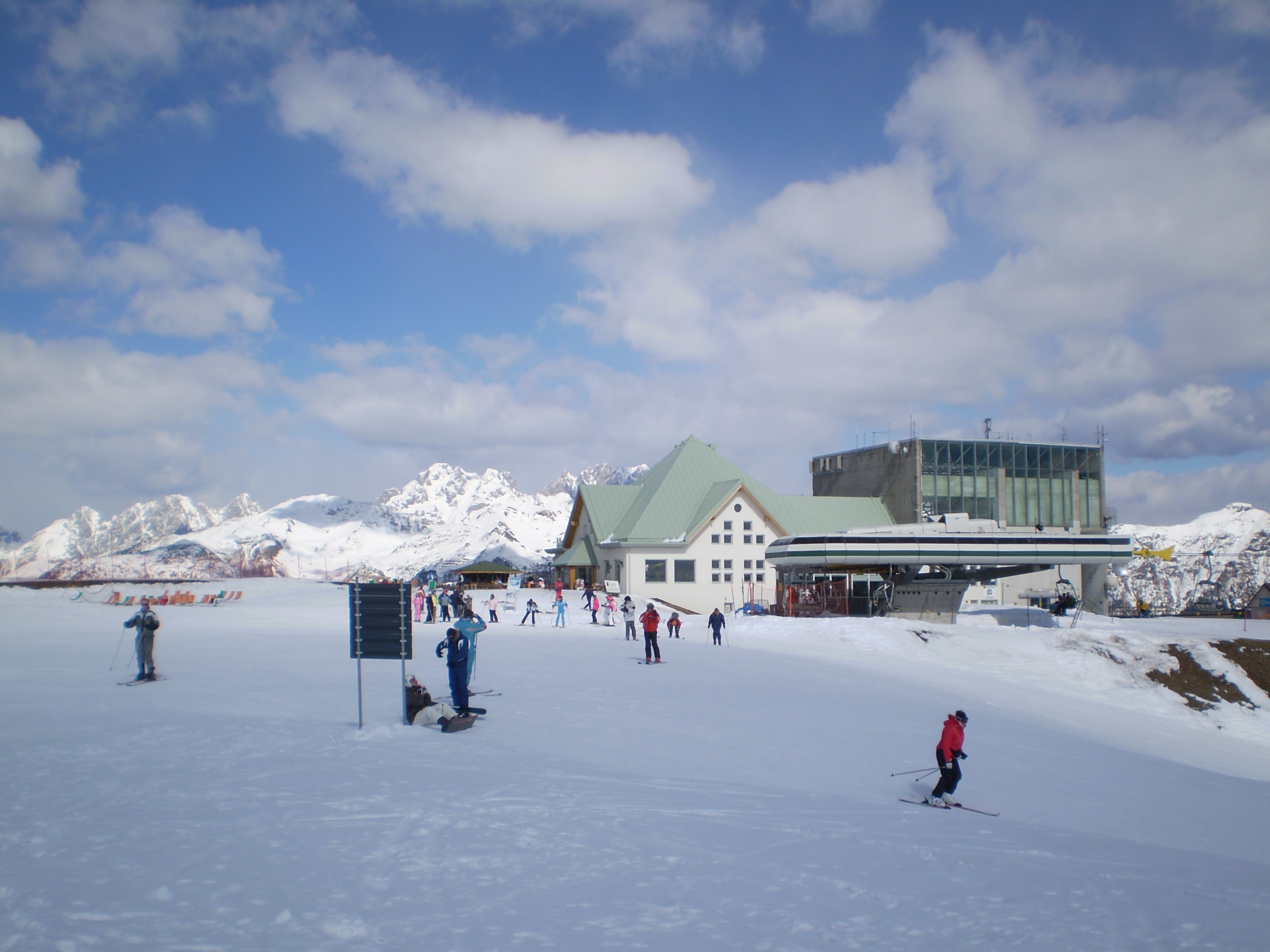
Monte Zoncolan

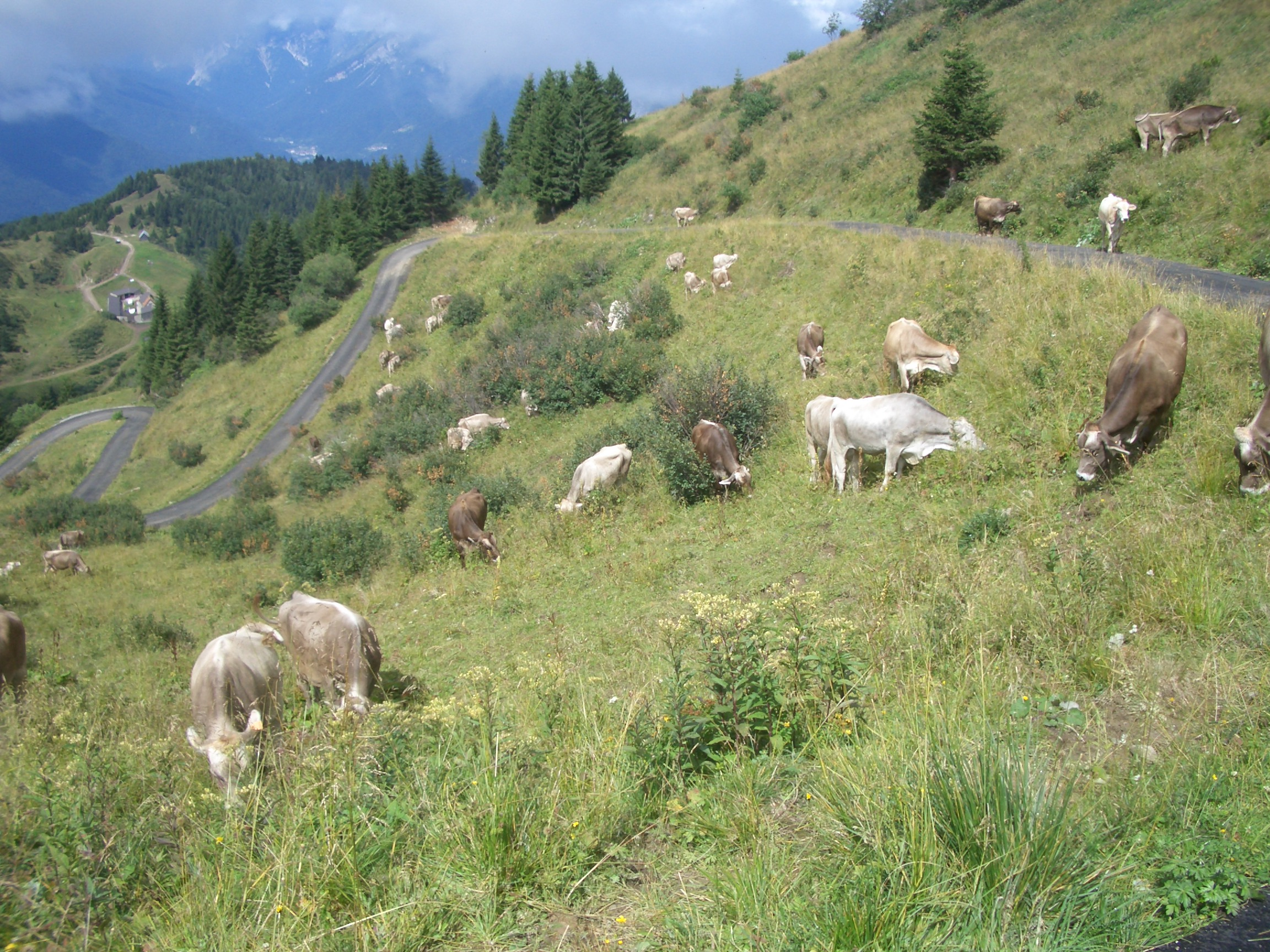
Salita Monte Zoncolan

- Arta Terme - nota fin dall’antichità per la fonte di acque sulfuree, ospita un centro termale specializzato in trattamenti del benessere.
- Forni Avoltri - adatta per lunghe escursioni, arrampicate, esplorazioni naturalistiche e mountain-bike
- Forni di Sopra - paesaggio di rara bellezza sia in estate sia in inverno con impianti sciistici attivi.
- Paluzza - oltre la località di Timau è possibile percorrere i musei all'aperto del Freikofel (o Cuelàt) e Pal Piccolo che offrono degli itinerari immersi nella natura e portano alla scoperta di resti di baraccamenti, casermette e giganteschi sistemi trincerati d'alta montagna della prima guerra mondiale.
- Prato Carnico - oltre al museo e al percorso dell'orologio a Pesariis (luogo in cui trova origine l'azienda Solari di Udine), il territorio offre una vista sulle Dolomiti Pesarine dalle sue tipiche borgate che presentano architetture vernacolari dai tetti spioventi in tegole piane chiamate planelàs (tegole a coda di castoro, in tedesco Biberschwanz).
- Ravascletto - accoglie l'area sciistica Zoncolan frequentata da sportivi friulani, austriaci e sloveni.
- Sauris - caratteristica località carnica, sia per architettura sia per patrimonio culturale, qui viene prodotto il prosciutto di Sauris.
- Treppo Ligosullo - ospita un castello chiamato con il nome di Valdajer costruito nel 1460 da Corrado IV Von Kreig di Baviera, barone del Sacro Romano Impero e più volte rinnovato. Oggi è un ristorante.
- Tolmezzo - capoluogo storico della Carnia ubicato lungo la piana del fiume Tagliamento. A Illegio, grazioso borgo locale, vengono ospitate ogni anno mostre artistiche di altissimo livello dedicate a tematiche spirituali e religiose. A poca distanza da Tolmezzo si trovano i laghi di Cavazzo e di Verzegnis.

### Siti naturali d'interesse

Dolomiti Pesarine

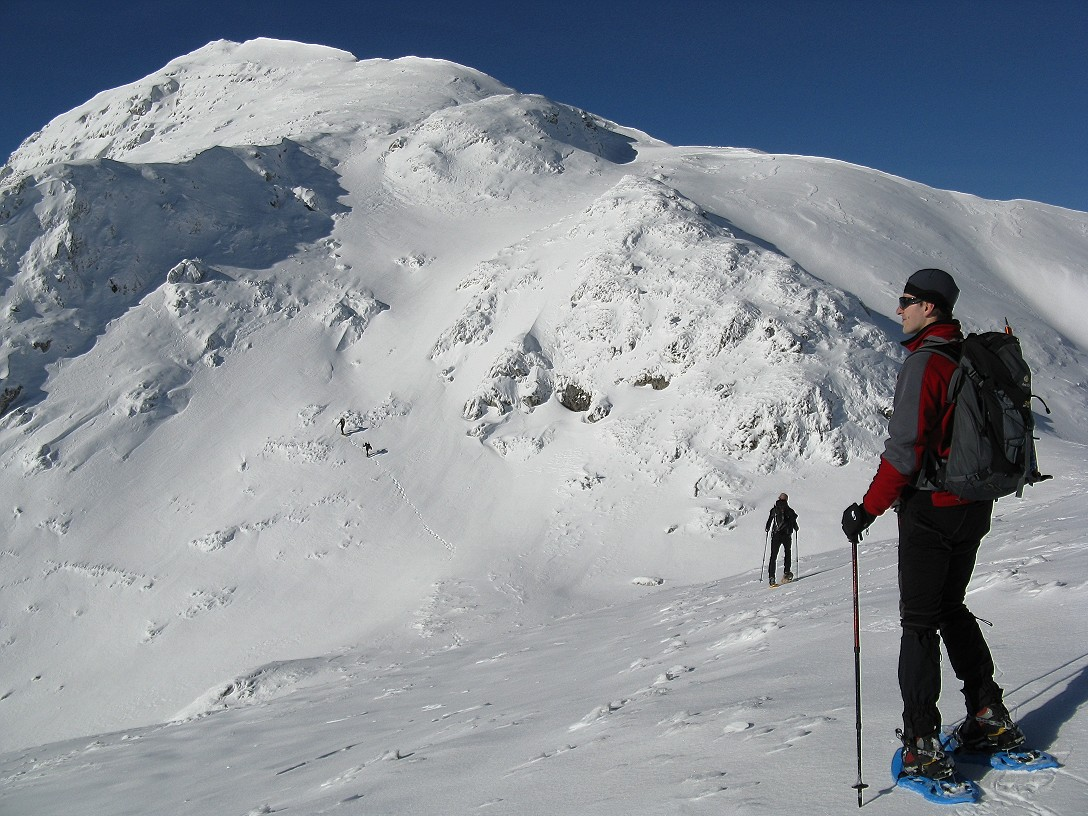
Creta di Timau

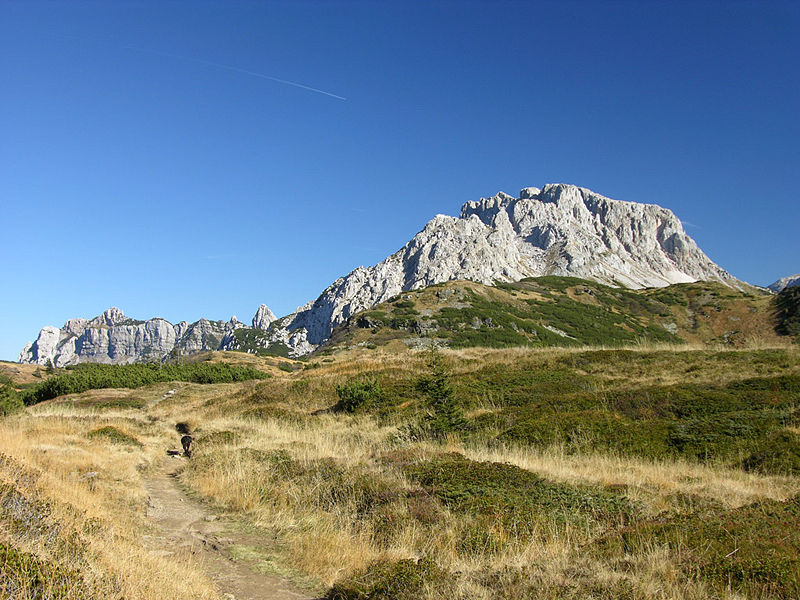
Creta di Aip

- cascata del torrente Favarinis: nel versante meridionale del monte Amarianna a breve distanza del fiume Fella. La forra è incisa nelle bancate di dolomia principale del periodo triassico (200 milioni di anni fa);
- Lago di Cavazzo il più esteso lago naturale del Friuli-Venezia Giulia;
- cascata dell'Arzino, a sud di Sella Chiampon, limite meridionale della Valle di Preone;
- forra del rio Cjanevatta e buse dei Pagans, a Cavazzo Carnico;
- valle del Tagliamento tra Caprizi e Forni Sotto, sulla strada statale del monte Rest;
- forra del torrente Lumiei conosciuta come Sac di Coronis, tra Ampezzo e Sàuris;
- laghi di Festons, Malìns e Mediana, piccoli laghi sui monti di Sàuris che separano la valle del Lumiei a sud e della Val Pesarina a nord;
- torri dolomitiche di forcella Scodovacca, sul versante della Val Cimolaina. Si eleva, tra gli altri, il "campanile" di Val Montanaia;
- Canyon del torrente Vinadia, gola fiancheggiata sui due lati da pareti rocciose alte quasi 200 metri, tra Tolmezzo e Villa Santina;
- giardino dolomitico del Clap Grant, prospiciente il rifugio De Gasperi tra Prato Carnico e la Val Pesarina;
- bosco bandito di Gracco, alla sinistra orografica della Val Degano lungo la strada statale che da Comeglians porta a Rigolato;
- laghi di Tarond e Crasulina, tra il monte Crostis e Zoufplan, a Ravascletto;
- lago di Bordaglia, a Forni Avoltri;
- forra Las Callas, a Paularo nella Val Chiarsò o d'Incarojo, tra il capoluogo e Lanza, gola impervia e profonda racchiusa da pareti calcaree alte quasi duecento metri all'interno della quale "ribolle" il torrente Chairsò;
- piani di Lanza, oltre Paularo e Ramaz, costituiscono uno dei settori della catena carnica principale di maggiore interesse ambientale e fascino paesaggistico. Da ammirare, tra gli altri, il massiccio calcareo della Creta di Aip;
- foresta del Pramosio, tra Paluzza e Timau; di proprietà regionale si estende su un'area di 495 ettari a ridosso del confine di Stato Italia-Austria e con la foresta Pecol di Chiaula;
- Fontanòn, grotte di Timau, bosco bandito di Timau, tra Timau e Passo Monte Croce Carnico. Fontanòn, sorgente carsica del torrente Bùt con cascata; grotta dei cristalli, ampia cavità cui si accede attraverso uno stretto e ripido cunicolo;
- foresta Val Collina, di proprietà regionale, si estende su un'area di 770 ettari nei comuni di Paluzza, Ravescletto e Rigolato;
- campanili del Lander, ad Arta Terme oltre località Piano sul versante meridionale del monte Rivo; formazioni rocciose formate da scoscendimenti franosi cnnescati circa 10.000 anni fa nella fase di ritiro del ghiacciaio wurmiano.

### Trekking ed escursioni

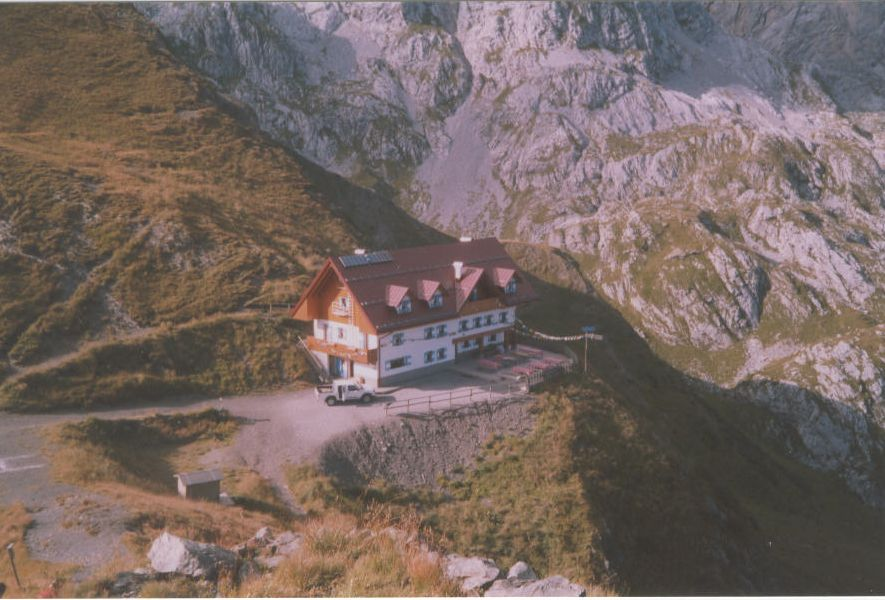
Rifugio Giovanni e Olinto Marinelli

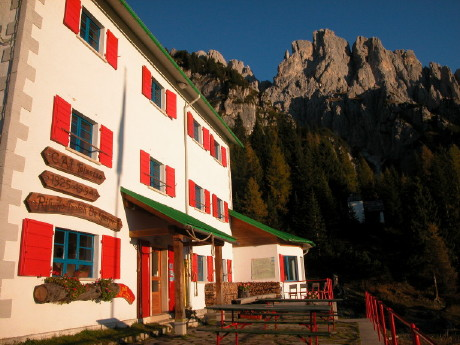
Rifugio Fratelli De Gasperi (Dolomiti Pesarine)

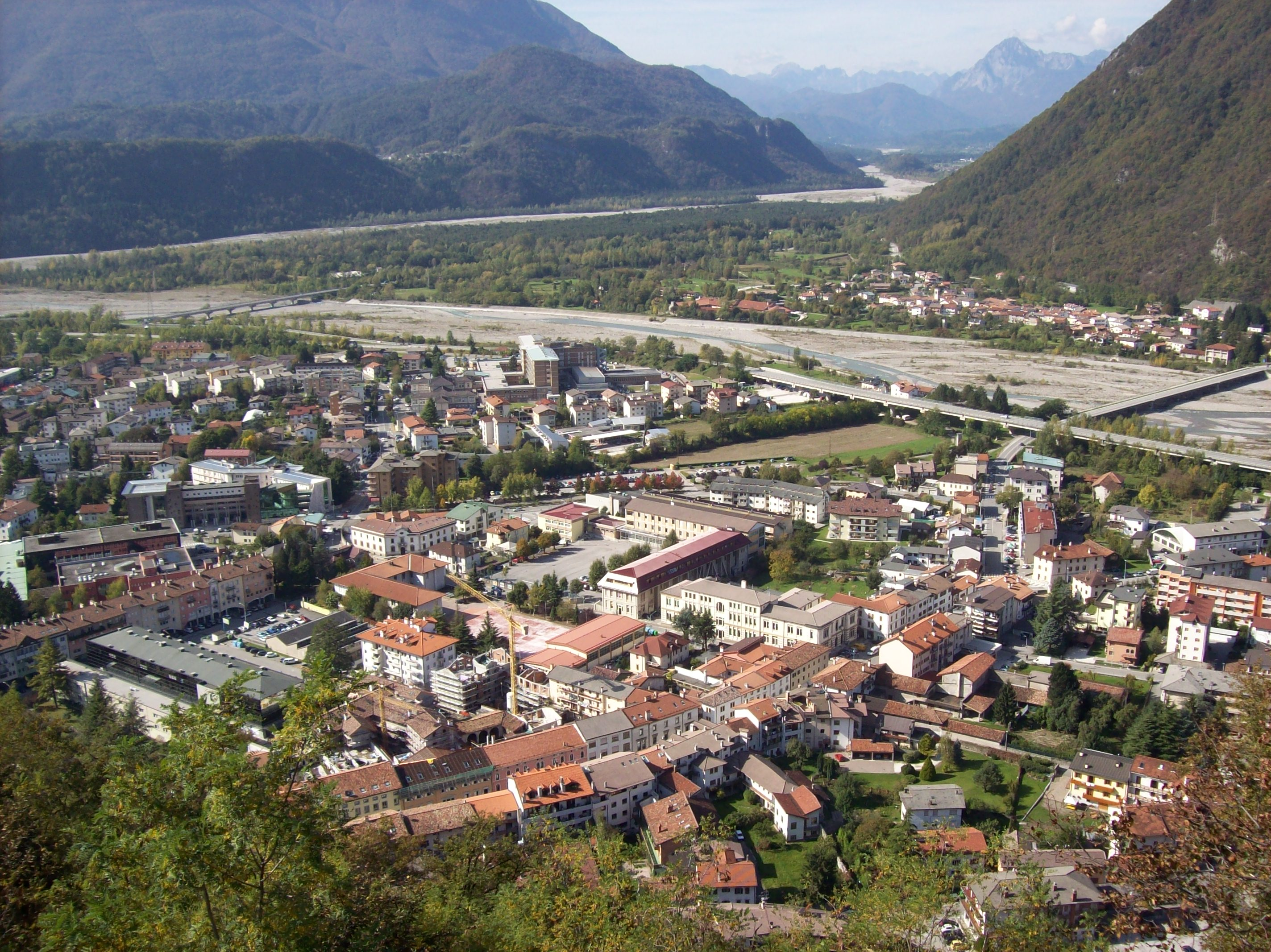
Tolmezzo, capoluogo della Carnia

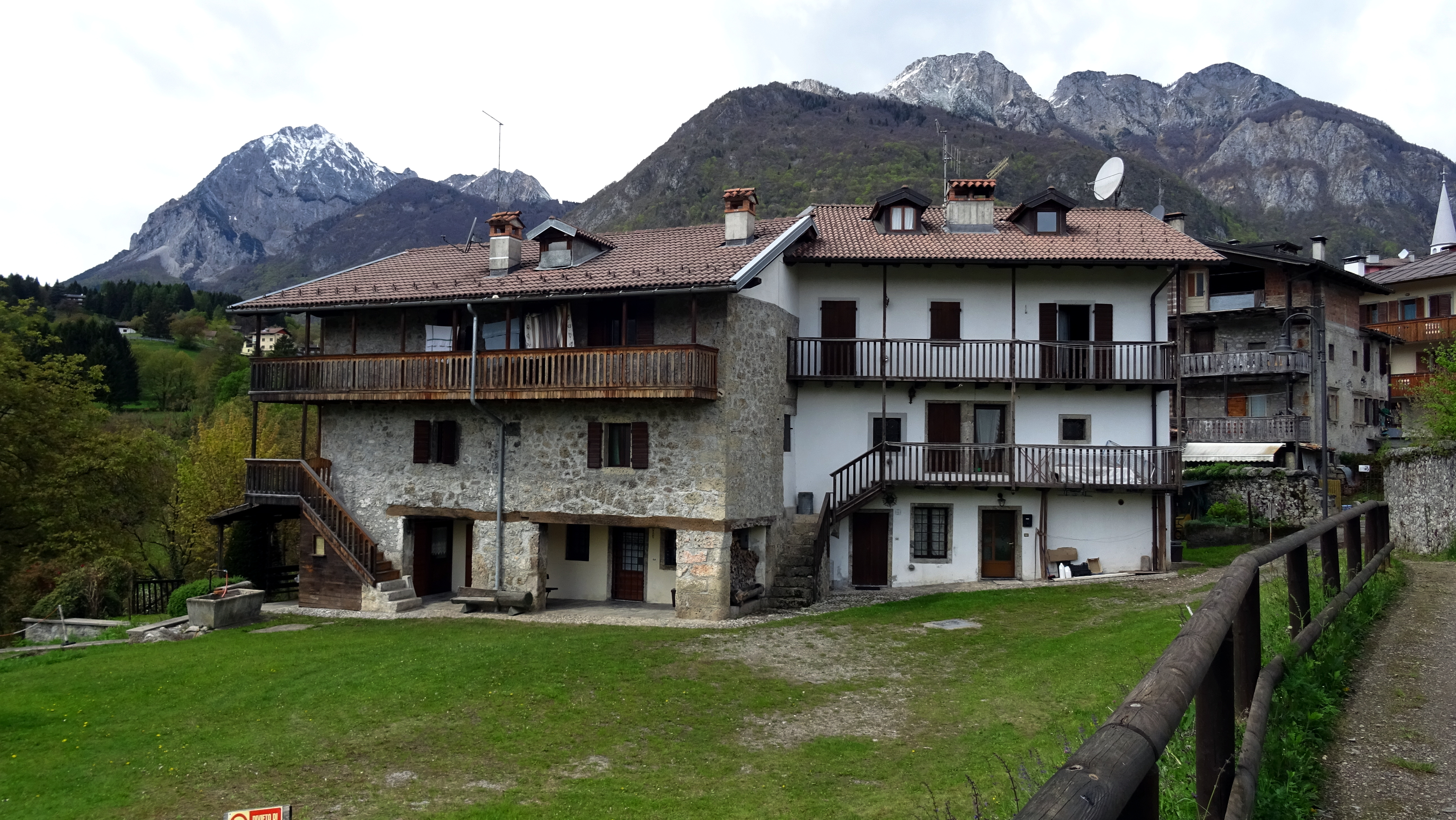
particolare ad Ampezzo

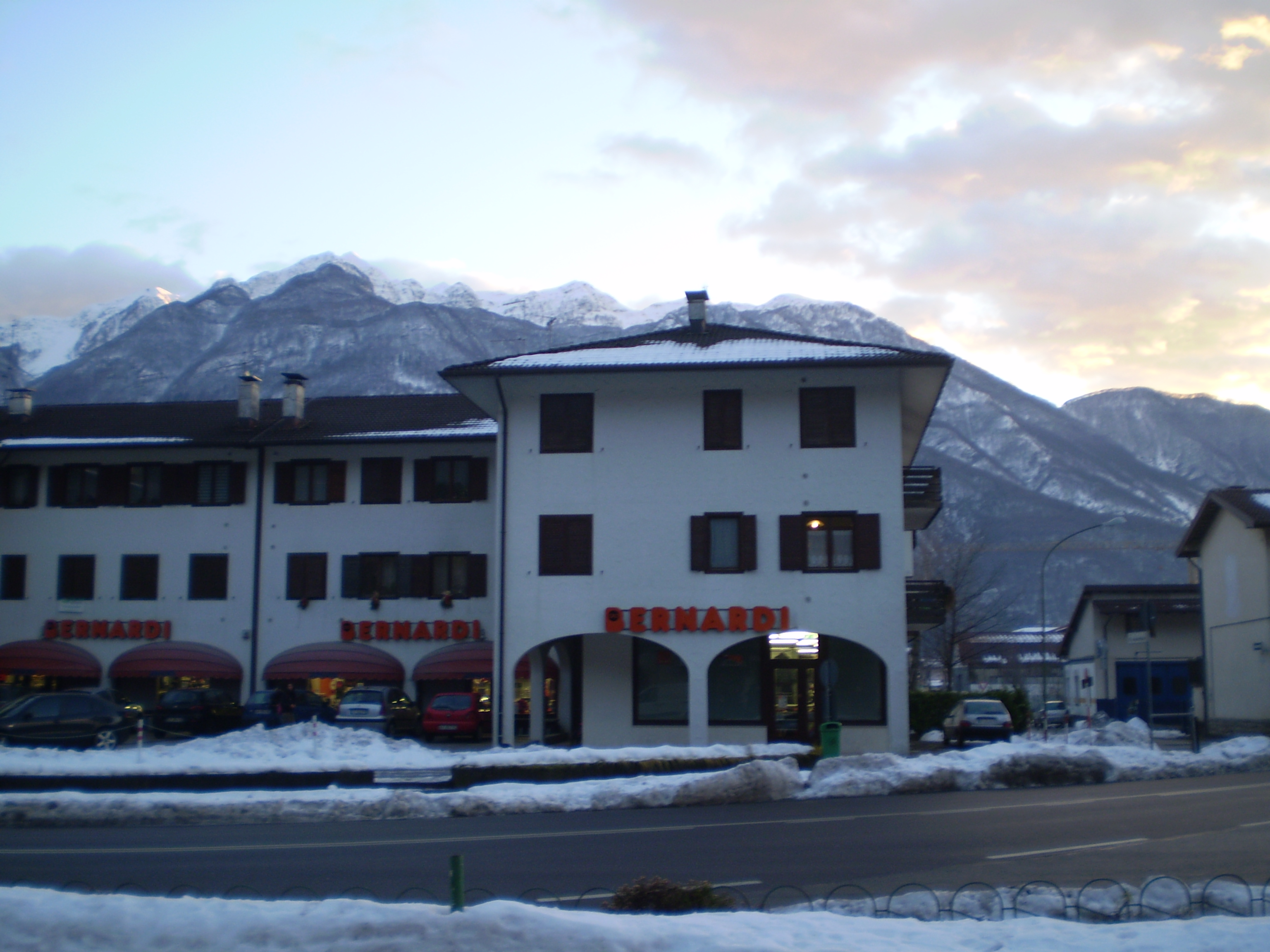
centro di Villa Santina

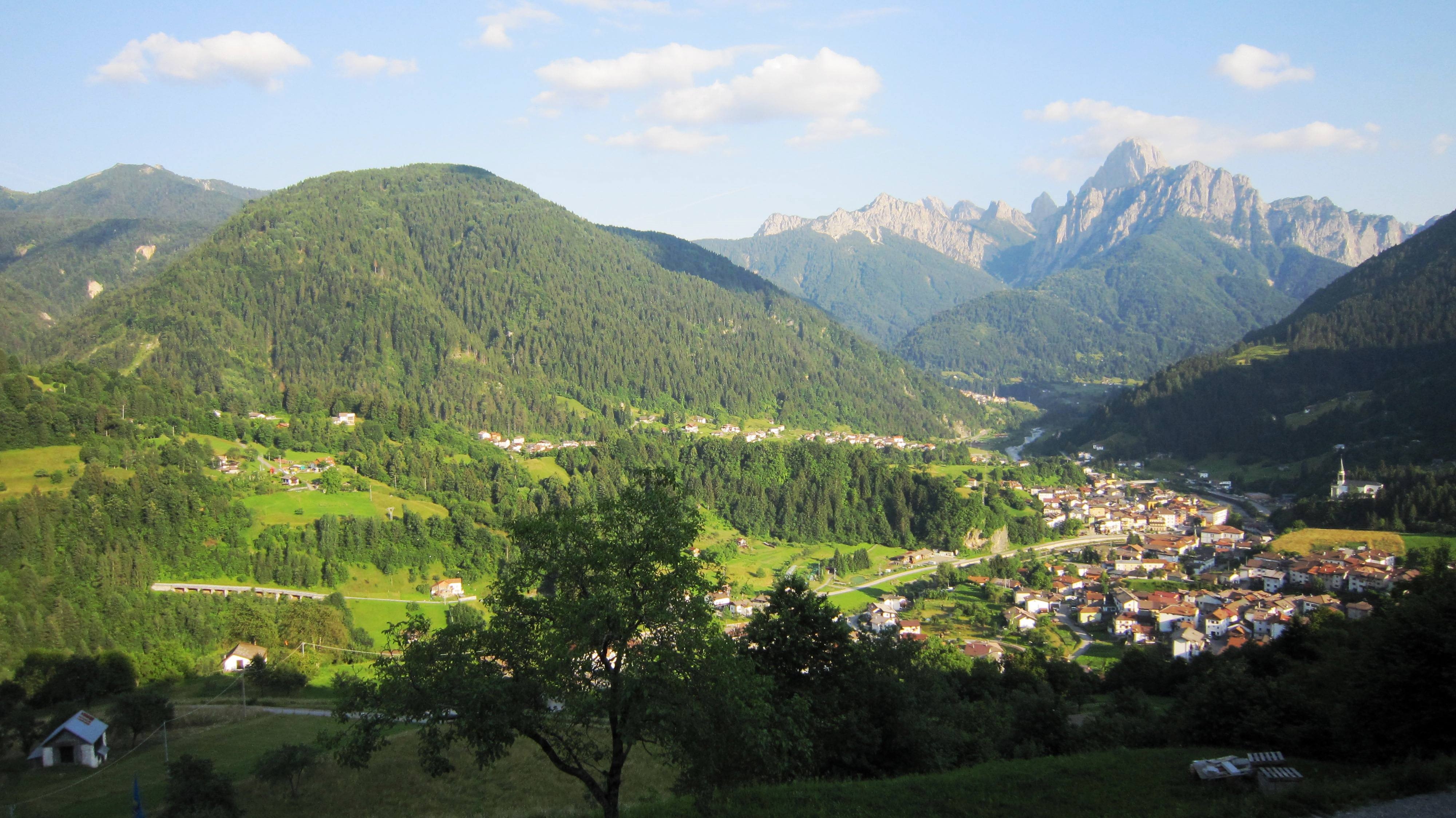
Paularo nella Valle d'Incarojo

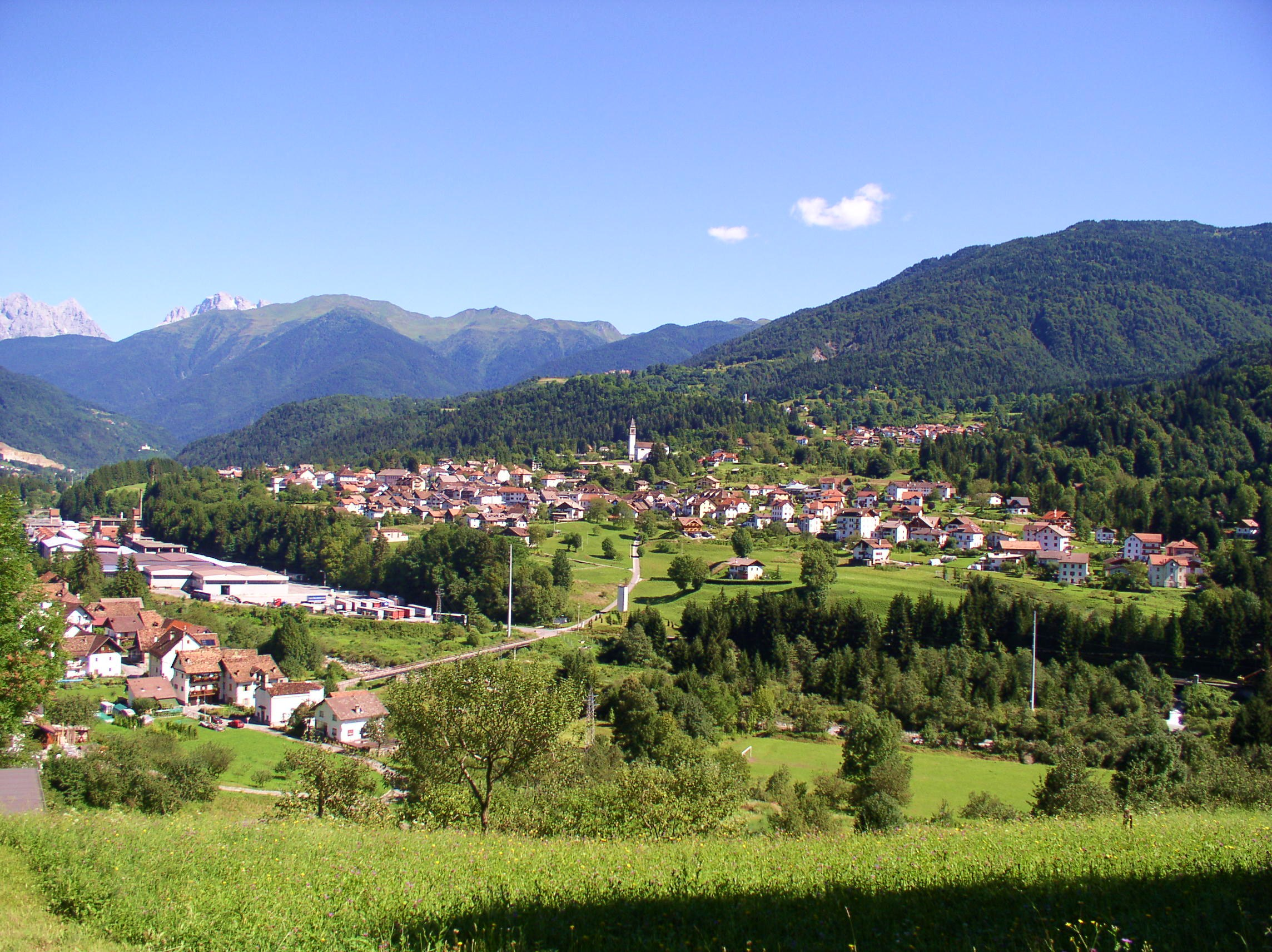
Ovaro nella Val Degano

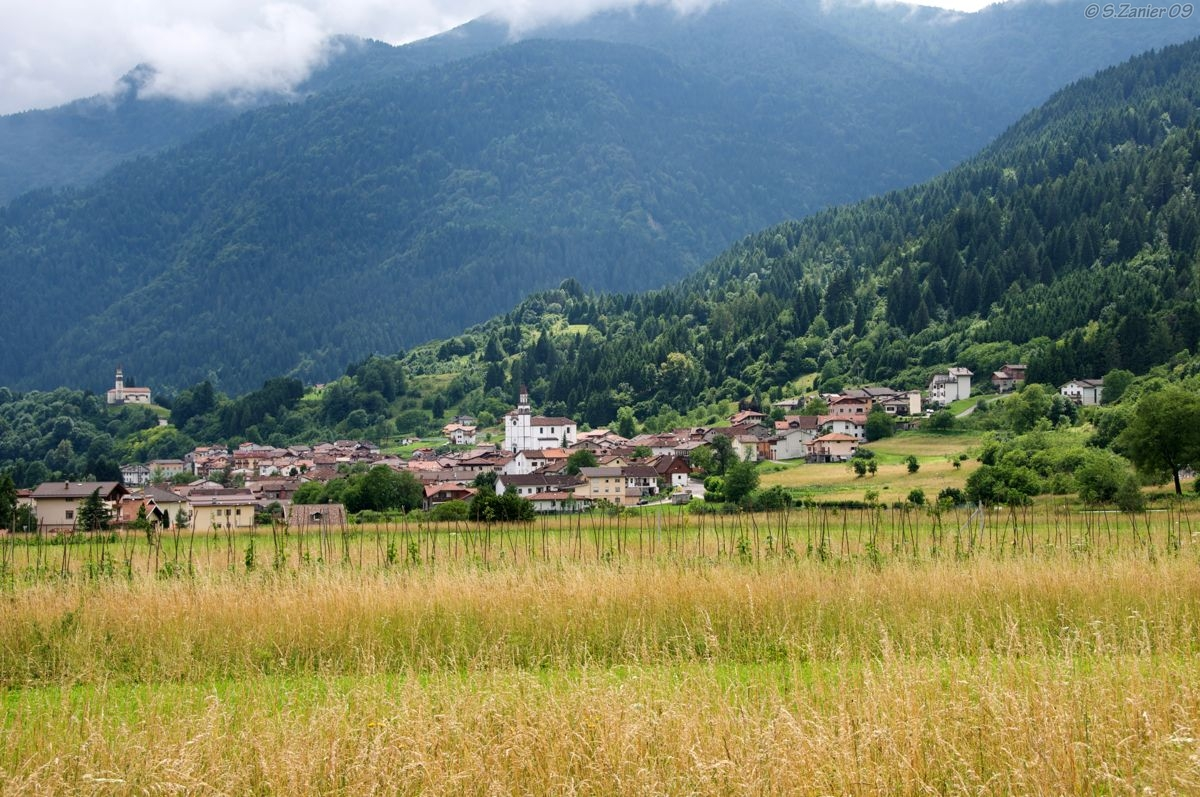
Sutrio

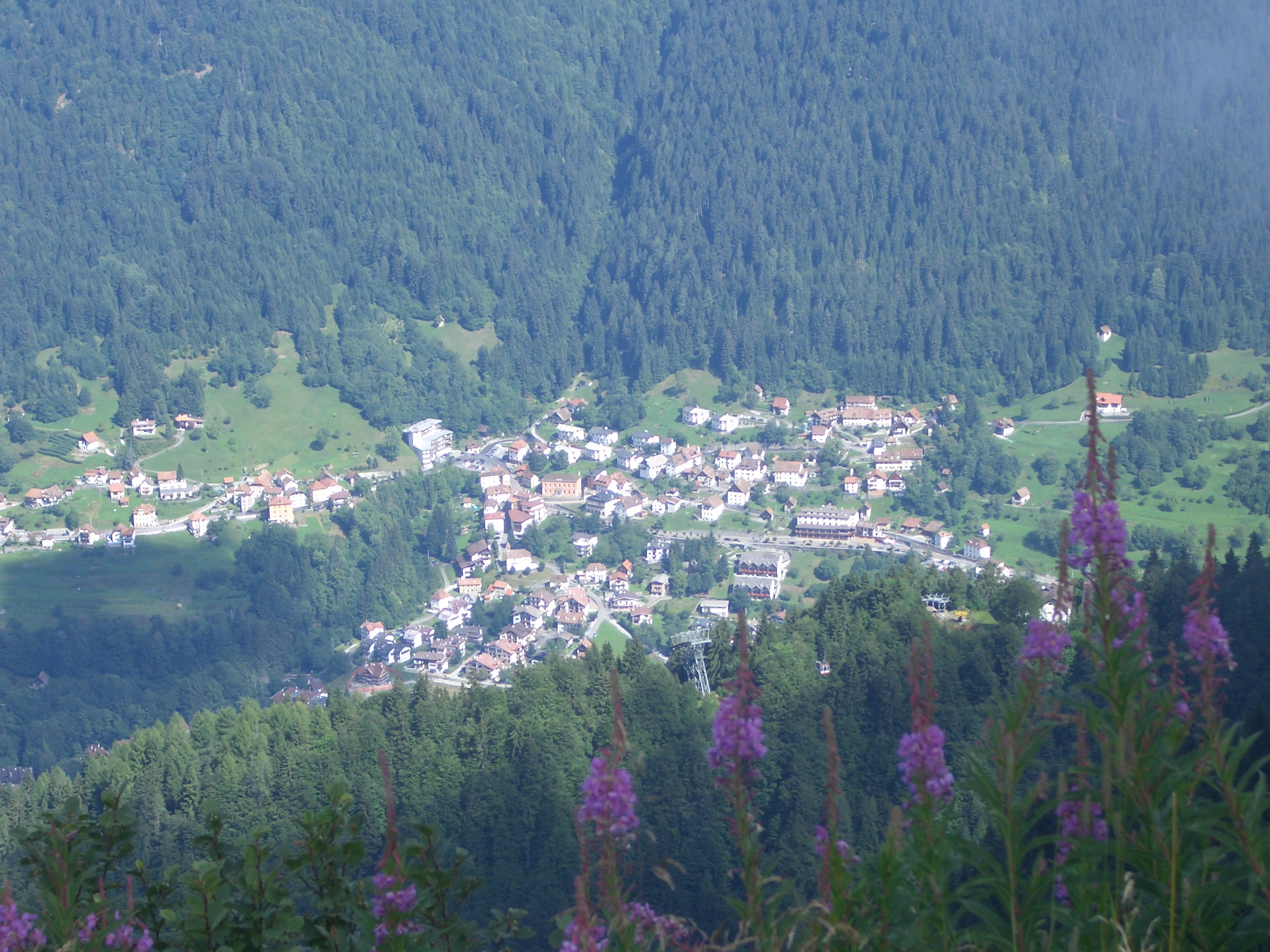
Ravascletto

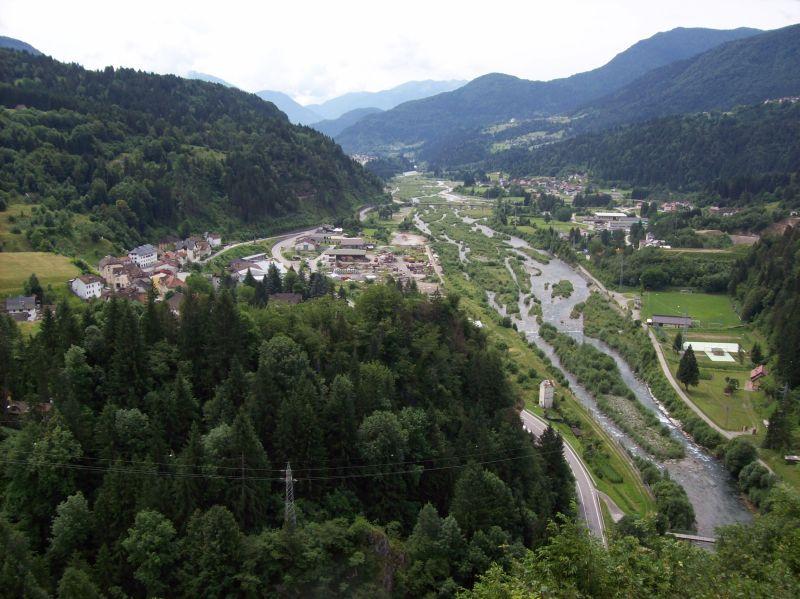
Comeglians

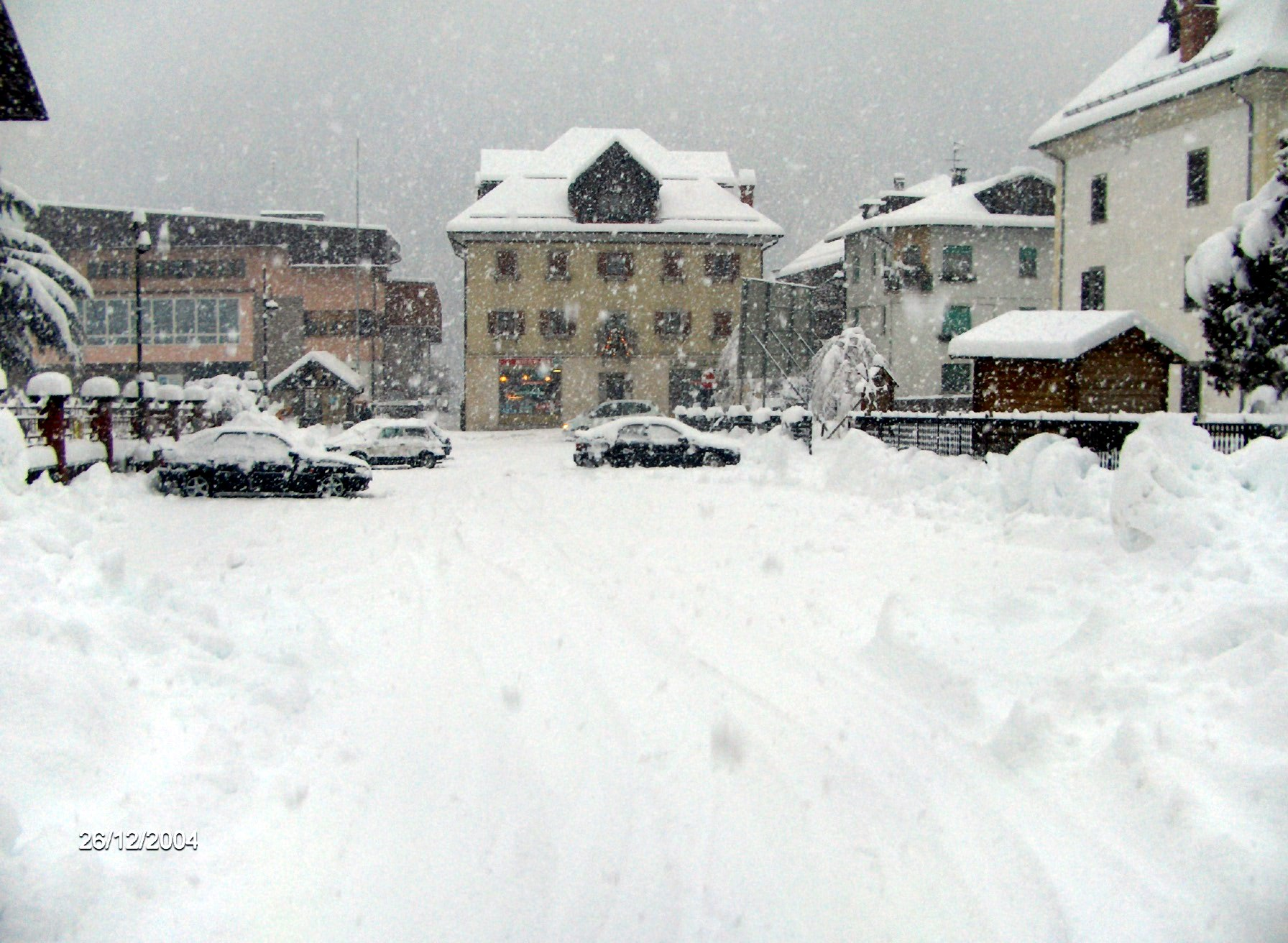
Forni Avoltri

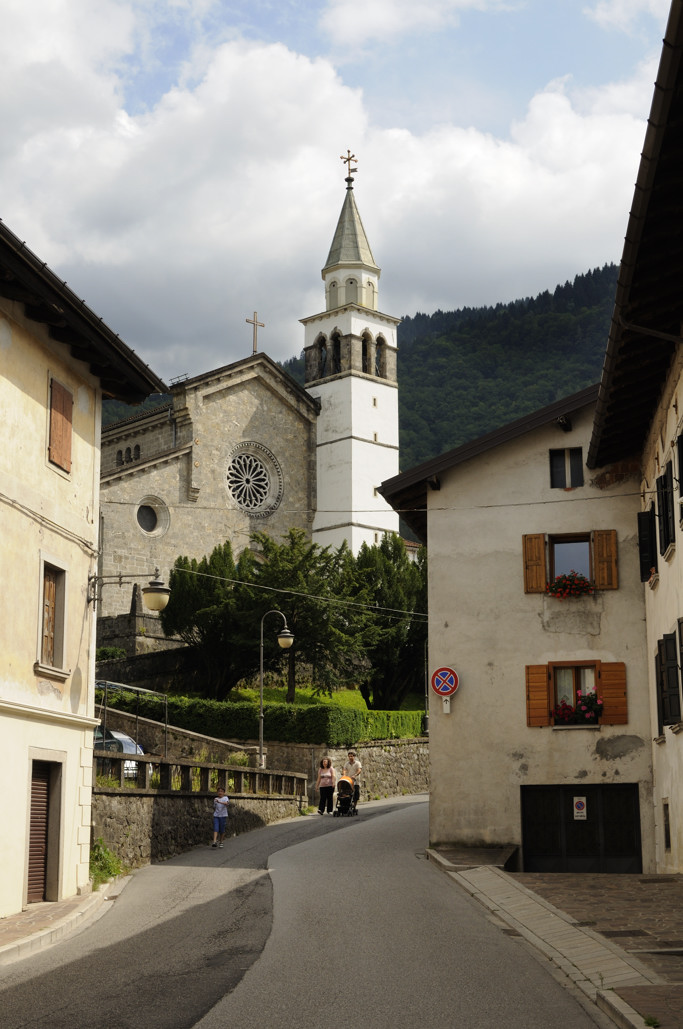
Paluzza

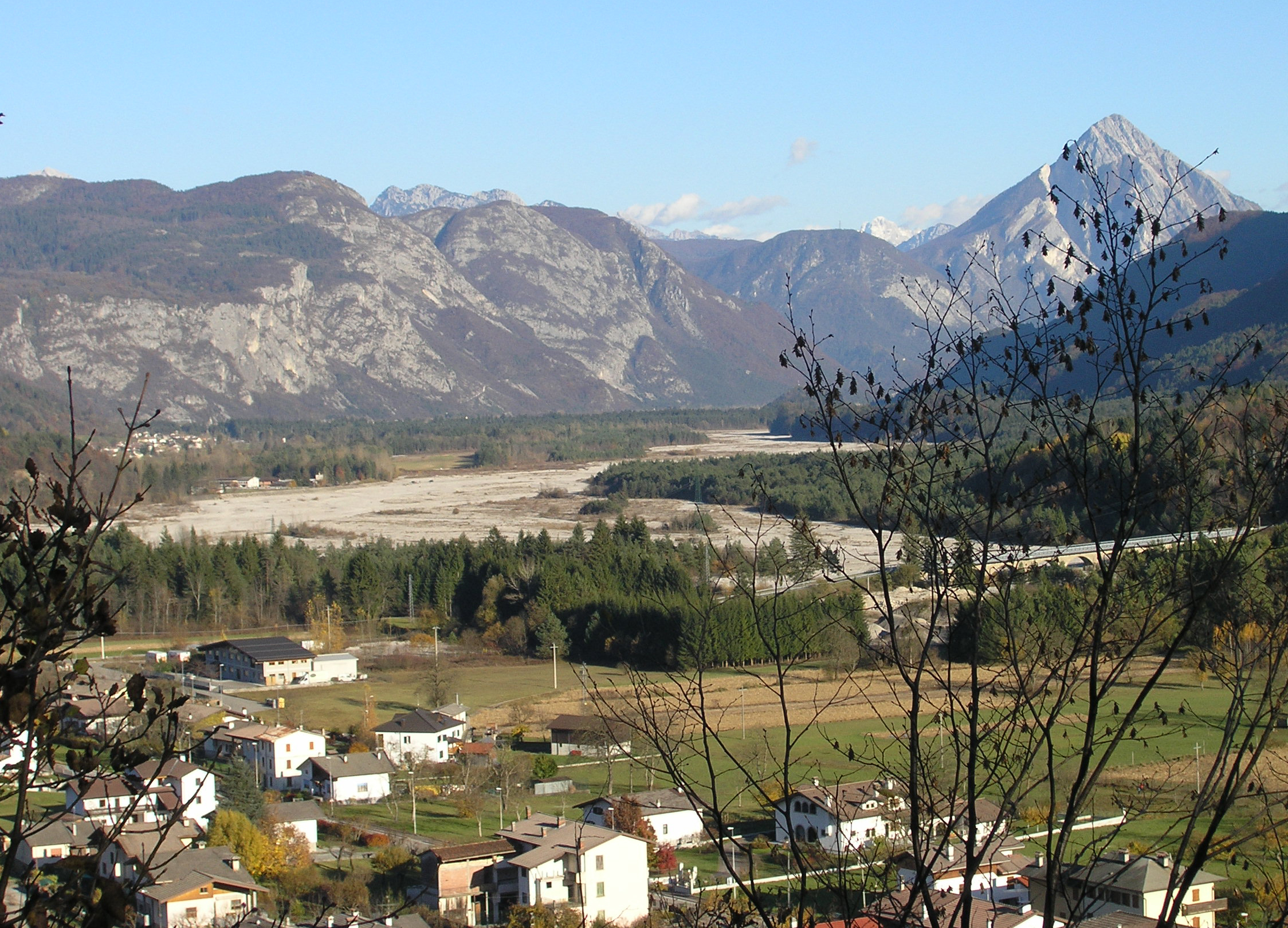
Socchieve

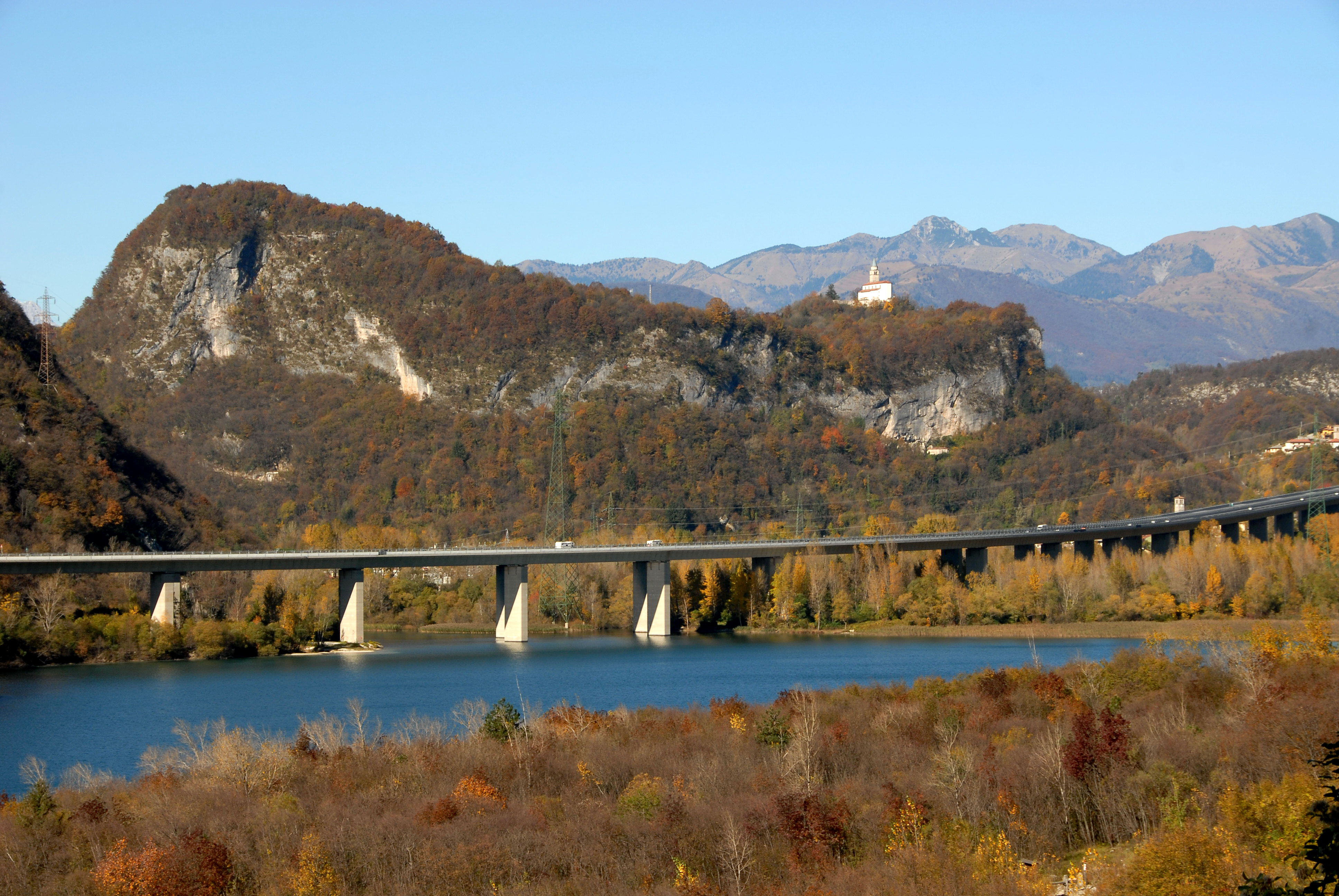
Cavazzo Carnico

- Anello di Bianchi, comune di Forni di Sopra, sentiero panoramico (Cai 346-340-354-342)
- Malghe di Forni di Sopra, sentiero delle malghe (Cai 207-211-211a-209-210)
- Da Forni di Sopra a Sauris, sentiero naturalistico (Cai 209)
- Nel cuore del Parco, a Forni di Sotto, sentiero panoramico (Cai 364-373a-373)
- Forni di Sotto - Forcella Montòf, sentiero naturalistico (Cai 215-214)
- Rifugio fratelli De Gasperi, sentiero dei rifugi (Cai 201)
- Rifugio Chiampizzulon, a Rigolato, sentiero dei rifugi (Cai 227-228)
- Lago di Bordaglia, Forni Avoltri, sentiero delle acque - traversata carnica (Cai 140-142-141)
- Tra pascoli e vette sui monti di Sauris, a Forni di Sopra, sentiero delle malghe (Cai 204-206-218)
- Col Gentile, a Socchieve, sentiero naturalistico (Cai 235-220)
- Malga Ielma, a Pesaris, sentiero delle malghe (Cai 204-218-206)
- Malghe attorno allo Zoncolan, a Sutrio, sentiero delle malghe (Cai 157-158-170)
- Rifugio Marinelli, a Forni Avoltri, sentiero della storia "Traversata Carnica" (Cai 143-174-150)
- Monte Crostis, a Ravascletto, panoramica delle vette da Tualis a Ravascletto
- Pal Piccolo e Pal Grande, a Paluzza, località Timau, sentieri della memoria, sentiero della storia, traversata carnica (Cai 401)
- Anello delle Casere della Carnia orientale, a Paularo, sentiero delle malghe, via delle malghe carniche (Cai 407-454-448-457). Casera Ramaz, Piani di Lanza, Casera Lodin Bassa, Lodin Alta, Rifugio Fabiani (1 539 m s.l.m.)
- Forra Las Callas e La Palma, a Paularo, sentiero delle acque (Cai 442); gola profonda scavata nella roccia e secolare abete bianco
- Anello di Lanza, a Paularo, sentiero dei contrabbandieri, traversata carnica, sentiero del formaggio (Cai 451-448-403). Lanza, monte Zermula, Cordin Grande, Sella Val Dolce, Grotta di Attila
- San Floriano a Illegio, a Tolmezzo, sentiero religioso
- Santuario della Beata Vergine, a Raveo, sentiero religioso
- San Pietro, Polse di Cougnes, a Zuglio, sentiero religioso (Cai 162)
- Lago del Volaia, a Comeglians, sentiero delle acque (Cai 143-144)
- Malghe Pramosio e Pramosio Alta, a Paluzza, sentiero delle malghe (Cai 403-402)
- Pian delle Streghe del monte Tenchia, a Cercivento, sentiero delle leggende (Cai 154)
- Campanili del Lander, ad Arta Terme, sentiero delle civiltà e dei borghi (Cai 408)

### Sci di fondo - piste sportive
- Enemonzo - pista Gir di Clap Forat
- Forni di Sopra - pista Tagliamento
- Forni di Sotto - pista Tredolo
- Lauco - pista Porteral
- Loc.Lavadin - centro fondo Pian di Casa
- Piani di Luzza - Carnia Arena International Biathlon Centro
- Sauris di Sopra - pista Plotze
- Sauris di Sotto - pista Untervelt
- Sella Chianzutan - pista Sella Chianzutan
- Sutrio - pista Suart
- Timau di Paluzza - centro fondo Laghetti

### Eventi
| Periodo                                       | Ricorrenza                                                                        | Paese                                                                      |
| --------------------------------------------- | --------------------------------------------------------------------------------- | -------------------------------------------------------------------------- |
| da Natale a Epifania                          | Borghi & Presepi                                                                  | Sutrio                                                                     |
| 5 gennaio                                     | La medate ta cort di Flon                                                         | Arta Terme                                                                 |
| 5 gennaio                                     | La Femenate                                                                       | Paularo                                                                    |
| 5 gennaio                                     | La Befana cul feral                                                               | Forni di Sopra                                                             |
| 5 gennaio                                     | Il sedere della Bèlin                                                             | Sauris                                                                     |
| fine gennaio                                  | Vertical race notturna                                                            | Ravascletto / Monte Zoncolan                                               |
| 1º venerdì di febbraio                        | Ski krono Varmost                                                                 | Forni di Sopra                                                             |
| sabato antecedente il martedì grasso          | Carnevale saurano                                                                 | Sauris                                                                     |
| venerdì santo                                 | Via Crucis vivente                                                                | Lauco                                                                      |
| Ascensione                                    | Rito del Bacio delle croci                                                        | Zuglio                                                                     |
| 1ª domenica di marzo                          | Fums, profums, salums                                                             | Sutrio                                                                     |
| 3ª o 4ª domenica di maggio                    | Festa dell'asparago di bosco, del radicchio di montagna e dei funghi di primavera | Arta Terme                                                                 |
| fine maggio                                   | Verzegnis-Sella Chianzutan                                                        | Verzegnis                                                                  |
| ultimo weekend di maggio                      | Cronoradime                                                                       | Villa Santina                                                              |
| 1ª domenica di giugno                         | I Cjarsons                                                                        | Sutrio                                                                     |
| 1º weekend di giugno                          | Festa delle erbe di primavera                                                     | Forni di Sopra                                                             |
| 1ª domenica di giugno                         | Fiesta dal pan                                                                    | Ampezzo                                                                    |
| metà giugno                                   | International Sky race                                                            | Timau di Paluzza                                                           |
| 24 giugno                                     | Ciurciuvint: Ierbas e tradision                                                   | Cercivento                                                                 |
| ultima domenica di giugno o prima di luglio   | Rally Valli della Carnia                                                          | Ampezzo                                                                    |
| 1ª domenica di luglio                         | Mondo delle malghe. Sagra del Malgaro                                             | Ovaro                                                                      |
| da luglio a settembre                         | CarniaRmonte                                                                      | Tolmezzo                                                                   |
| primi due weekend di luglio                   | Festa del prosciutto                                                              | Sauris                                                                     |
| ultima domenica di luglio                     | Fasin la mede                                                                     | Sutrio                                                                     |
| 3ª settimana di luglio                        | Concorso ippico internazionale                                                    | Arta Terme                                                                 |
| dall'ultima domenica di luglio a fine agosto  | Rassegna artigianale ed artistica della Carnia (il futuro della tradizione)       | Socchieve                                                                  |
| terza domenica di luglio                      | Festa del malgaro                                                                 | Ovaro                                                                      |
| domeniche di luglio (ultima) e agosto (prima) | Festa dei frutti di bosco                                                         | Forni Avoltri                                                              |
| 3º weekend di luglio                          | Festa del Borgat                                                                  | Tolmezzo                                                                   |
| ultima domenica di luglio                     | Fasin la mede                                                                     | Sutrio                                                                     |
| 10 agosto                                     | Festival internazionale del folclore                                              | Villa Santina                                                              |
| 2º sabato di agosto                           | Varmost vertical challenge                                                        | Forni di Sopra                                                             |
| 2ª settimana di agosto                        | Palio das cjarogiules. Golosez: amor di contrade                                  | Paluzza                                                                    |
| metà agosto                                   | Un venerdì da Leoni - festa sulla sabbia                                          | Tolmezzo                                                                   |
| 1ª domenica dopo ferragosto                   | Staffetta internazionale dei Tre Rifugi                                           | Forni Avoltri                                                              |
| prima domenica dopo ferragosto                | Fiesta tas corts - Savors di una volta                                            | Ravascletto                                                                |
| ultimo sabato e domenica di agosto            | Mistirs: "cultura, tradizioni e mestieri in Val d'Incarojo"                       | Paularo                                                                    |
| ultima domenica di agosto                     | Carnia classic                                                                    | Tolmezzo                                                                   |
| ultima domenica di agosto                     | Sky race delle Dolomiti friulane                                                  | Forni di Sopra                                                             |
| prima domenica di settembre                   | Magia del legno                                                                   | Sutrio                                                                     |
| seconda domenica di settembre                 | Arlois e Fasois                                                                   | Pesariis - Prato Carnico                                                   |
| 3º weekend di settembre                       | Festa della mela                                                                  | Tolmezzo                                                                   |
| ultima domenica di settembre                  | Fiesta dal Pastor                                                                 | Lauco Uerpa                                                                |
| 31 ottobre                                    | Fiesta dalis muars                                                                | Ampezzo                                                                    |
| 11 novembre                                   | Tradizionale e antico mercato di San Martino                                      | Ovaro                                                                      |
| 8 dicembre                                    | A Sauris è Natale - Mercatino di Natale                                           | Sauris                                                                     |
| 2º weekend di dicembre                        | Antico mercato di Santa Lucia                                                     | Arta Terme                                                                 |
| da Natale all'Epifania                        | Forni, neve e... magica atmosfera                                                 | Forni di Sopra                                                             |
| 31 dicembre                                   | La marcia della pace                                                              | Zuglio                                                                     |
| vari mesi dell'anno                           | Tîr des cidulis (o des cjdulos o das cidules o anche das pirulas)                 | Arta Terme, Lauco, Forni Avoltri, Paularo, Comeglians, Ovaro, Ravascletto. |

## Gastronomia

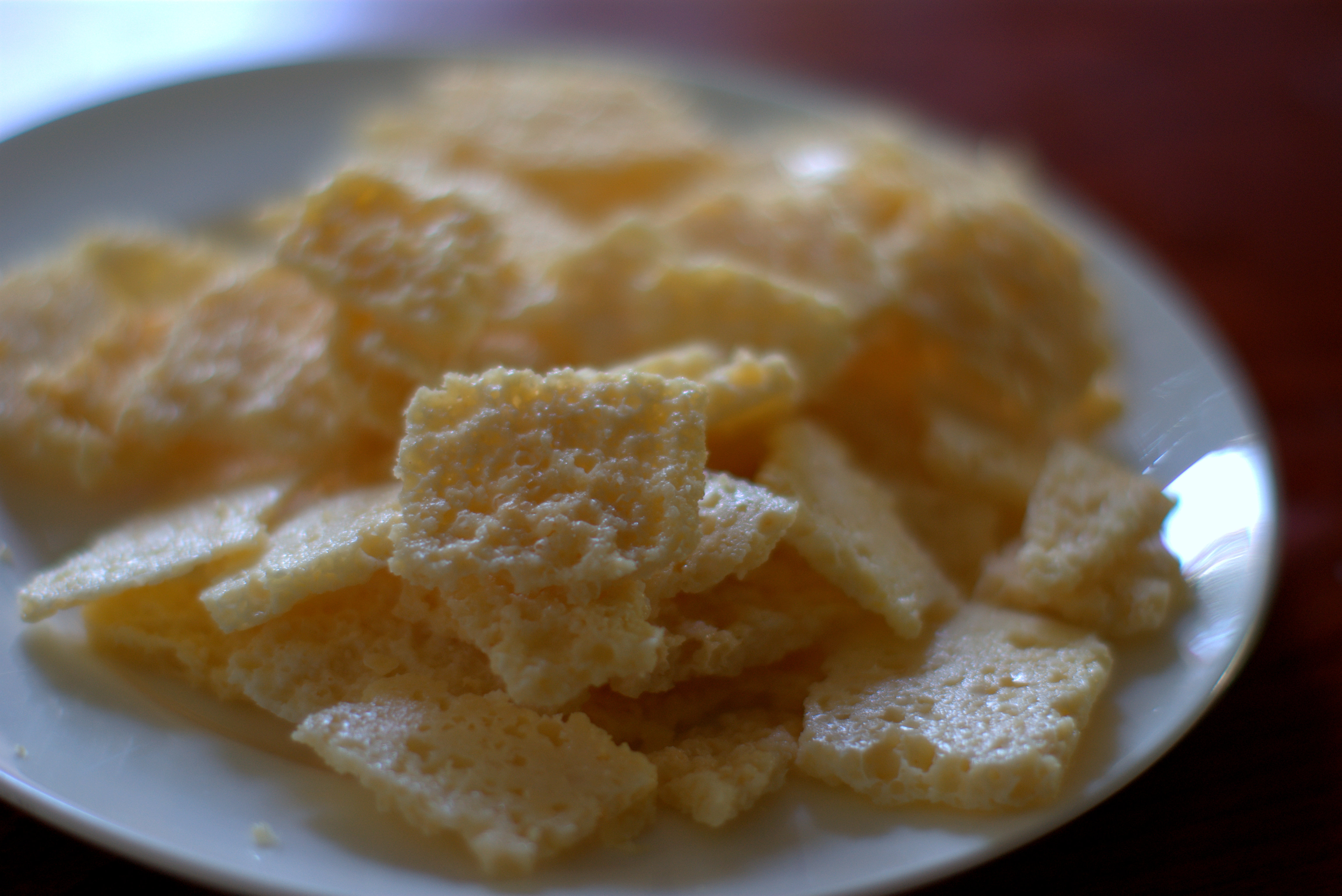
Frico di solo formaggio

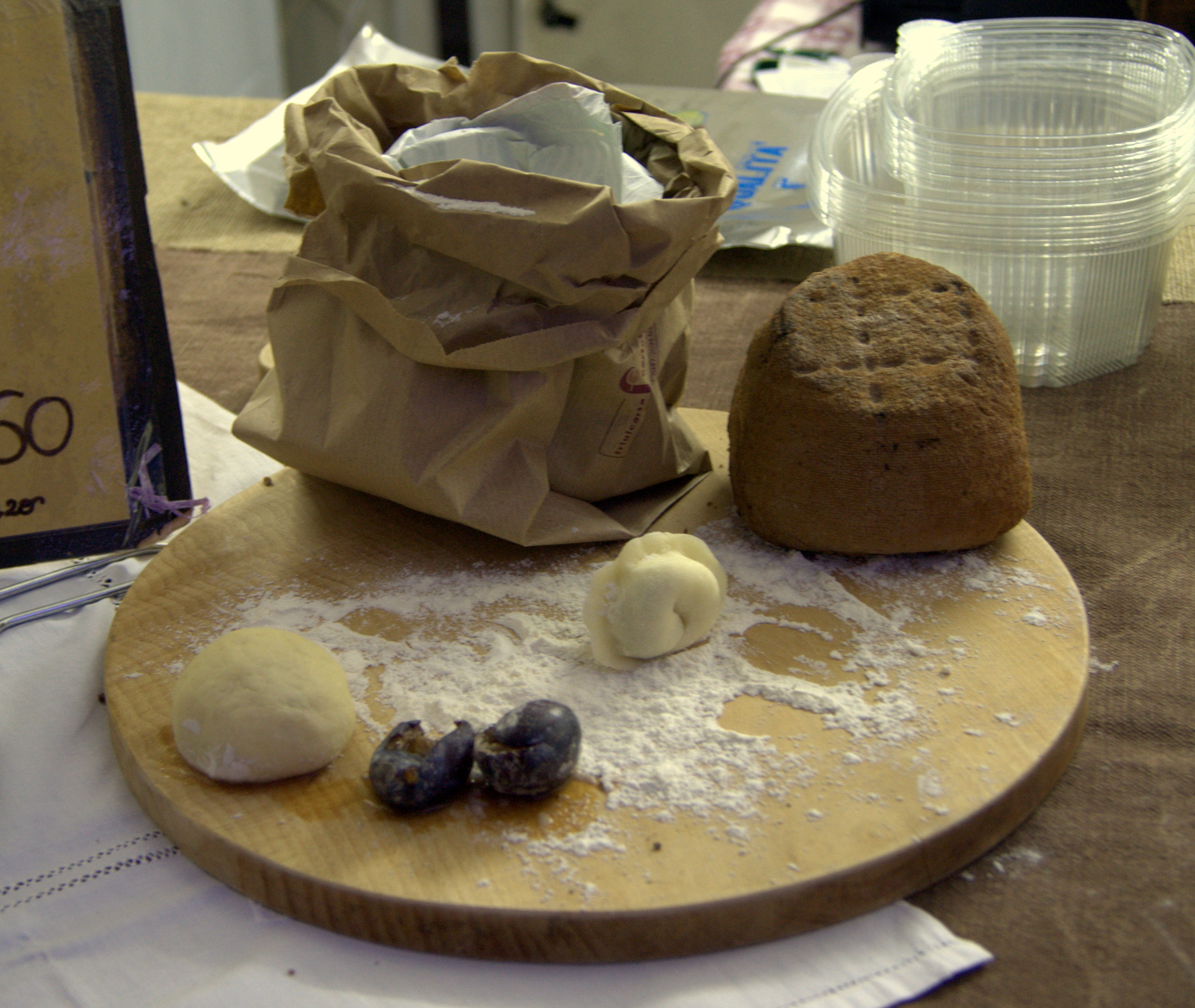
Cjarsons

La cucina tipica carnica è una cucina per lo più povera, a causa della scarsezza dei generi alimentari un tempo reperibili in Carnia. In questo territorio montano infatti pochi sono i terreni adatti all'agricoltura. I piatti principali sono quindi la polenta, che per anni ha permesso la sopravvivenza in montagna, e le minestre, necessarie in un clima rigido. La minestra era spesso piatto unico, talvolta cremosa, con pane raffermo e aggiunta di farinate. Le due minestre "classiche" sono quella di fagioli e la jota.
A Sutrio la minestra di fagioli è detta dal disesiet (del diciassette) anno dell'invasione austroungarica, perché in quell'anno di miseria era l'unica pietanza disponibile. Piatto tipico per eccellenza sono i cosiddetti Cjarsons, sorta di "agnolotti" di patate e farina di grano tenero ripieni di erbe e spezie o (versione della Carnia settentrionale) di frutta secca, ricotta e cacao, conditi con burro fuso e ricotta affumicata, tra i primi troviamo anche gli gnocchi di patate o più raramente di zucca gialla; tra i secondi il frico. Non va poi dimenticata la carne, in modo particolare quella di maiale. Del purcit non si buttava nulla: sangue, interiora, cotenna, tutto veniva utilizzato ed era una grande festa in paese quando venivano uccisi i maiali, tra dicembre e gennaio. Specialità tipiche sono il muset, simile a un cotechino ma più magro, il salame "di cjase" leggermente affumicato, il prosciutto crudo lievemente affumicato, e a Timau il varhackara, crema spalmabile a base di lardo e carne suina. Notevole per qualità è poi la produzione casearia.

## Media

### Radio
- Radio Andromeda (Ovaro) non più in attività
- Radio Arta Terme Vacanze (Piano d'Arta Terme) non più in attività
- Radio Cercivento (Cercivento) non più in attività
- Radio M (Misincinis di Paularo) non più in attività
- RTA Radio Tele Alpi (Priuso di Socchieve) non più in attività
- RTP Radio Paulâr (Paularo) non più in attività
- Radio Paularo (Paularo)
- Radio Priuso (Socchieve) non più in attività
- Radio Sole Rosso (Tolmezzo) non più in attività
- Radio Stereo Carnia (Tolmezzo) non più in attività
- Radio Studio Nord (Caneva di Tolmezzo)
- Radio Tolmezzo (Tolmezzo) non più in attività
- Radio Trelli Stereo 104 (Trelli di Paularo) non più in attività
- RTCV RadioTeleCarniaVacanze (Forni di Sotto e Tolmezzo) non più in attività
- Radio Tausia webradio (Treppo Ligosullo)

### TV
- RTP TelePaulâr (Paularo) non più in attività
- RTCV RadioTeleCarniaVacanze (Forni di Sotto poi Tolmezzo) non più in attività
- Tele Alto Bùt (Paluzza) non più in attività
- TAF Tele Alto Friuli (Tolmezzo) non più in attività
- Tele Carnia (Tolmezzo) non più in attività
- TFK Tele Flak (Piano d'Arta Terme) non più in attività
- VideoStrega (Cercivento) non più in attività
- VTC VideoTeleCarnia (Treppo Ligosullo)

### Cinema
- Marie Zef, film tratto dal romanzo omonimo di Paolo Bianchetti Drigo, pubblicato nel 1936, ambientato nelle montagne carniche con alcune scene girate a Forni di Sopra. Prodotto nel 1981 in collaborazione con la Rai, sede regionale del Friuli Venezia Giulia, il film - la cui regia è di Vittorio Cottafavi - è in versione originale (parlato integralmente in lingua carnica) ed è stato più volte trasmesso da Rai 3 con sottotitoli in italiana[8] oltre che proiettato in numerosi cinema regionali.[9] Il 2 ottobre 2013 viene riproposto al cinema di Gemona del Friuli.[10]
- Penne Nere, film di Oreste Biancoli del 1952, con Marcello Mastroianni.[11]
- La Carnia tace, docufilm di Dante Spinotti, Sergio De Infanti, Gianni Lari del 1980.
- Effetto Carnia, film-documentario realizzato da Rai Friuli Venezia Giulia nel 2015. Scritto e diretto dal regista Claudio Brugnetta, è stato presentato in anteprima a Tolmezzo a luglio 2015 e nel novembre dello stesso anno proiettato a Enemonzo, Forni di Sopra e Ovaro (Alpis).[12]
- Inchiesta in Carnia, docufilm di Dante Spinotti del 2014.[13]

### Inno
Nel 2001 Giovanni Canciani ha composto e musicato il "Carnorum Regio - Inno alla Carnia". L'Inno è stato presentato in pubblico per la prima volta l'11 novembre 2001 nel Duomo di Tolmezzo, festa di San Martino,
Il "Carnorum Regio" è stato eseguito dall'Orchestra di Trieste e da tre cori: "Corale di Paluzza", "Corùt di Paularo", "Coro dei Giovani del Duomo di Tolmezzo".